# Rijksmuseum Amsterdam
Le Rijksmuseum Amsterdam (en français : « Musée d'État d'Amsterdam »), couramment abrégé en Rijksmuseum (prononcé en néerlandais : [ˈrɛi̯ksmyˌzeːjʏm]), est un musée national néerlandais, situé dans la capitale Amsterdam et consacré aux beaux-arts, à l'artisanat et à l'histoire du pays. Il est le plus important musée des Pays-Bas quant à la fréquentation et au nombre d'œuvres d'art avec plus de 2 450 000 visiteurs en 2014 pour un fonds d'environ un million de pièces.
Situé entre le Stadhouderskade et la Museumplein (également connue en français en tant que place du Musée), dans le Museumkwartier (Oud-Zuid), il présente au public, à travers plus de 200 salles d’exposition, une vaste collection d'art, principalement de peintures du siècle d'or néerlandais. Le musée possède en outre une riche collection d’objets d'art asiatiques. Au Rijksmuseum est notamment attaché le Rijksprentenkabinet (« Cabinet national des estampes »).

## Histoire des collections

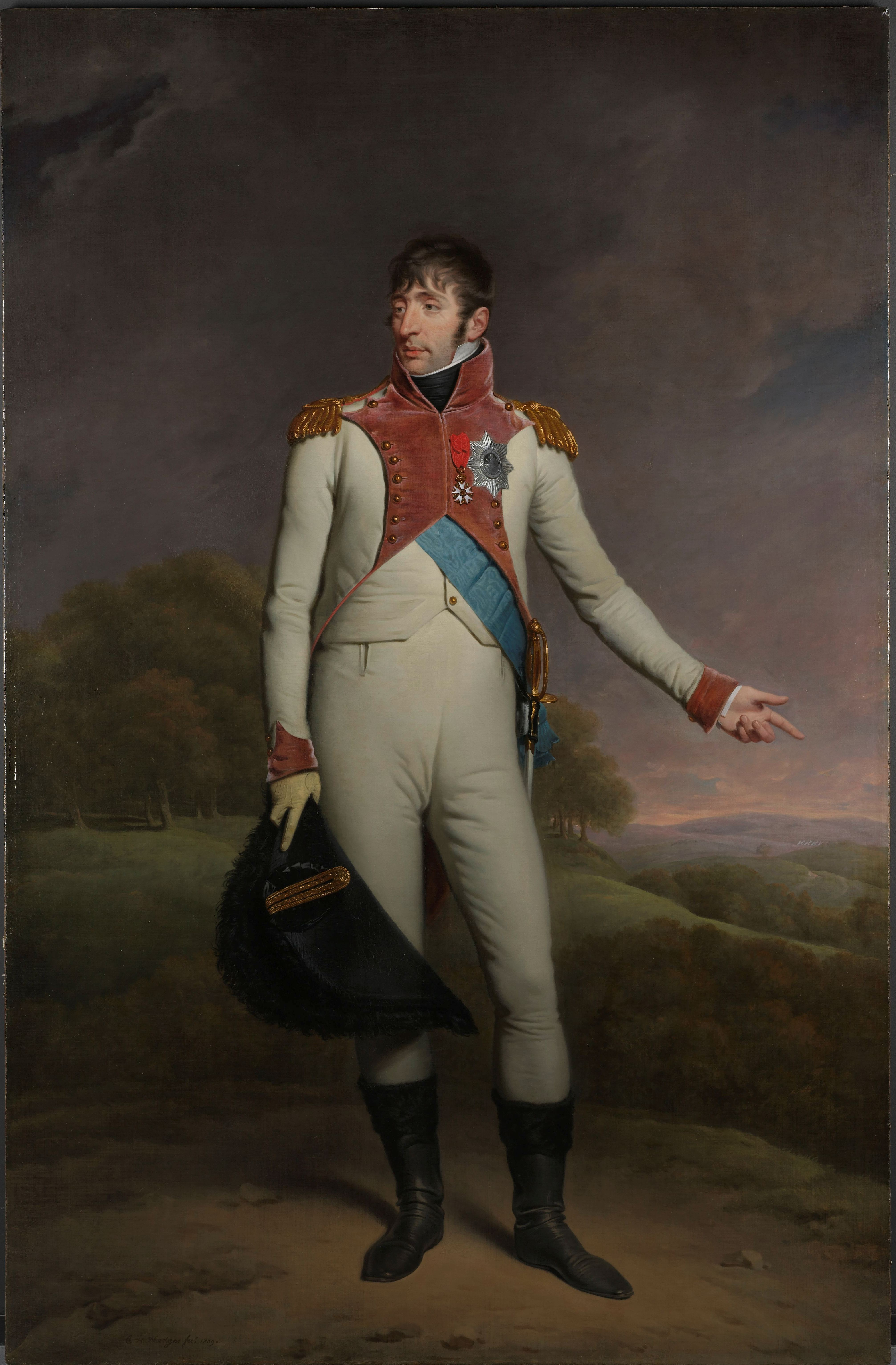
Charles Howard Hodges, Louis Bonaparte, 1809.

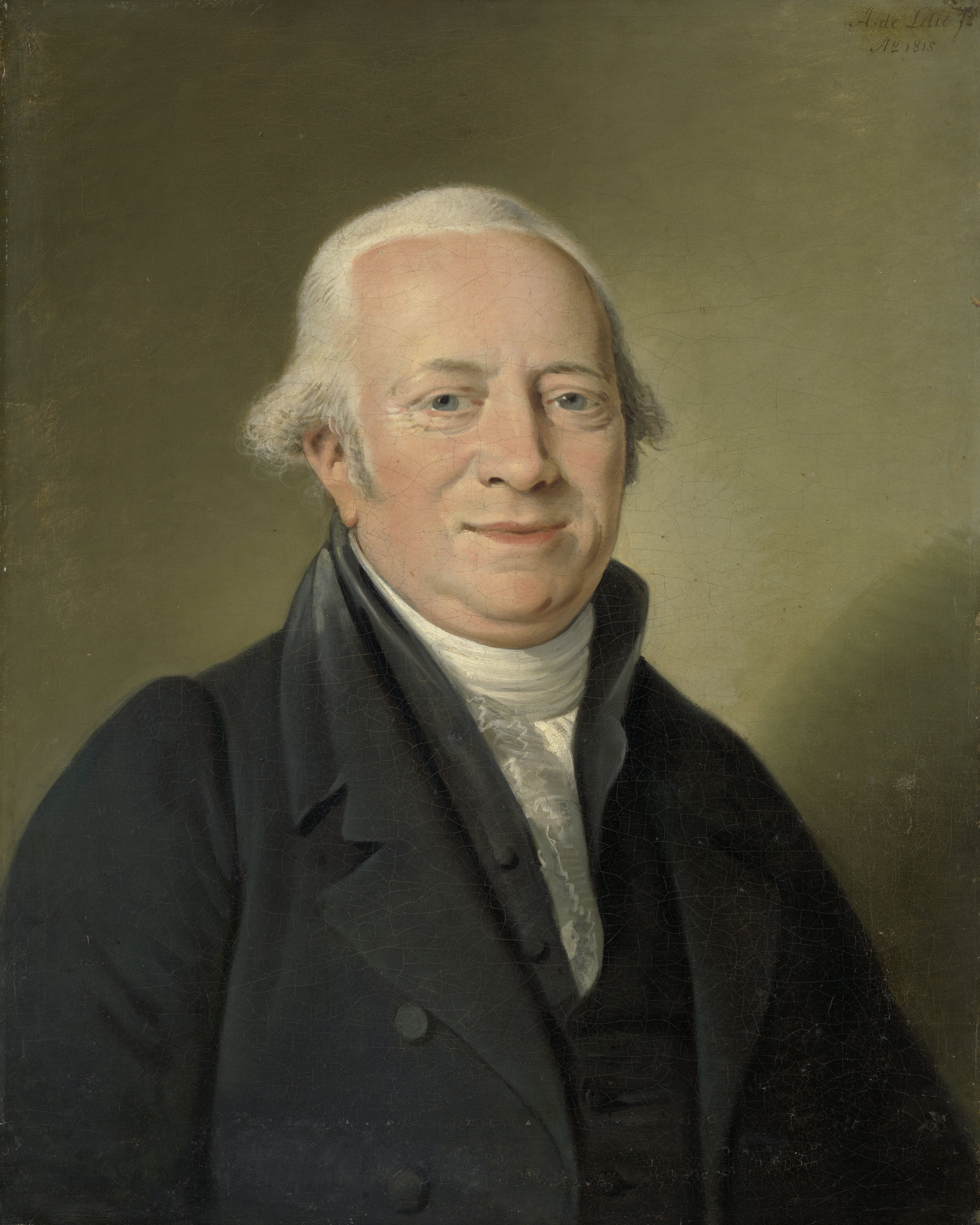
Adriaan De Lelie, Cornelis Sebille Roos, 1815.

Les collections du musée ont pour point de départ les œuvres d’art réunies au fil des siècles par la famille des stathouders. Après la fuite du dernier stathouder Guillaume V en 1795, le gouvernement de la République batave fait main basse sur ce qui reste de la collection. Les Français emmènent à Paris par bateau la plus grande partie de celle-ci. Le 19 novembre 1798, à l’initiative d’Alexander Gogel, alors ministre des Finances, la décision est prise de placer les œuvres restantes — constituées d’art italien, de portraits de la famille d’Orange et de raretés du patrimoine national — dans un musée national, suivant ainsi l’exemple français.
Le musée, sous le nom d’origine de Nationale Kunst-Galerij (« Musée d’art national »), ouvre ses portes le 31 mai 1800 dans la Huis ten Bosch de La Haye, bâtiment qui est confisqué lui aussi. Le collectionneur d’art amstellodamois Cornelis Sebille Roos (1754-1820) est le premier directeur du musée et, de ce fait, il est, en collaboration avec Gogel, responsable des premières acquisitions, parmi lesquelles Le Cygne menacé de Jan Asselyn. En 1806, le frère de Napoléon Bonaparte, Louis Bonaparte, monte sur le trône comme roi de Hollande, et l’institution prend alors le nom de Koninklijk Museum (« Musée royal »).
En 1808, Louis Bonaparte fait déménager le musée à Amsterdam où, à partir de 1809, il est abrité en même temps que la collection artistique de la ville (dont La Ronde de nuit) à l’étage supérieur du Paleis op de Dam. Le nouveau directeur, Cornelis Apostool (1762-1844), est chargé de l’établissement du catalogue des objets. En 1817, la collection du Rijks Museum — comme il s’appelle alors depuis l’accession au trône de Guillaume Ier — est transférée dans la Trippenhuis, un bâtiment construit au XVIIe siècle par une famille d’armuriers. La maison accueille également la collection d’estampes de La Haye, tandis que les objets historiques rejoignent le Cabinet des curiosités, construit à La Haye en 1820. Sous la direction d’Apostool, contrairement à ce qui est le cas avec Roos, son prédécesseur, les acquisitions importantes sont rares.

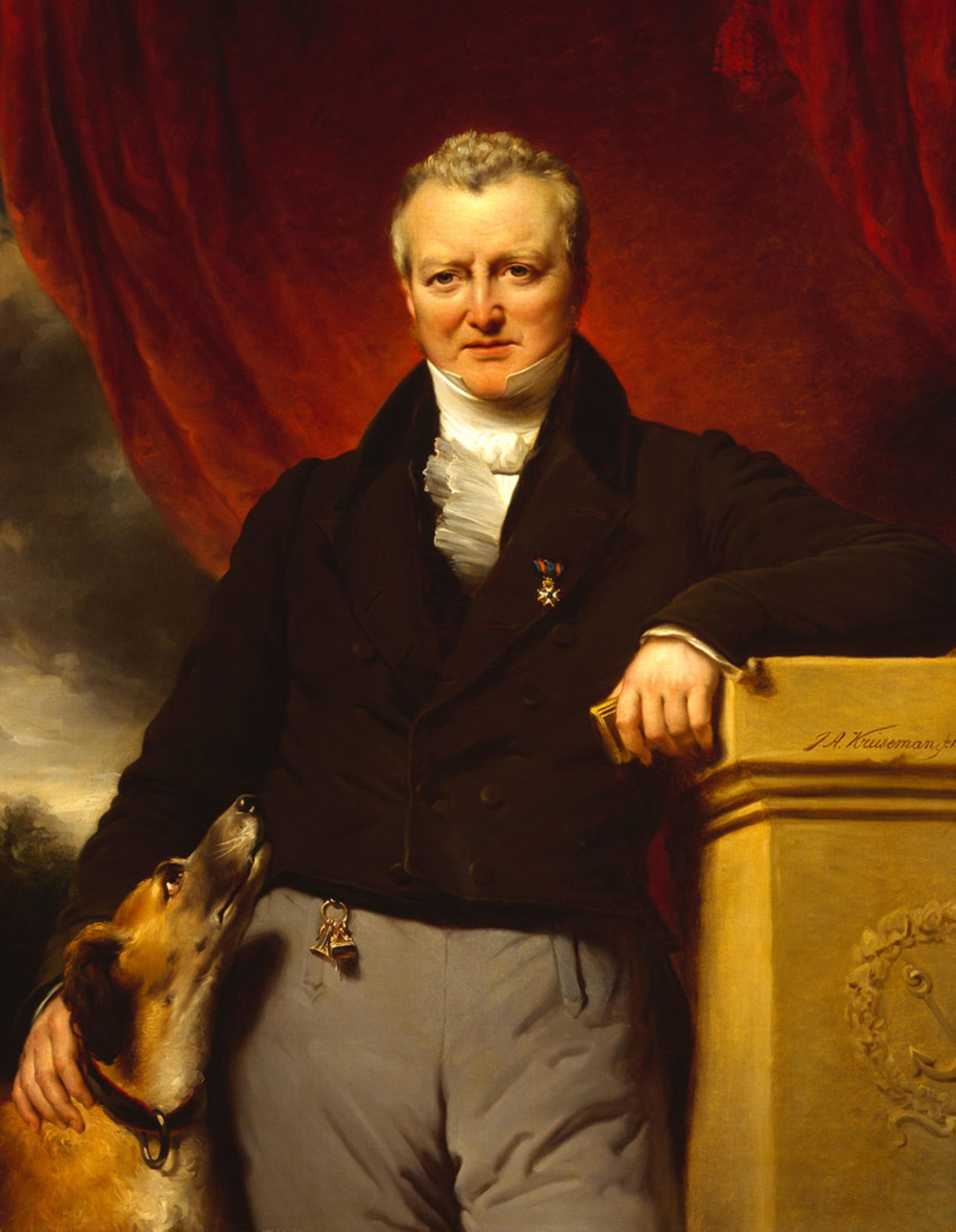
Jan Adam Kruseman, Adriaan Van der Hoop, vers 1850.

L'acquisition de la collection que le banquier d'Amsterdam Adriaan Van der Hoop a léguée en 1854 à la municipalité va dès lors de soi. Cependant, on ne pense pas alors que l'intérêt des deux cent vingt-quatre peintures suffira à attirer les étrangers dans la ville. Les autorités posent comme condition que 40 000 florins sur les 50 000 auxquels se montent les droits de succession soient payés par des contributions privées volontaires. Ainsi, si quelques citoyens aisés n'ont pas le désir de garder aux Pays-Bas ces œuvres, celles-ci se retrouveront pour la plupart sans doute dispersées hors des frontières du pays.
En 1885, la construction du Rijksmuseum actuel, sur les plans de Pierre Cuypers, est achevée. Ce bâtiment n’accueille pas seulement les collections citées précédemment, mais aussi la collection d’œuvres de maîtres contemporains qui se trouvent depuis 1838 à Haarlem, et celle du Nederlandsch Museum voor Geschiedenis en Kunst (« Musée néerlandais d’histoire et d’art ») de La Haye, laquelle constitue la base du département Histoire néerlandaise.
Au moment de la Seconde Guerre mondiale, le directeur de l'époque, Frederick Schmidt-Degener (1881-1941), prend la décision dès l'annonce du conflit de mettre en sécurité les œuvres les plus importantes. Celles-ci sont dans un premier temps transportées dans les abris antiaériens situés près de Zandvoort et Heemskerk. Par la suite, en avril 1942, elles sont de nouveau déménagées et placées dans une salle forte spécialement aménagée dans des galeries souterraines de la montagne Saint-Pierre, aux environs de Steenwijk et Maastricht. Les œuvres ne quittent cependant pas toutes Amsterdam, puisque le musée restera ouvert au public durant les années de guerre.
En 2008, Wim Pijbes (né en 1961) est désigné comme successeur de Ronald De Leeuw au poste de directeur général. Ce que Pijbes considère comme sa mission la plus importante est de replacer en tête de l’agenda « de urgentie » (« l’urgence ») du Rijksmuseum. Il qualifie de « funeste » la mesure prise de fermer le musée pour une période de dix ans et souhaite canaliser toutes les énergies pour que la réouverture ait lieu dans les plus brefs délais. Pour cette raison, une partie du bâtiment principal a été de nouveau temporairement accessible aux visiteurs. Durant les week-ends du 19 juillet et du 31 août 2008, le public a eu l’occasion de voir les décorations murales perdues, qui ont fait l’objet d’une restauration pendant les quatre années précédentes.

## Histoire des bâtiments

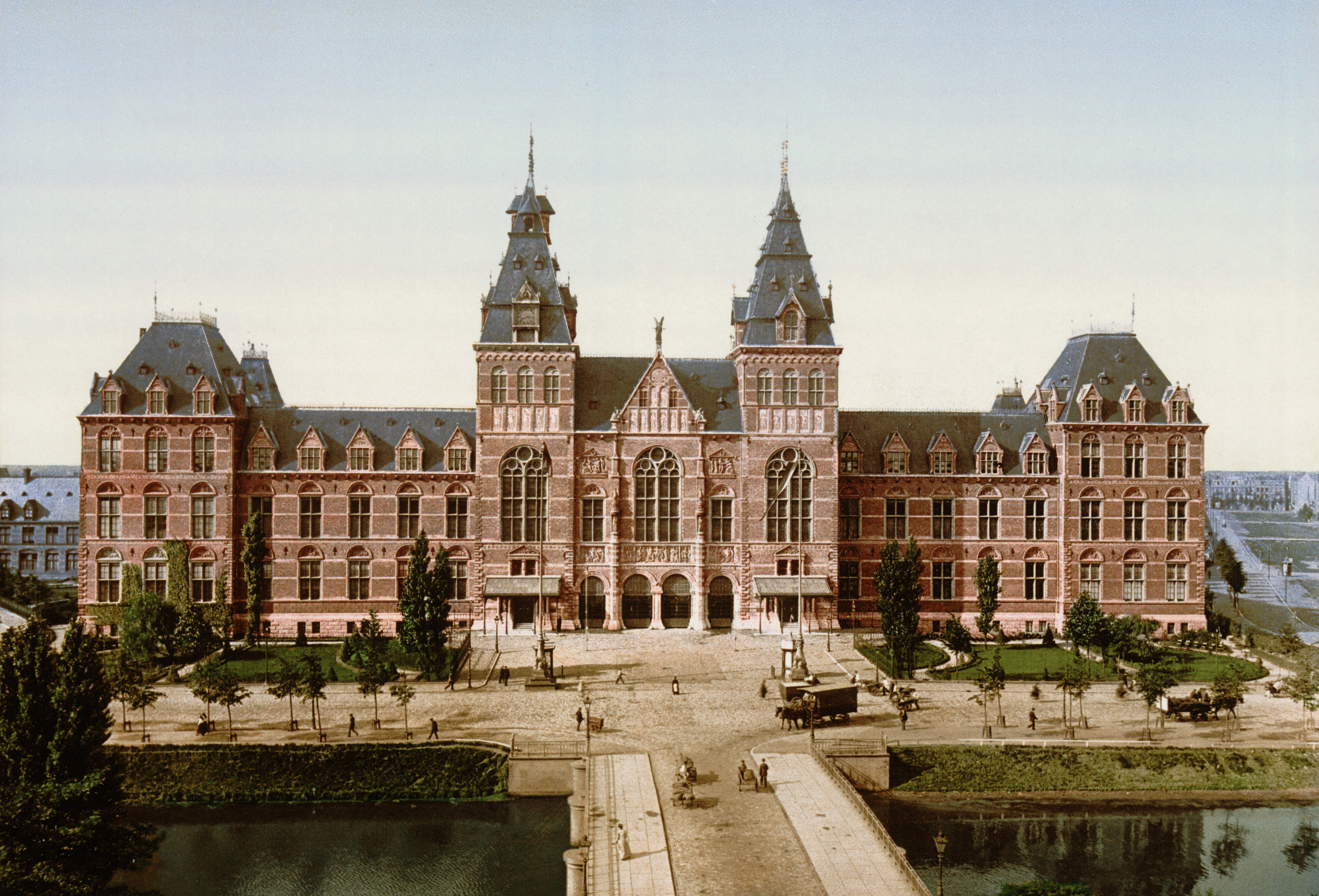
Façade avant du Rijksmuseum, vers 1895.

### Pieter Cuypers
En 1863, la construction d’un nouveau bâtiment pour le Rijksmuseum fit l’objet d’un concours, mais aucun des projets soumis ne fut jugé d’une qualité suffisante, ce qui donna lieu, en 1876, à l'organisation d'un second concours.

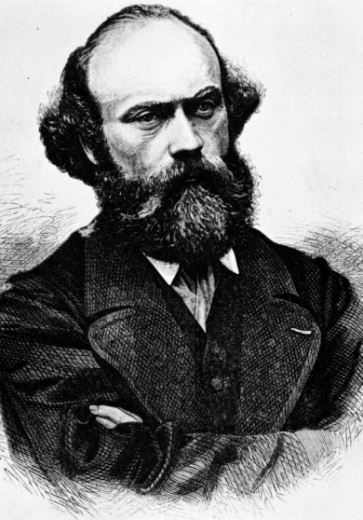
Portrait gravé de l'architecte Pierre Cuypers.

C'est Pierre Cuypers (1827-1921) qui l'emporta ; celui-ci avait déjà participé la première fois, mais son projet n'avait obtenu, alors, que la deuxième place. Le projet de Cuypers qui fut finalement retenu était une combinaison d’éléments gothiques et de style Renaissance.
La construction commença le 1er octobre 1876 et le musée ouvrit ses portes à sa nouvelle adresse le 13 juillet 1885. La façade avant du musée est située sur le Stadhouderskade mais, de l’autre côté, l’édifice occupe une place de choix de la Museumplein, parmi d’autres édifices culturels construits ultérieurement, le Concertgebouw (1888), le Stedelijk Museum (1895) et le Musée Van Gogh (1973).
En 1890, une annexe fut ajoutée au Rijksmuseum. Cette construction fut réalisée à partir de fragments de bâtiments démolis et donne une vue d’ensemble de l’histoire de l’architecture néerlandaise. En 1906, la salle abritant La Ronde de nuit fut reconstruite. L’intérieur connut d’autres aménagements ; ainsi, entre les années 1920 et 1950, la plupart des décorations polychromes des murs furent-elles recouvertes.
Dans les années 1960, des salles d’expositions et plusieurs étages furent construits dans les deux cours. Le bâtiment connut encore quelques travaux de restauration en 1984, en 1995-1996 – transformation de l’aile sud du musée (dix-sept salles), désigné aujourd’hui sous le nom d’aile Philips (du nom de l’un des sponsors) – et 2000.

## Description
Le musée est construit dans le style de la Renaissance hollandaise du XVIe siècle. La façade principale (façade nord) se compose d'un pavillon central flanqué de tours de plan carré, contres lesquelles s'accolent deux ailes terminées par deux pavillons carrés. Le pavillon central est percé au rez-de-chaussée de baies centrées ouvrant de vastes voie publiques établies au-dessous de ce même pavillon. Le musée a une superficie de 11 000 mètres carrés, et sa façade principale mesure 135 mètres de long. À l’intérieur autant qu’à l’extérieur, le bâtiment fut richement décoré avec des références à l’histoire de l’art néerlandais, des décorations qui firent elles aussi l’objet d’un concours, remporté par Bart Van Hove (1850-1914) et François Vermeylen (1824-1888) pour les sculptures, Georg Sturm (1855-1923) pour les tableaux en céramique et les peintures, et le Londonien W.F. Dixon pour les vitraux.
|  |  |  |
|  |  |  |

### Le «nouveau» Rijksmuseum

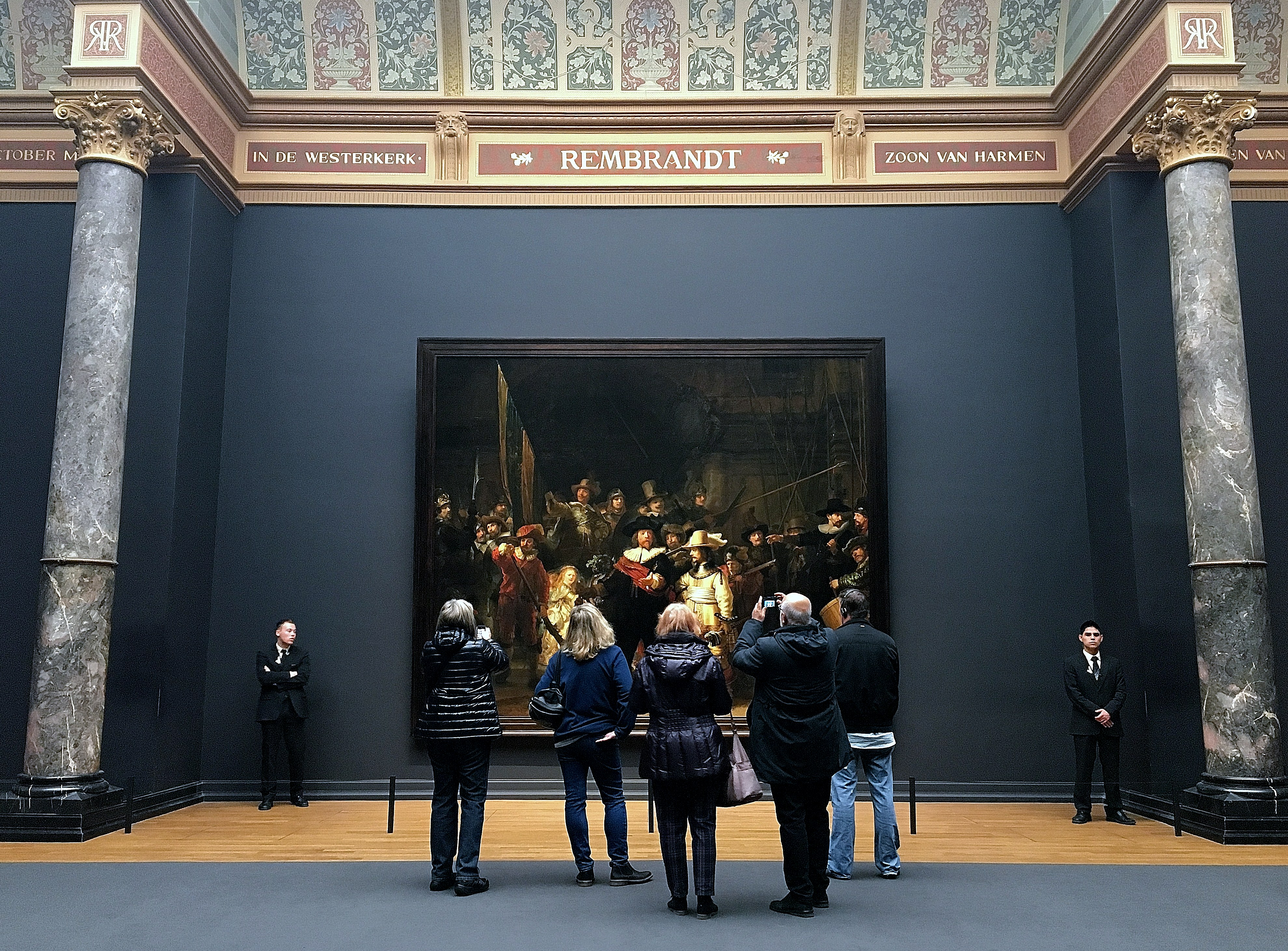
La Ronde de nuit de Rembrandt dans l’« aile Philips ».

De 2003 jusqu’en 2013, le Rijksmuseum est restauré et rénové sur les plans des architectes espagnols Antonio Cruz et Antonio Ortiz tandis que les galeries intérieures et la muséographie sont confiées à l'architecte français Jean-Michel Wilmotte. Ces travaux concernent la remise à neuf de nombreuses décorations intérieures et l’enlèvement du revêtement des cours. Durant ces travaux, seules quatre cents environ parmi le million de pièces de la collection permanente sont présentées dans une exposition appelée Les Chefs-d’œuvre, qui se tient dans l'« aile Philips ».
En avril 2003, à la suite de mesures prises par l’Inspection du travail, le Rijksmuseum dut fermer quelques jours ses portes au public, car des particules d’amiante avaient été détectées. Au début du mois de décembre de la même année, une grande partie du musée fut fermée pour cause de transformations. Celles-ci, qui au départ étaient prévues pour quelques années, devraient finalement prendre dix ans environ, à la suite de divers ralentissements. Le 26 février 2008, on annonça en effet que la réouverture était repoussée au premier semestre de l’année 2013,,.
Entre-temps, l’« aile Philips » du musée reste ouverte aux visiteurs, de même qu’une dépendance de l’institution, qui se trouve derrière la douane de l’aéroport de Schiphol.
À Amsterdam, une question a suscité bien des débats, celle de savoir si le passage permettant aux cyclistes et au piétons de se rendre de la Museumplein au centre-ville resterait ouvert. Le Rijksmuseum avait pour projet de déplacer l’entrée principale du musée à l’endroit de ce passage, mais beaucoup d’Amstellodamois ont craint que cela ne laisserait pas suffisamment d'espace pour pouvoir encore y circuler facilement. Au printemps 2005, les autorités de l’arrondissement Oud-Zuid prenaient la décision de refuser le projet de construction à l’endroit du passage, le jugeant non-conforme au plan d’urbanisme. Au printemps 2006, un projet adapté fut présenté, qui envisage toujours de placer l’entrée du musée dans le passage en question, mais en laissant suffisamment de place aux cyclistes.
Le montant de ces lourds travaux s’élève à 222 millions d’euros. Pendant leur durée, La Ronde de nuit est présentée dans la nouvelle « aile Philips » en même temps que tous les principaux tableaux du XVIIe siècle que le musée possède. La Ronde de nuit retourne dans la salle qui lui est consacrée, au bout de la Galerie d’honneur.
En 2012, le musée prend une initiative inhabituelle en rendant disponibles 125 000 images en haute résolution sur sa plateforme en ligne Rijksstudio, en annonçant que 40 000 nouvelles images seraient ajoutées chaque année jusqu'à ce que l'intégralité de sa collection d'un million d'objets soit diffusée,. Les reproductions d’œuvres appartenant au domaine public sont placées sous licence CC0, ainsi que leurs métadonnées, ce qui autorise leur libre réutilisation, y compris à des fins commerciales.
Après l'exposition temporaire Slavery organisée de mai à octobre 2021 sur le thème de l’esclavage (pratiqué durant deux siècles et demi par les Pays-Bas), le musée a mené une réflexion sur sa représentation dans les œuvres de sa collection permanente. Dans le cadre du projet «Rijksmuseum & Slavery», le musée a ainsi ajouté, de février 2021 à février 2023, 77 cartels aux « peintures et objets de la collection permanente qui explorent leurs relations avec l’esclavage colonial néerlandais », afin d'expliquer le lien entre l’œuvre et l’histoire de la traite et de l’esclavage par les Pays-Bas.

## Collections et départements
Le Rijksmuseum comprend trois départements principaux :
- Le département des Beaux-Arts, lui-même subdivisé en trois sections : Peintures – Sculpture et Arts décoratifs – Art asiatique ;
- Le Rijksprentenkabinet, « Cabinet national des estampes », où sont conservés dessins, gravures et photos ;
- Le département Histoire néerlandaise.

### Beaux-Arts

#### Peinture
Les collections de peintures offrent une aperçu de l’art néerlandais du XVe siècle jusqu’à 1900 environ, avec un accent plus particulier sur les maîtres hollandais du XVIIe siècle. Une partie des collections concerne également les maîtres de l’école flamande et ceux de l’école italienne, notamment.
Les étages supérieurs des deux ailes du bâtiment comportent également des œuvres d'art moderne datant de 1900 à 2000 (d'art nouveau, du groupe CoBrA notamment, avec Karel Appel).
Les collections comprennent des œuvres d’artistes tels que Rembrandt et les élèves de ce dernier, mais aussi Johannes Vermeer, Frans Hals, Jan Steen, et d'autres.

##### Rembrandt

La Ronde de nuit.
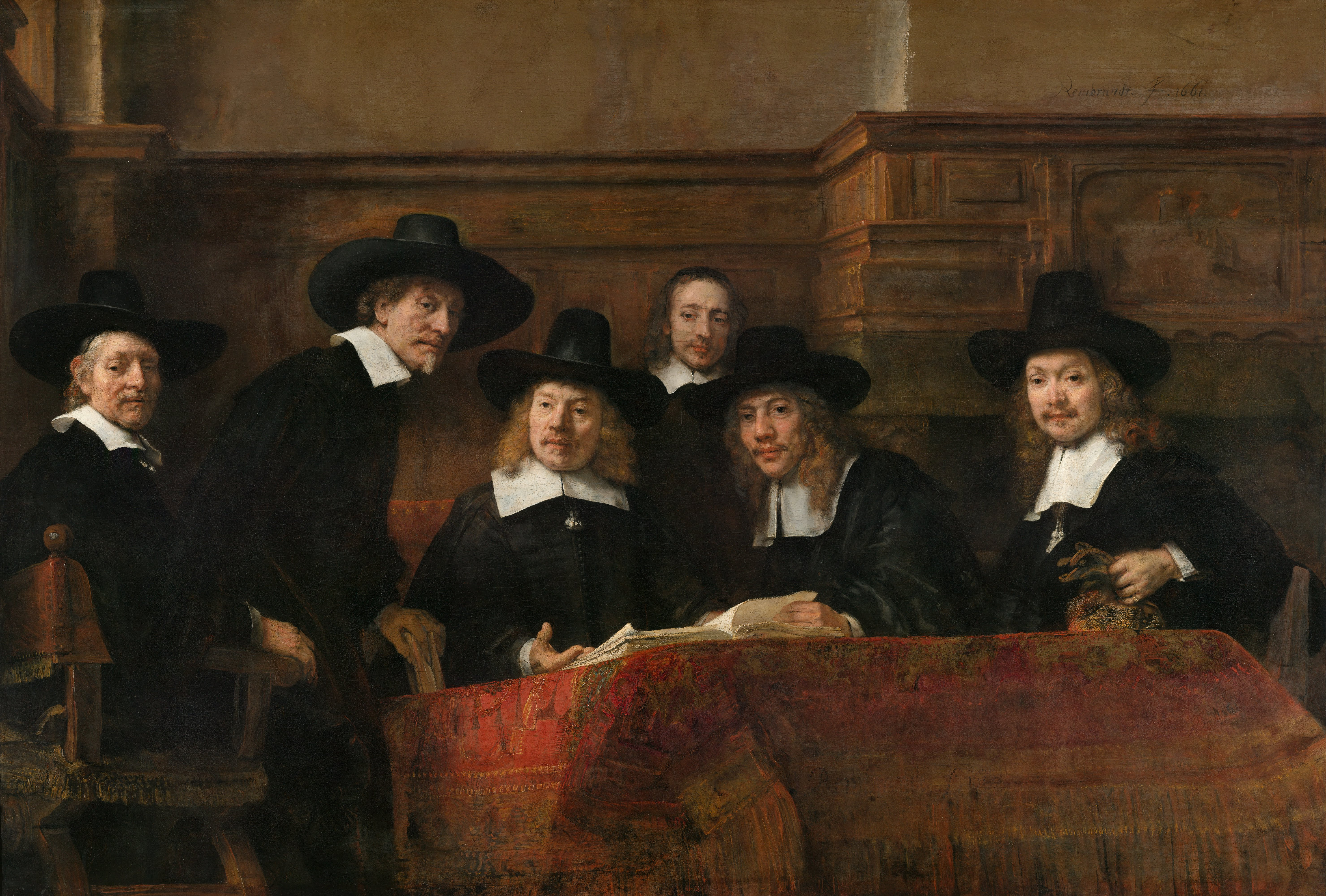
Le Syndic de la guilde des drapiers.
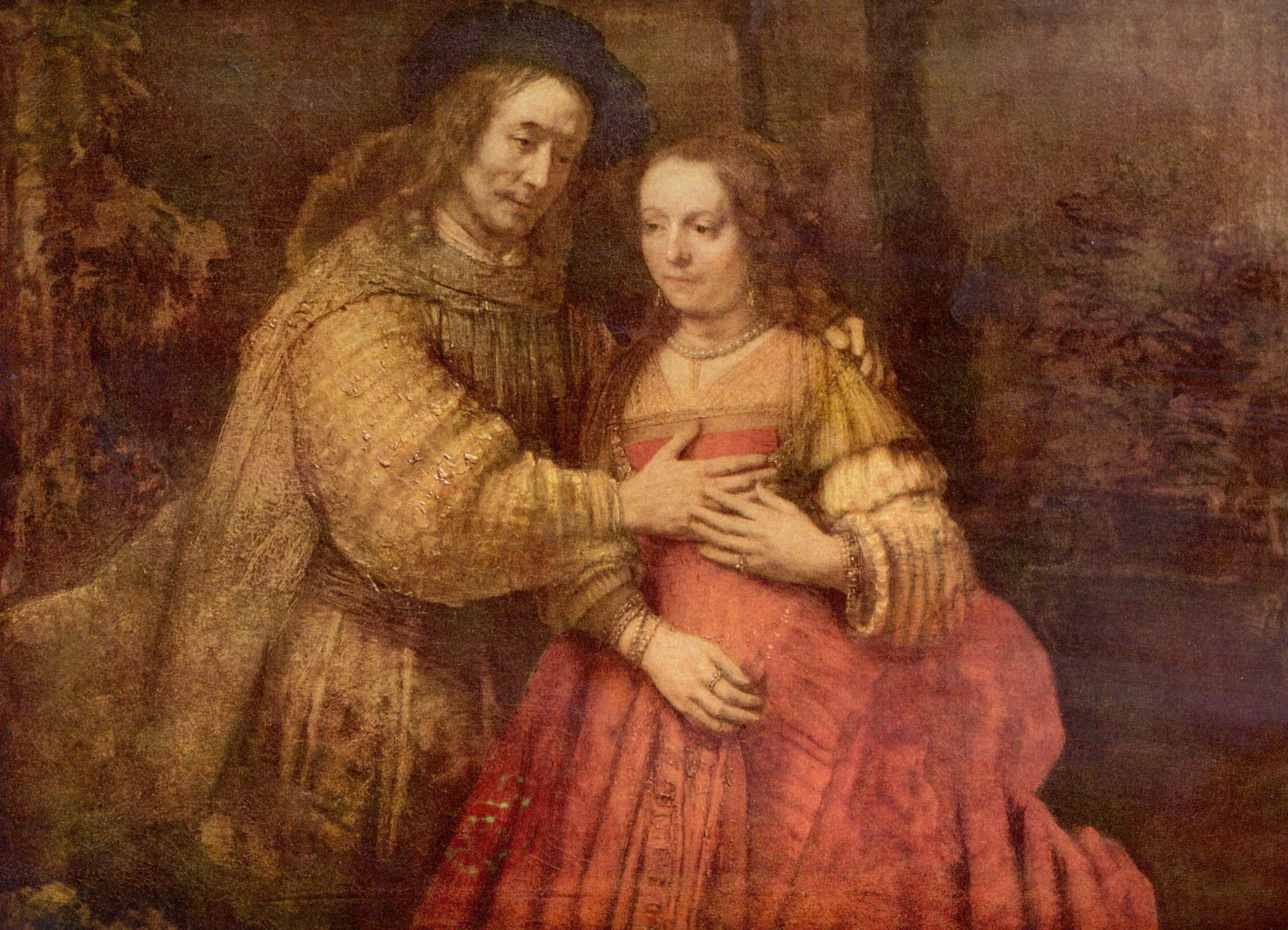
La Fiancée juive.
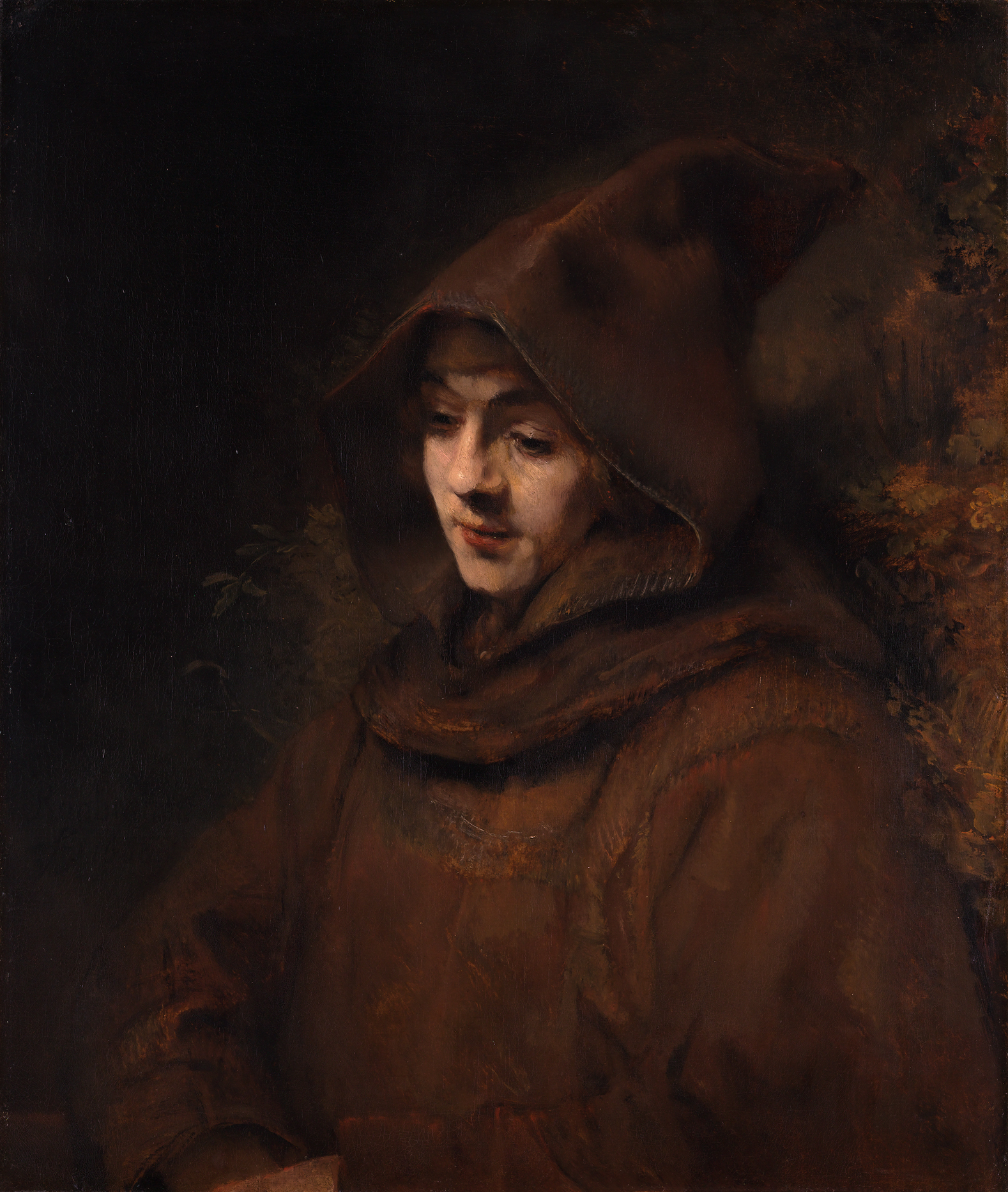
Portrait de Titus en habit brun.
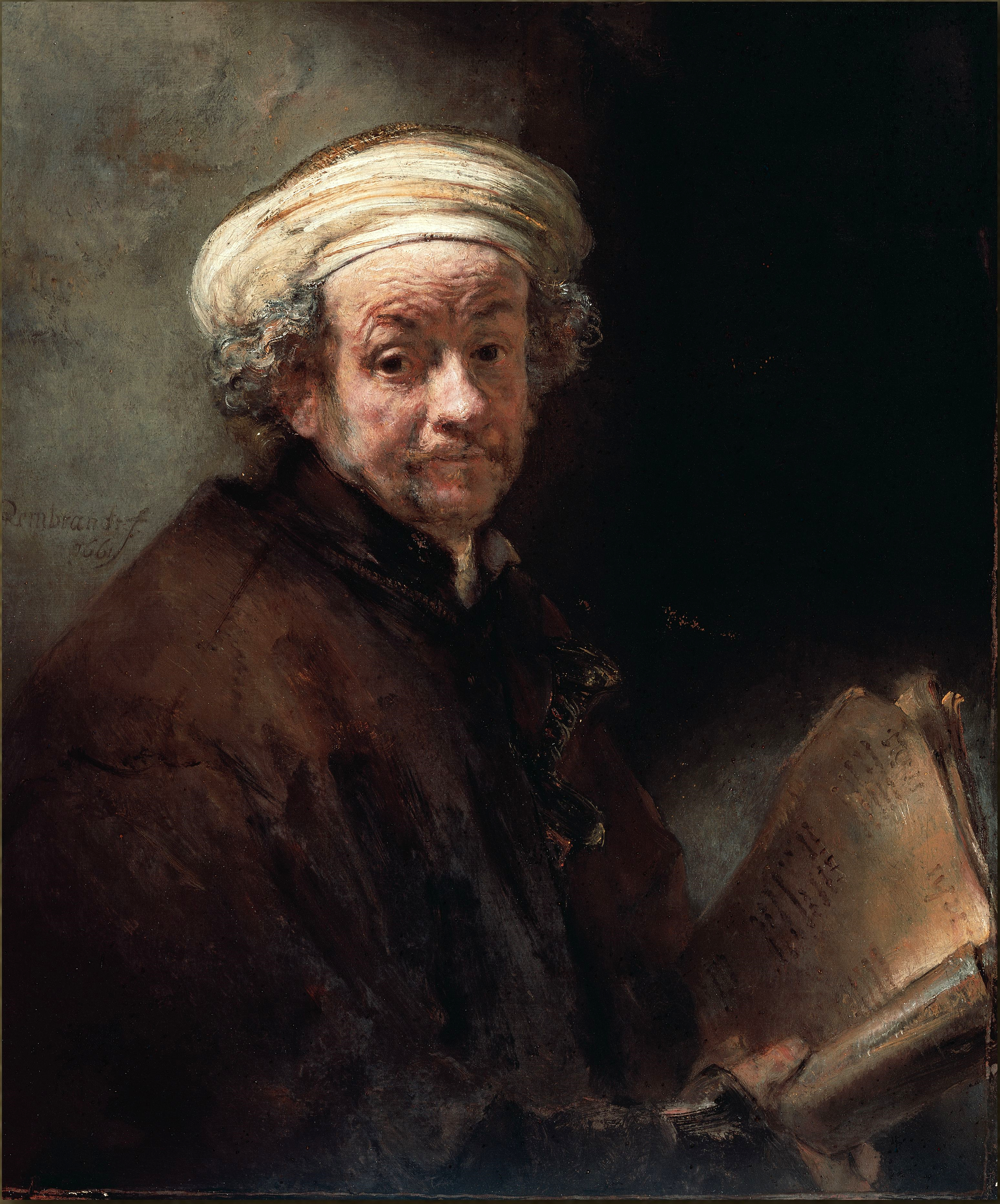
Autoportrait en apôtre Paul.
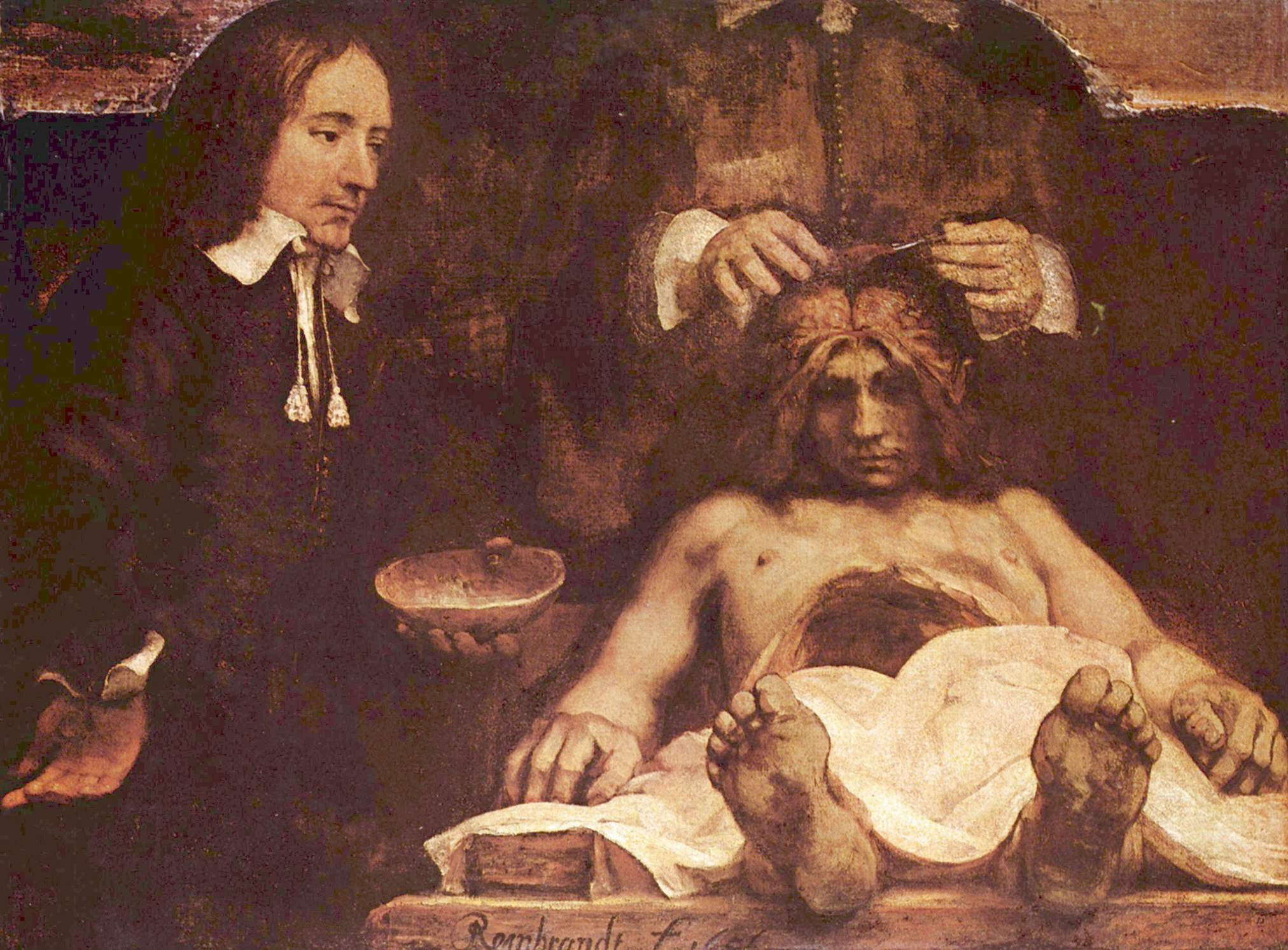
La Leçon d'anatomie du docteur Deyman.
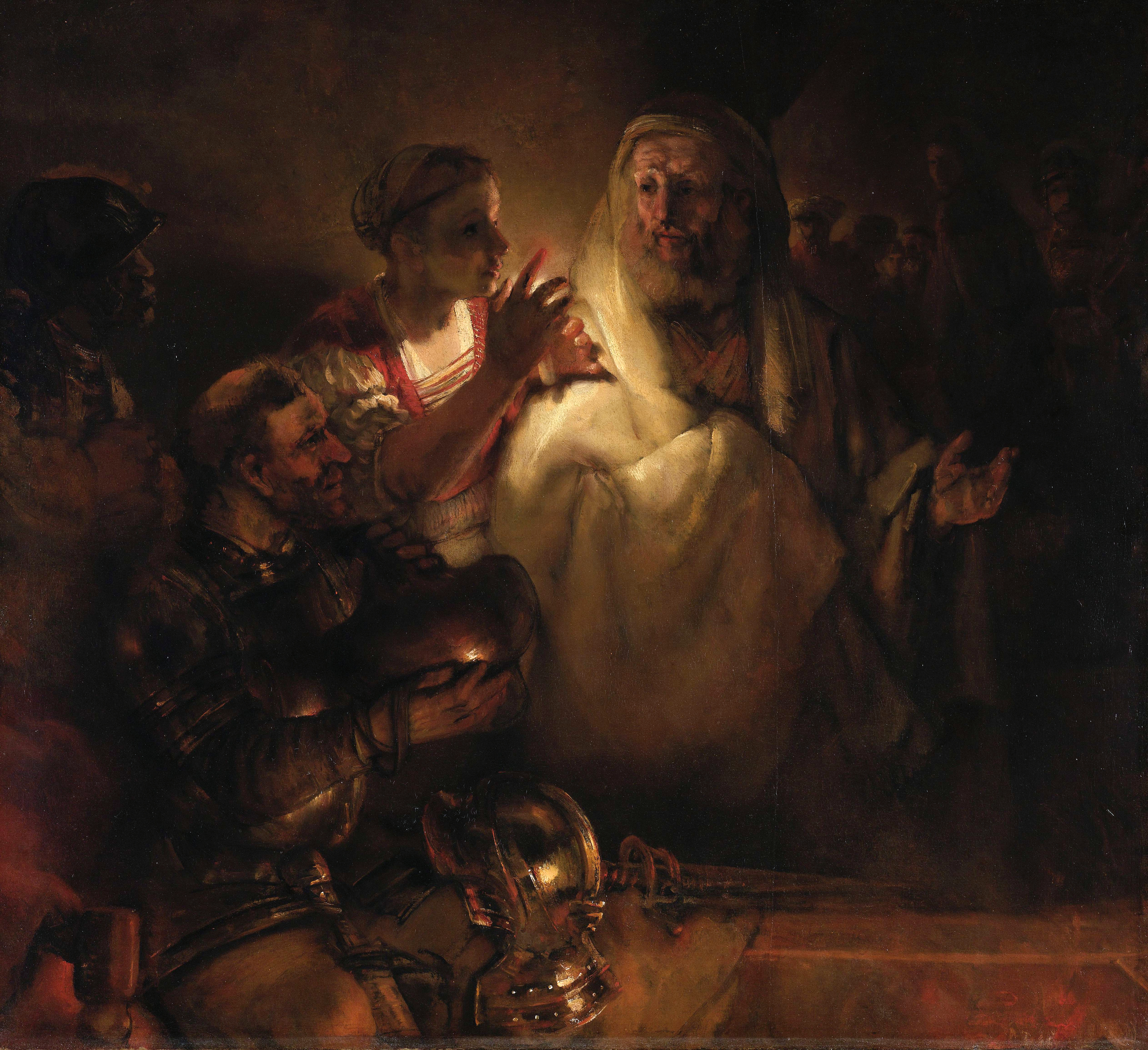
Le Reniement de saint Pierre.
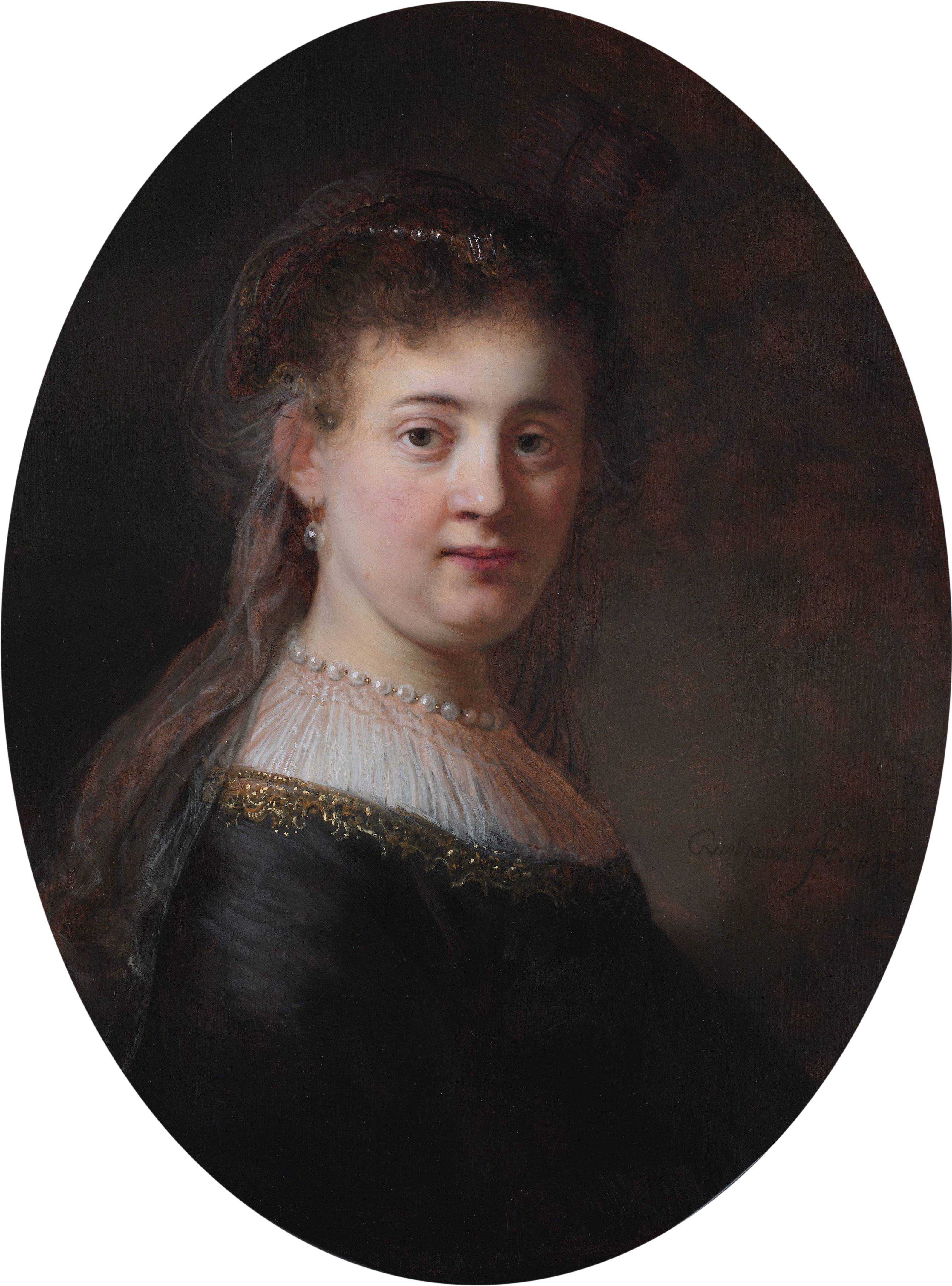
Saskia avec un voile.
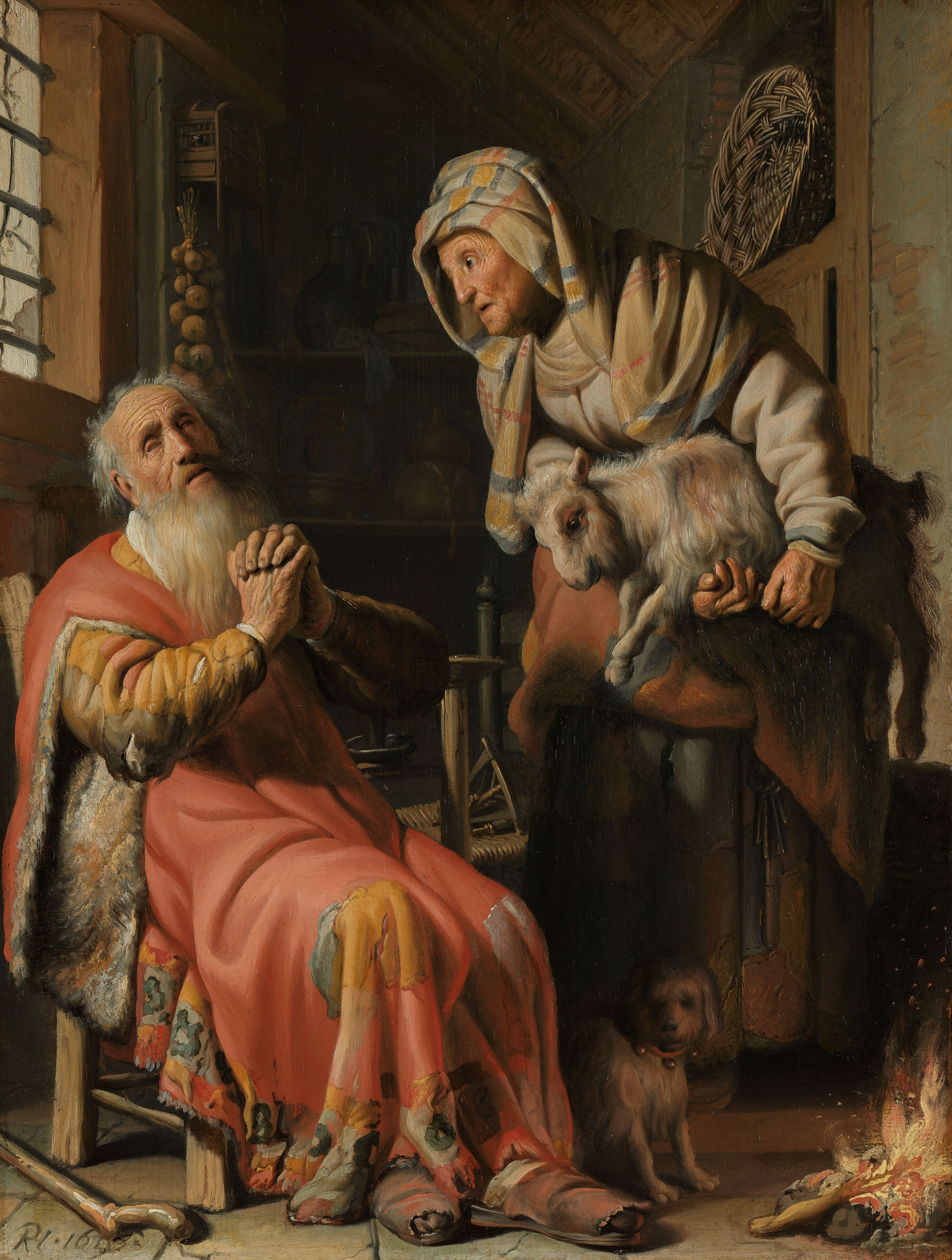
Tobie, Anne et le chevreau.
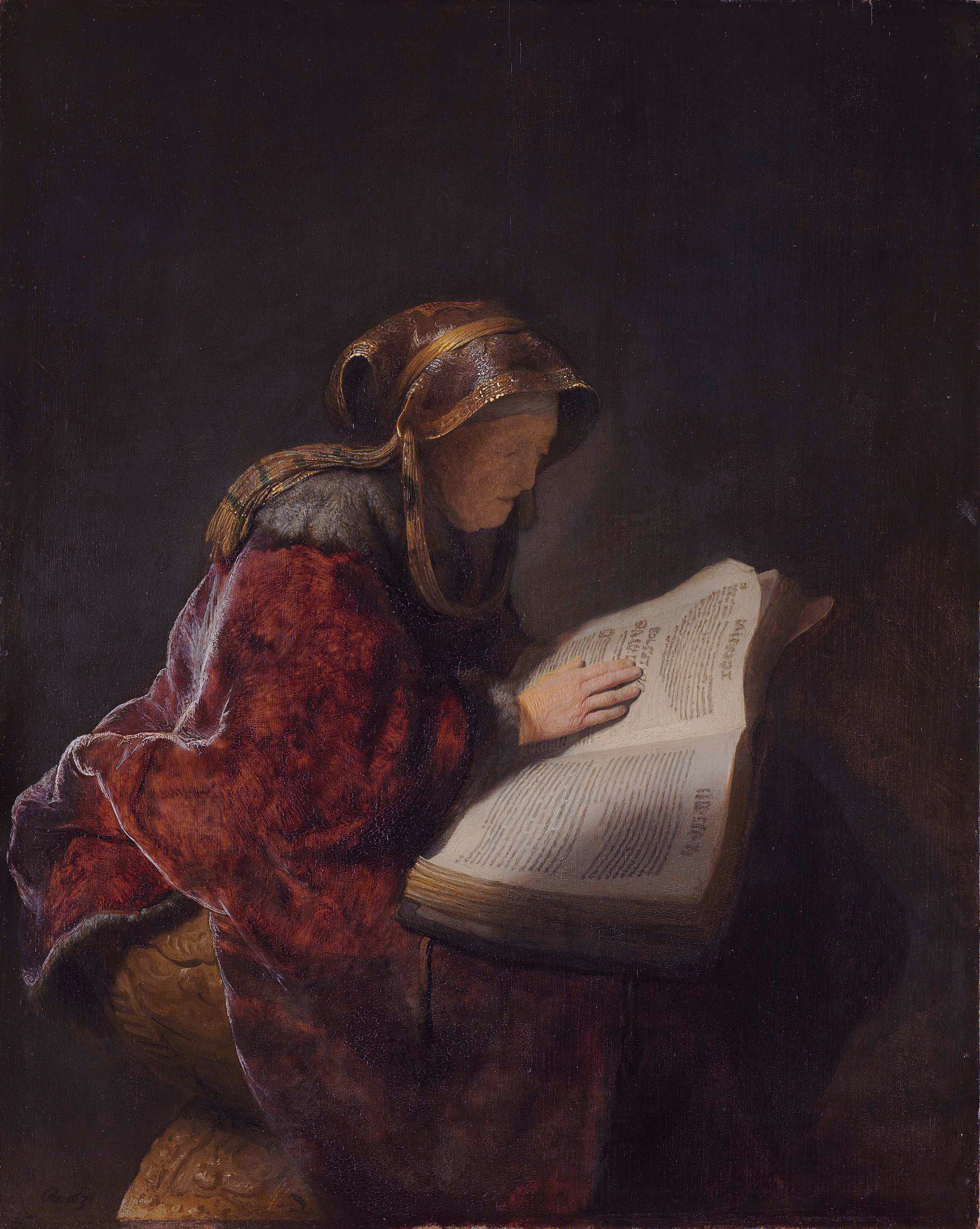
La Prophétesse Hannah.
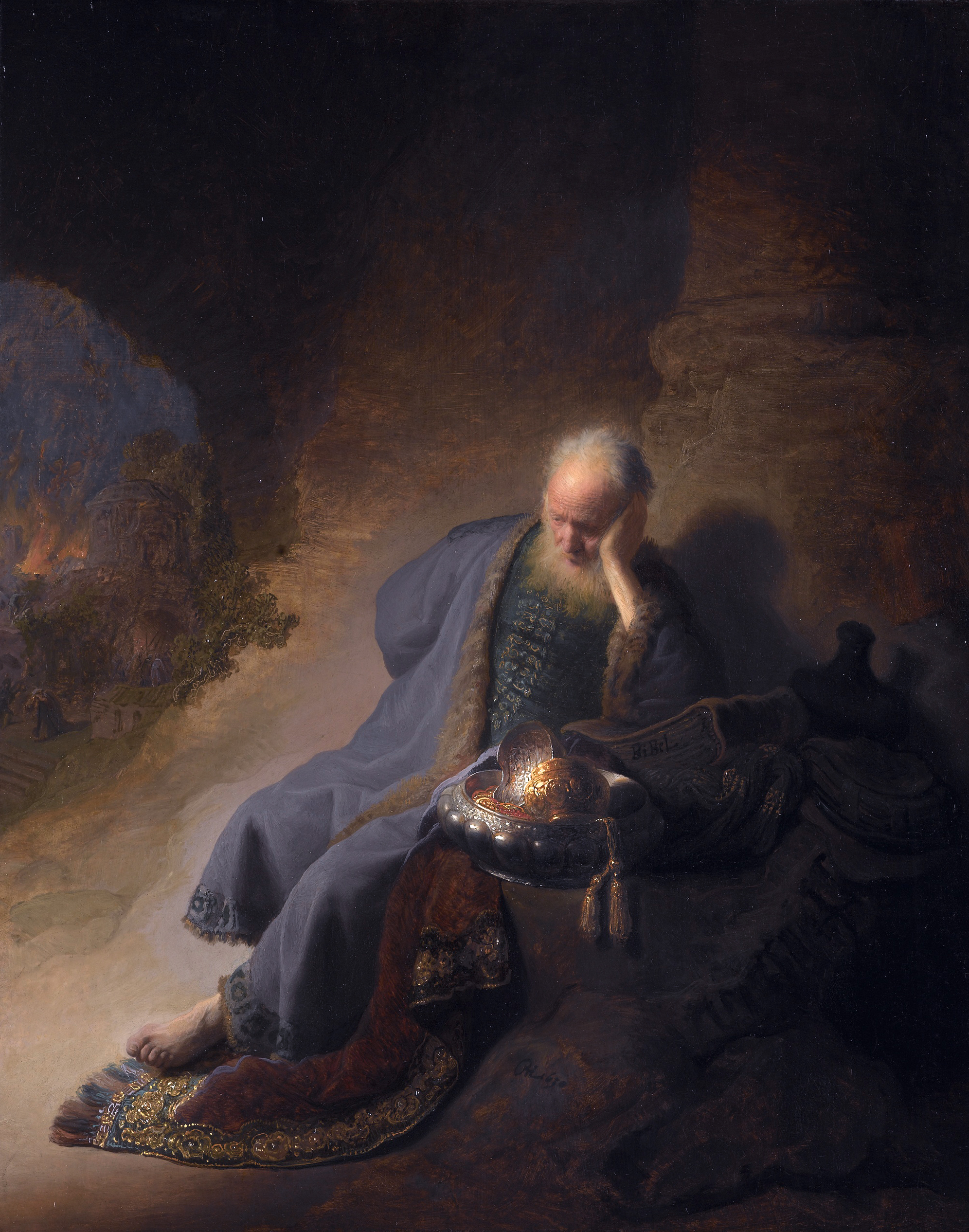
Jérémie pleurant la destruction de Jérusalem.

##### Johannes Vermeer

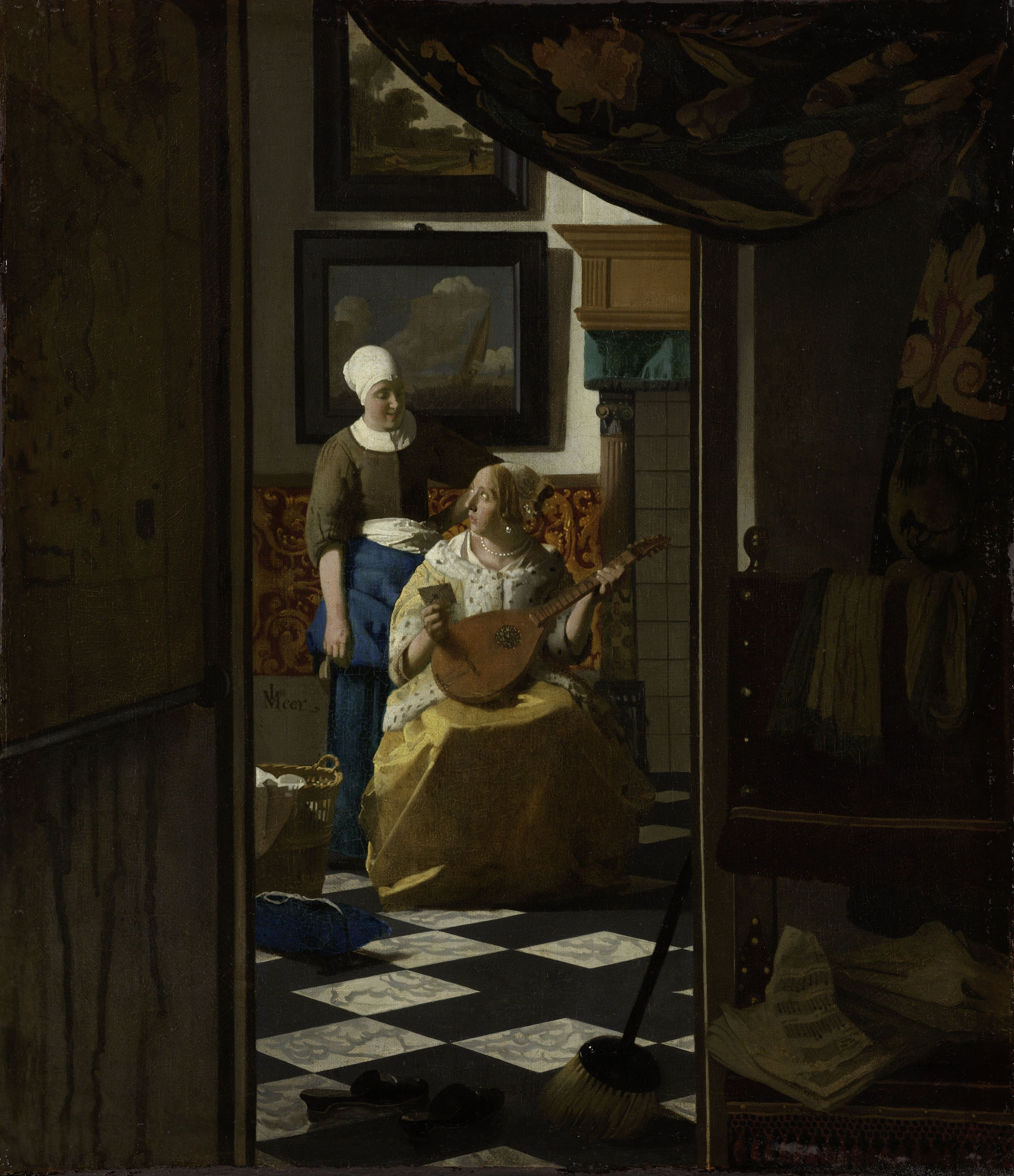
La Lettre d'amour.
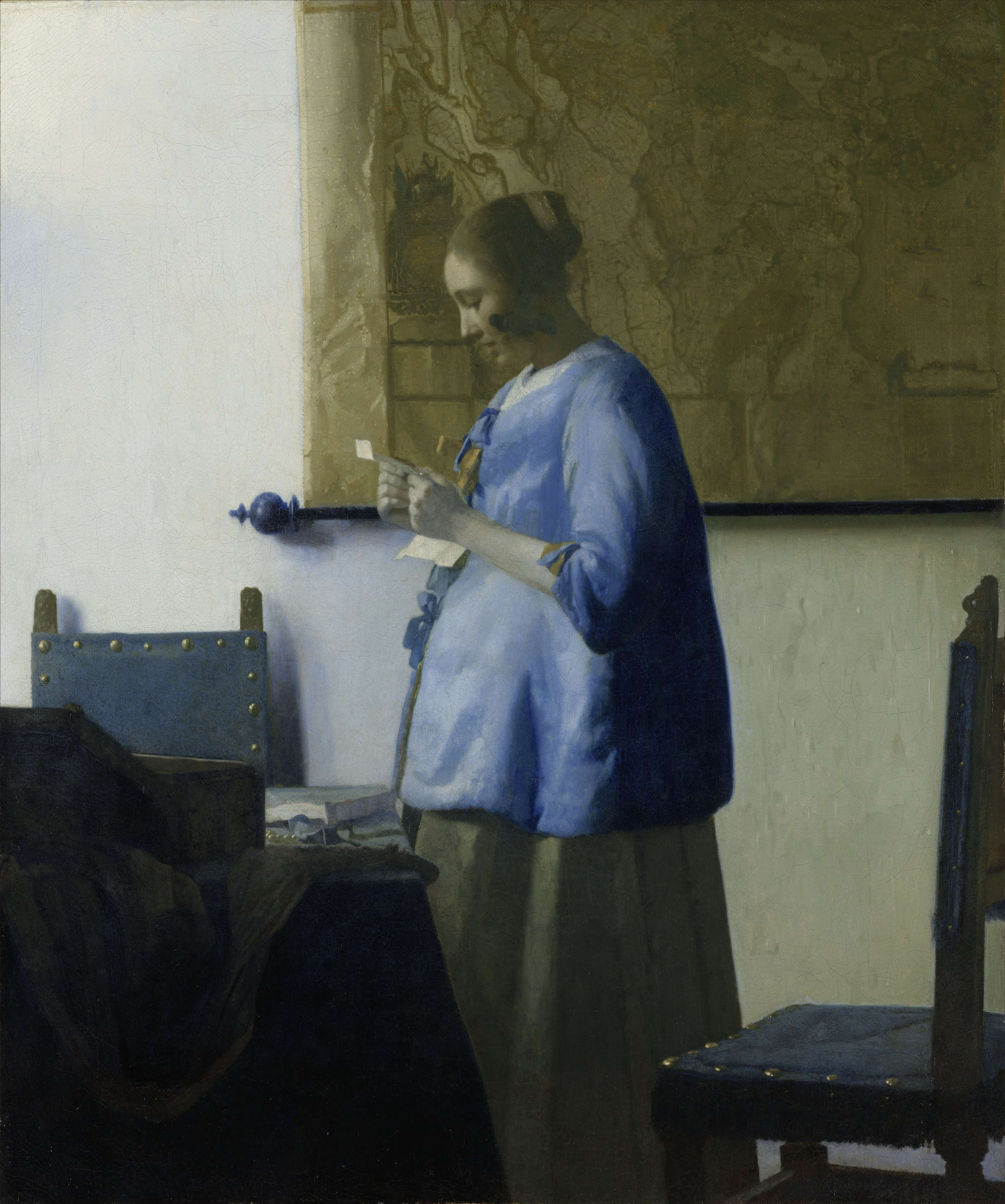
La Femme en bleu lisant une lettre.
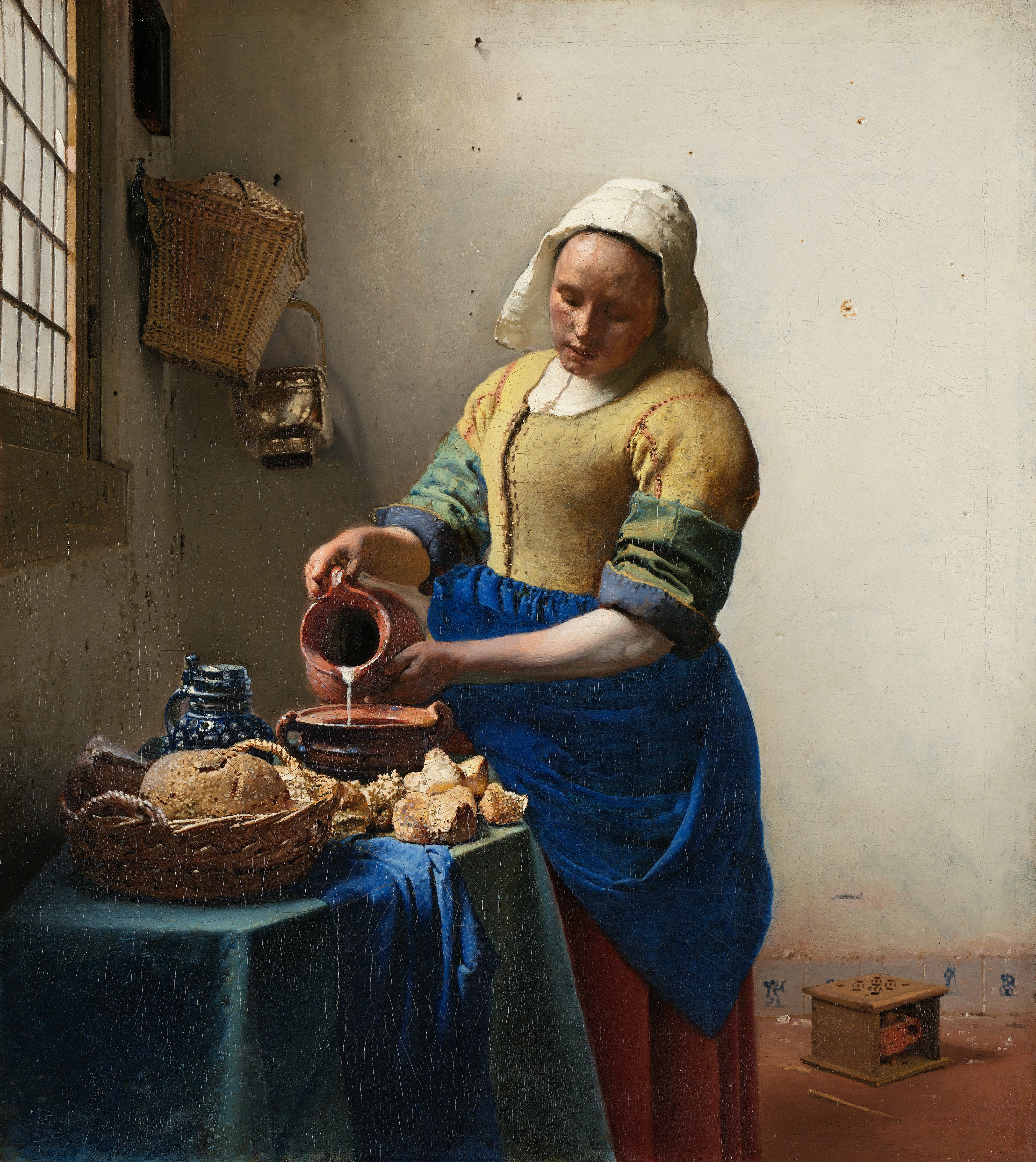
La Laitière.
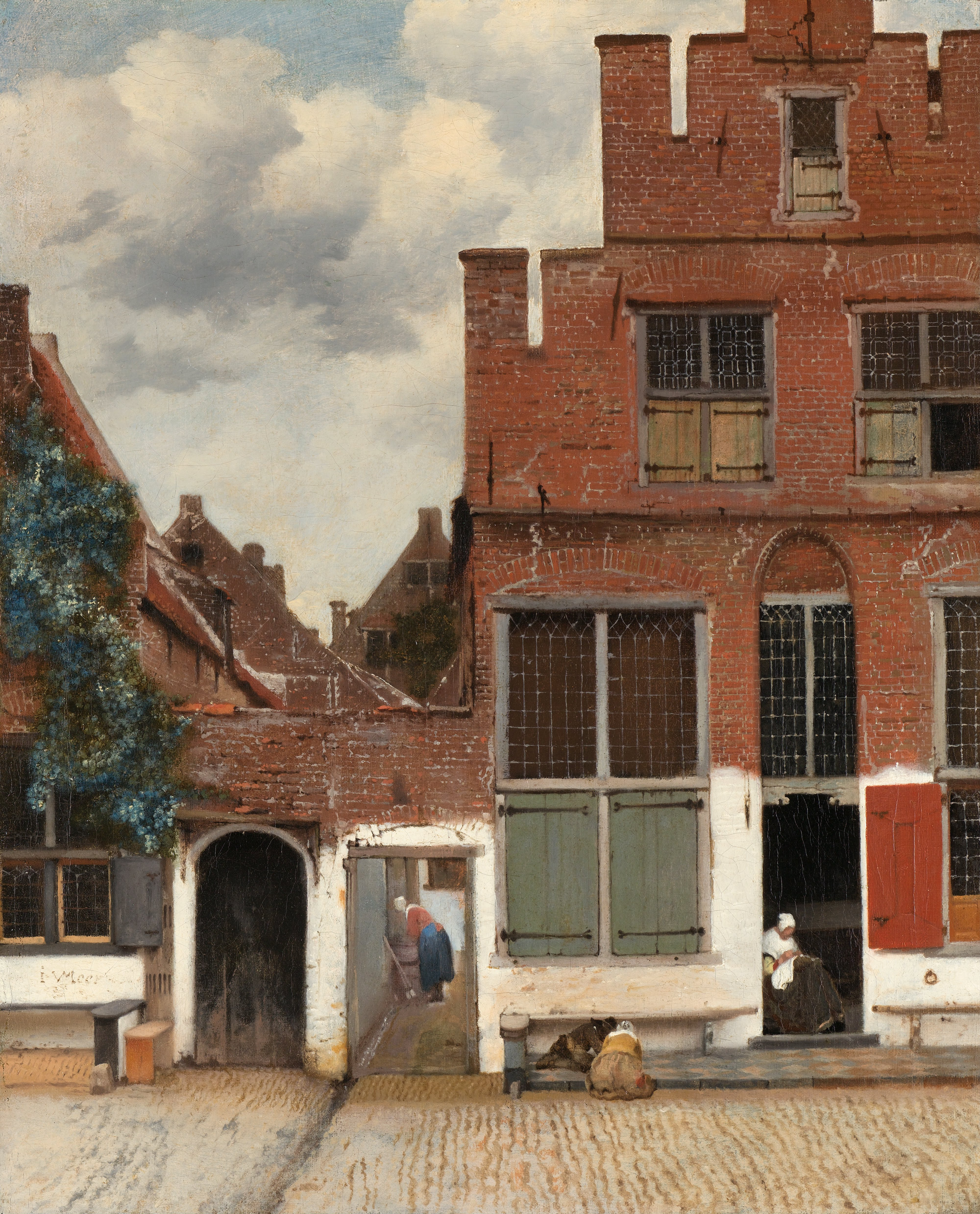
La Ruelle.

##### Frans Hals

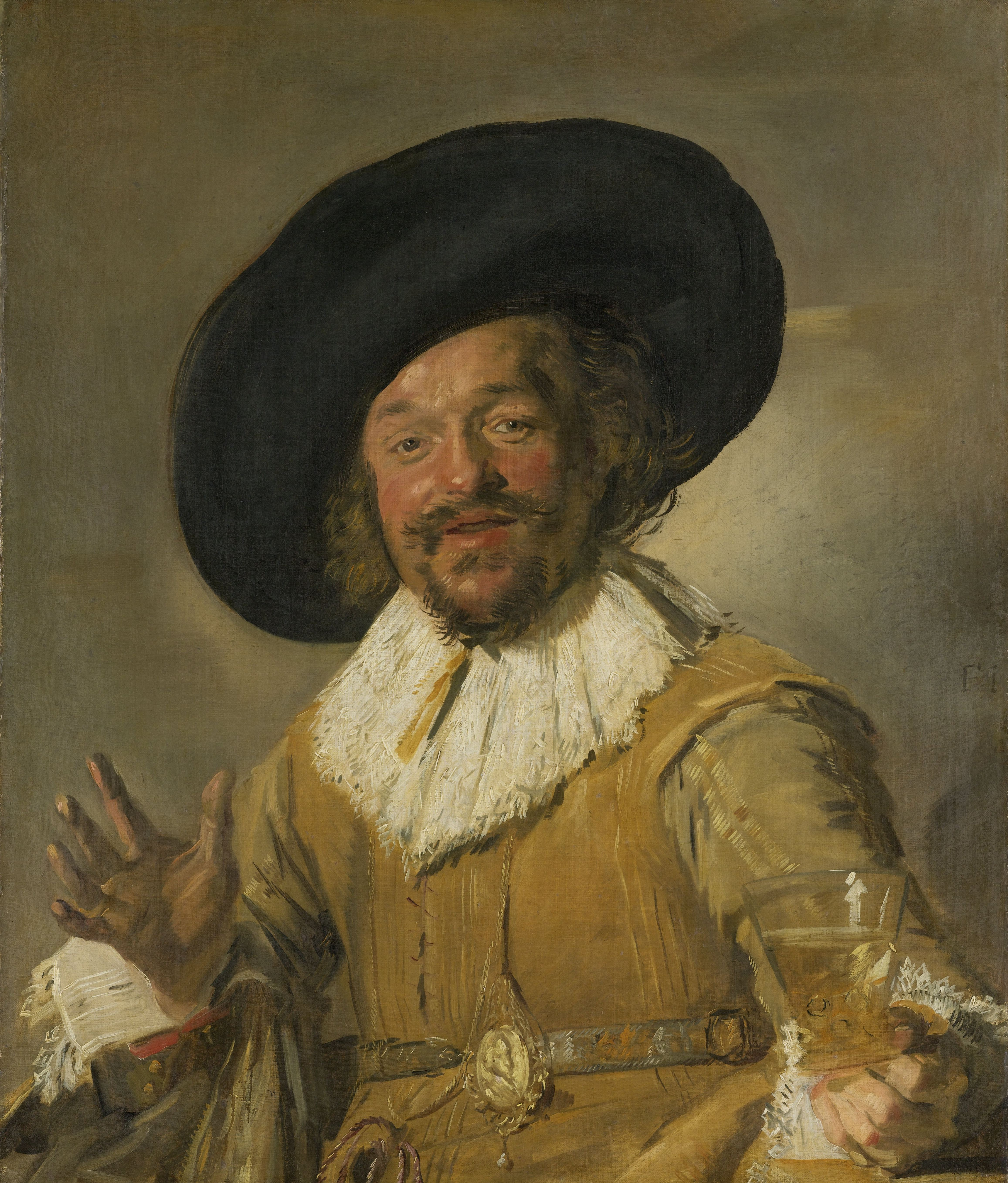
Le Joyeux Buveur.
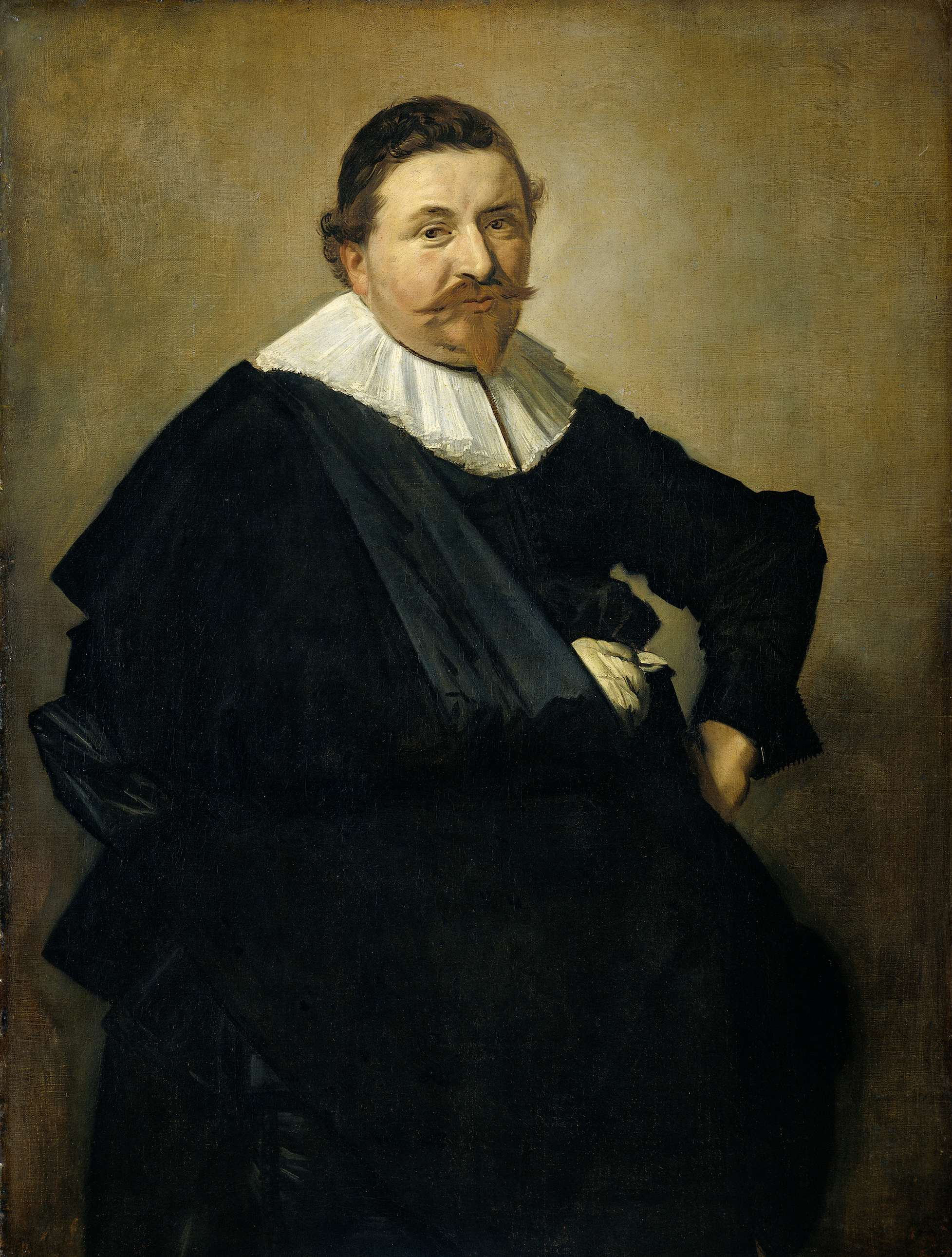
Portrait de Lucas de Clercq.
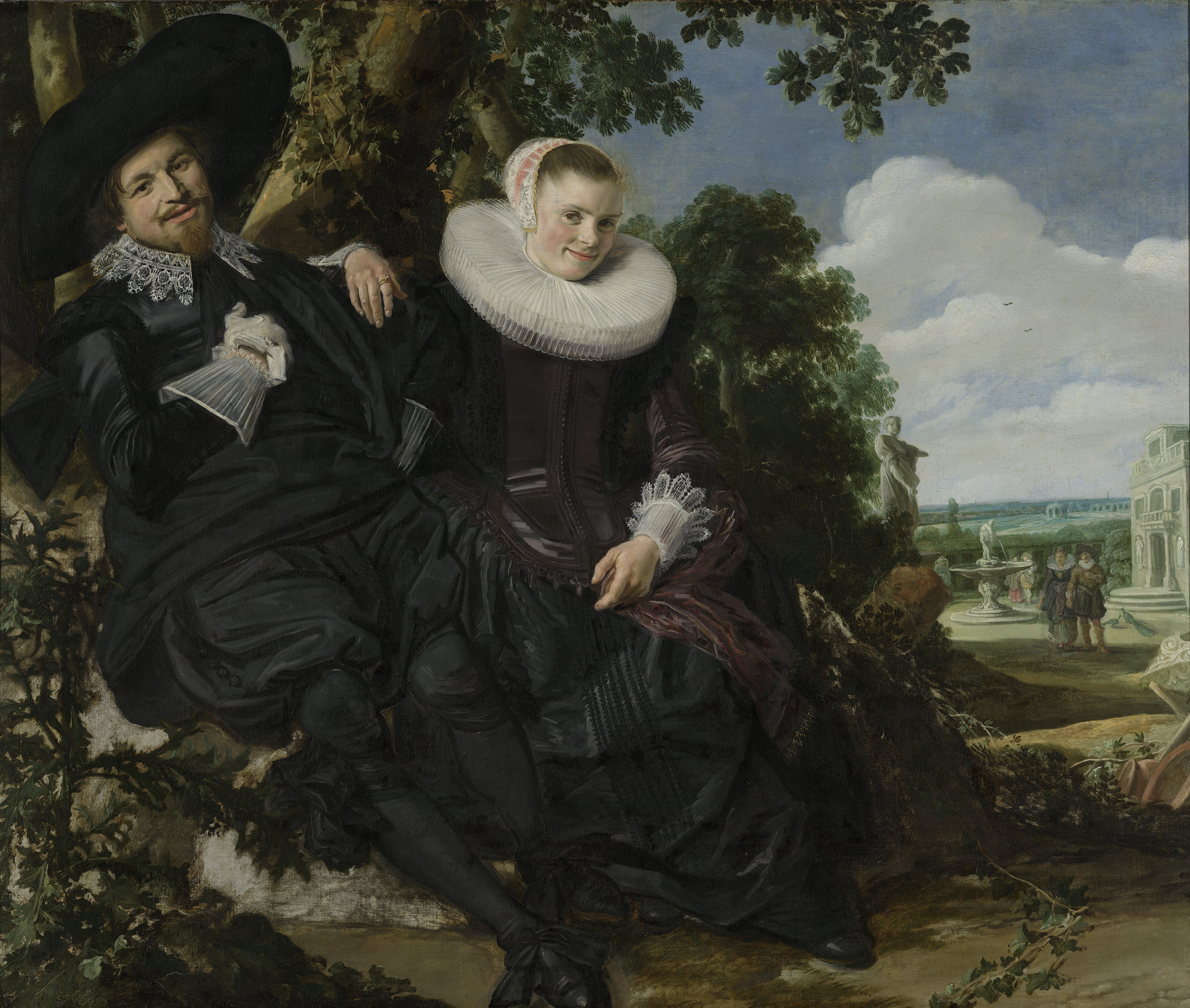
Portrait de mariage d'Isaac Abrahamsz. Massa et Beatrix Van der Laen.
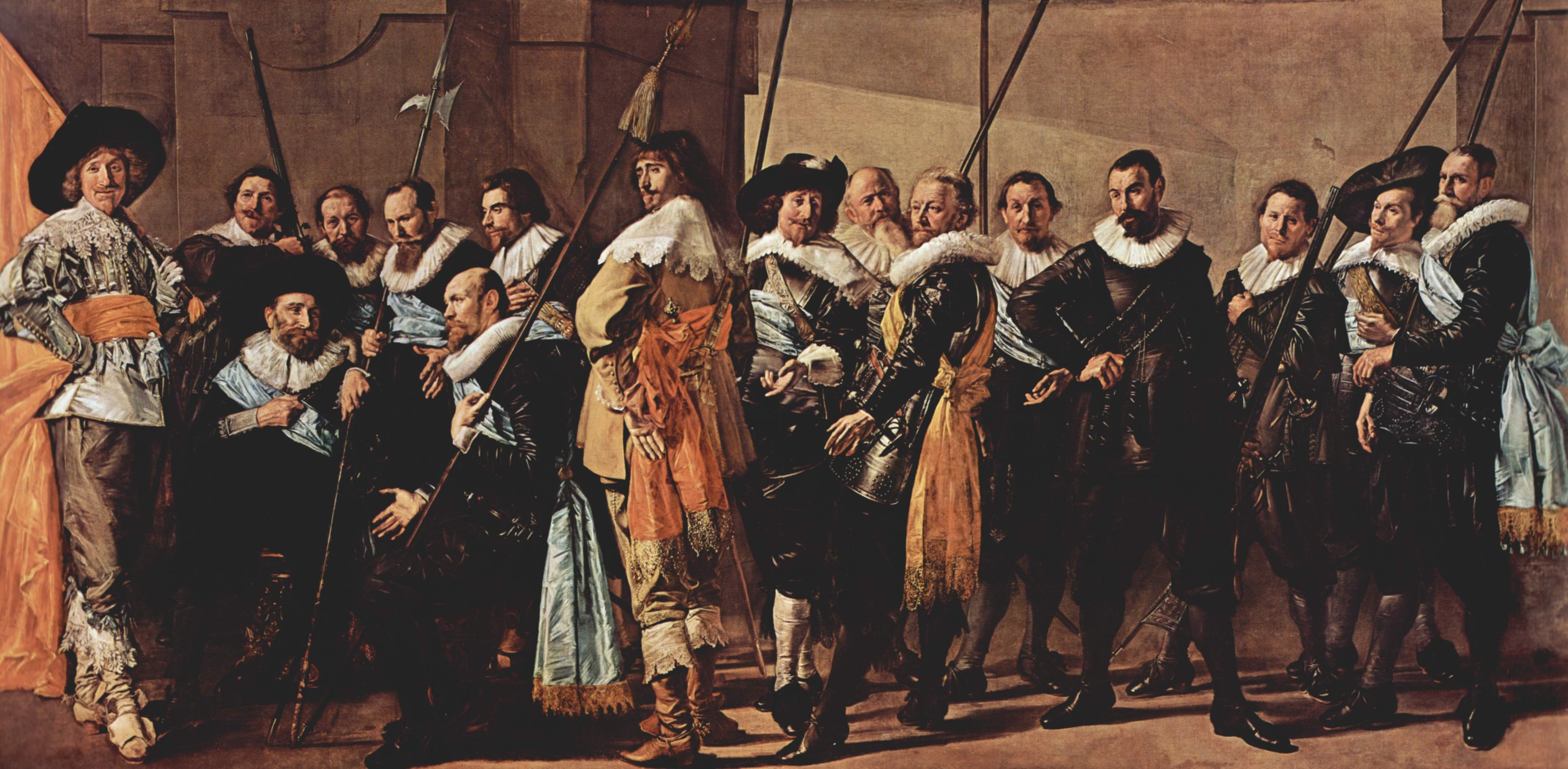
La Maigre Compagnie (achevé par Pieter Codde).
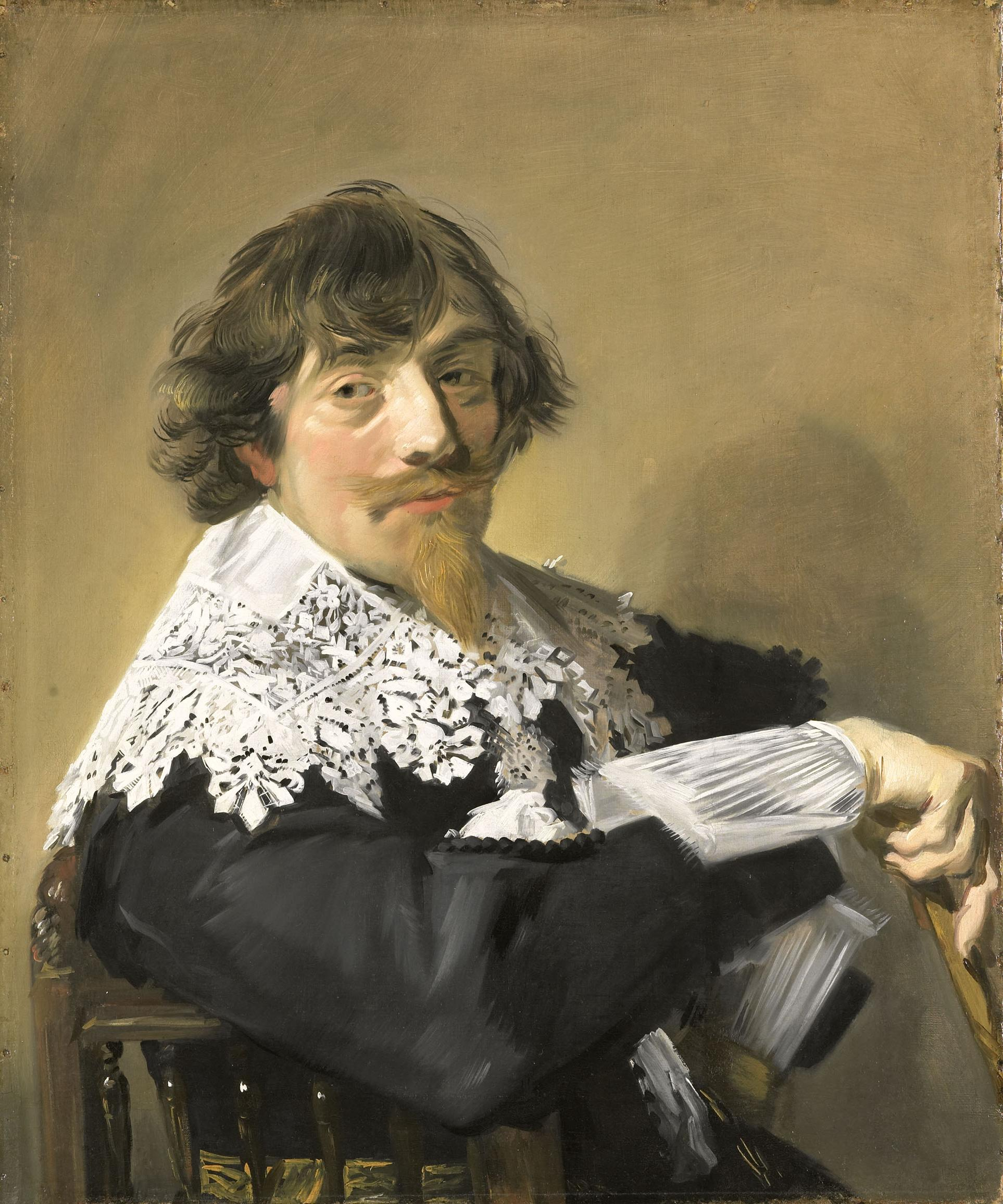
Portrait de Nicolaes Hasselaer.
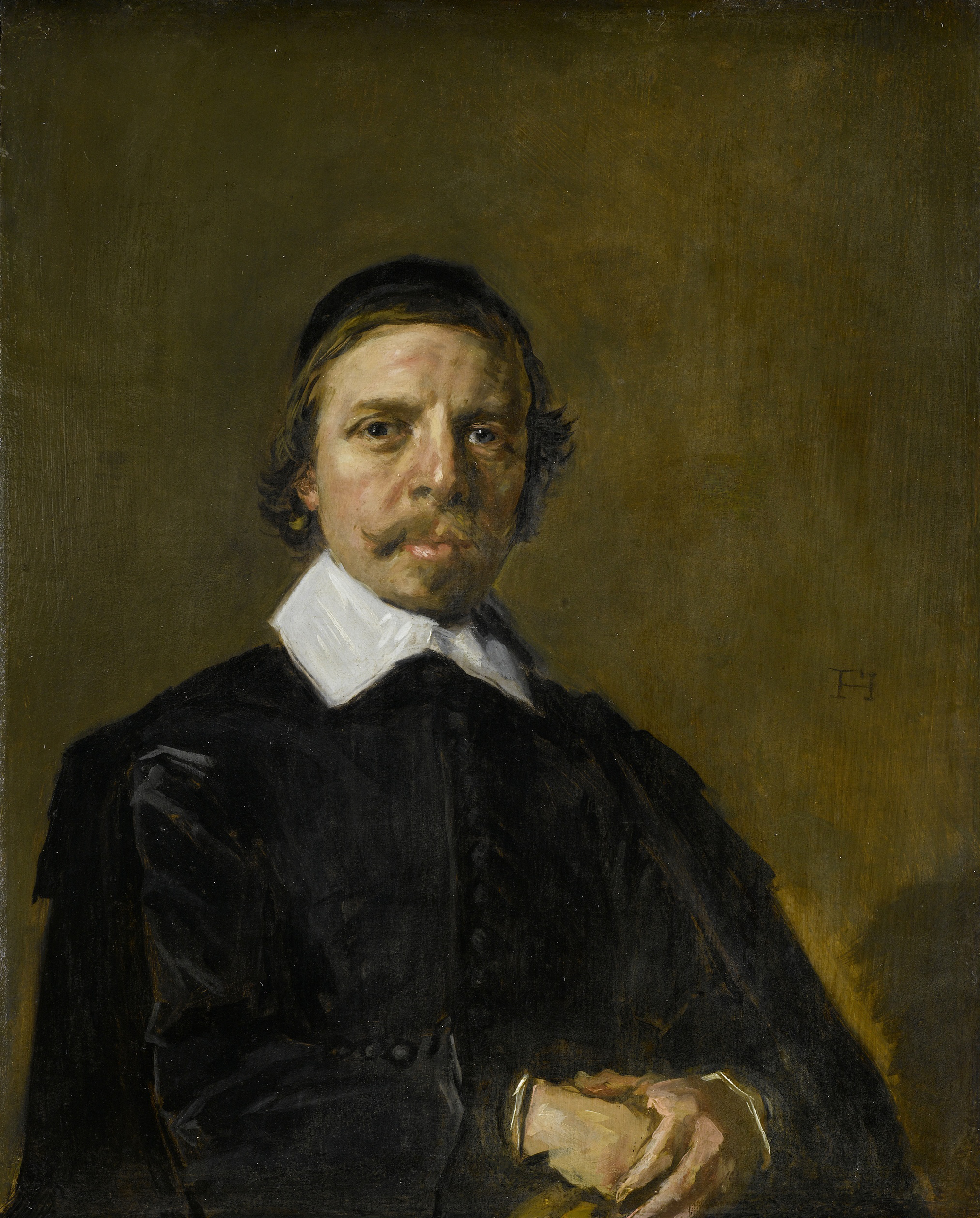
Portrait d'homme.

##### Jan Steen

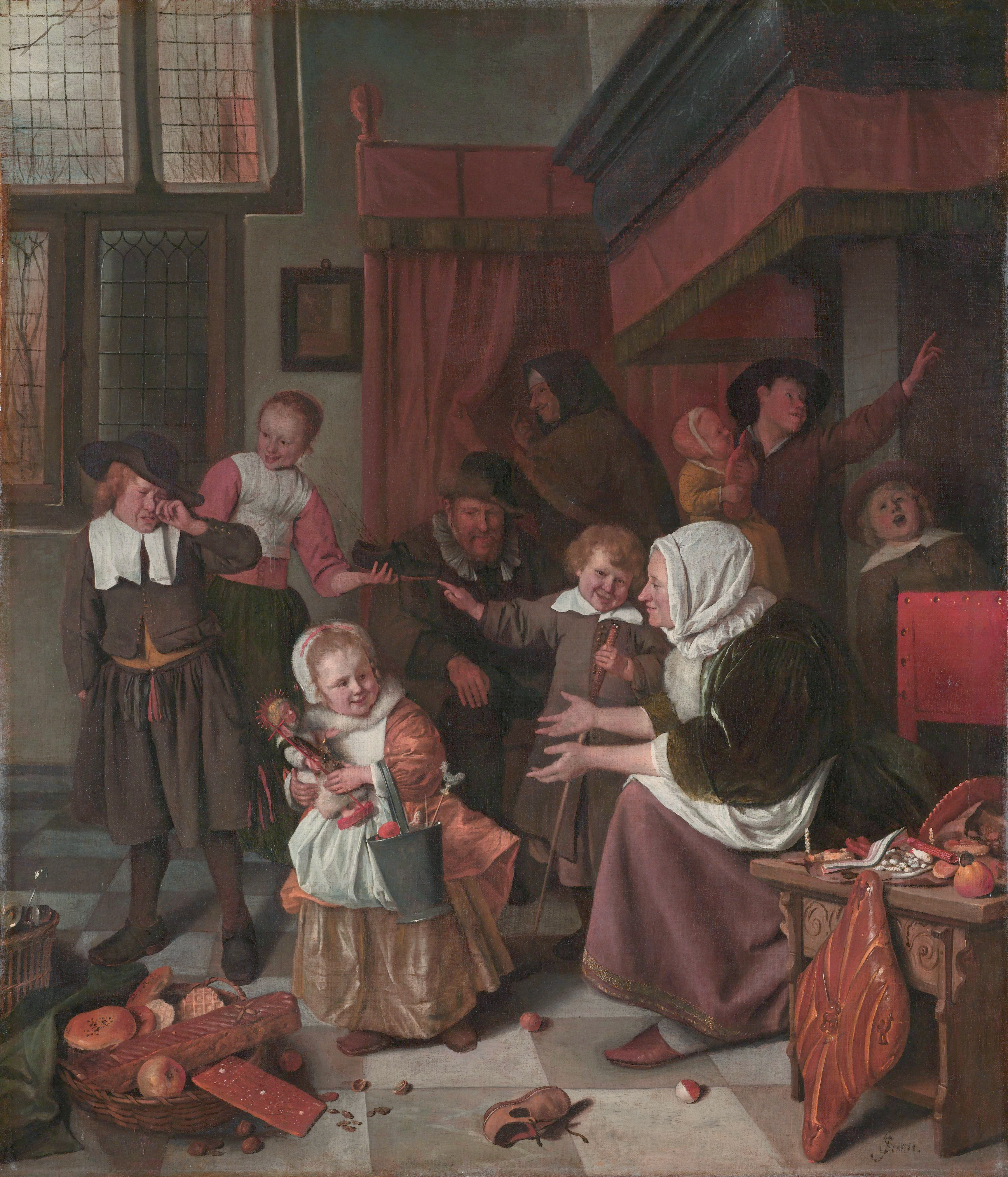
La Saint-Nicolas.
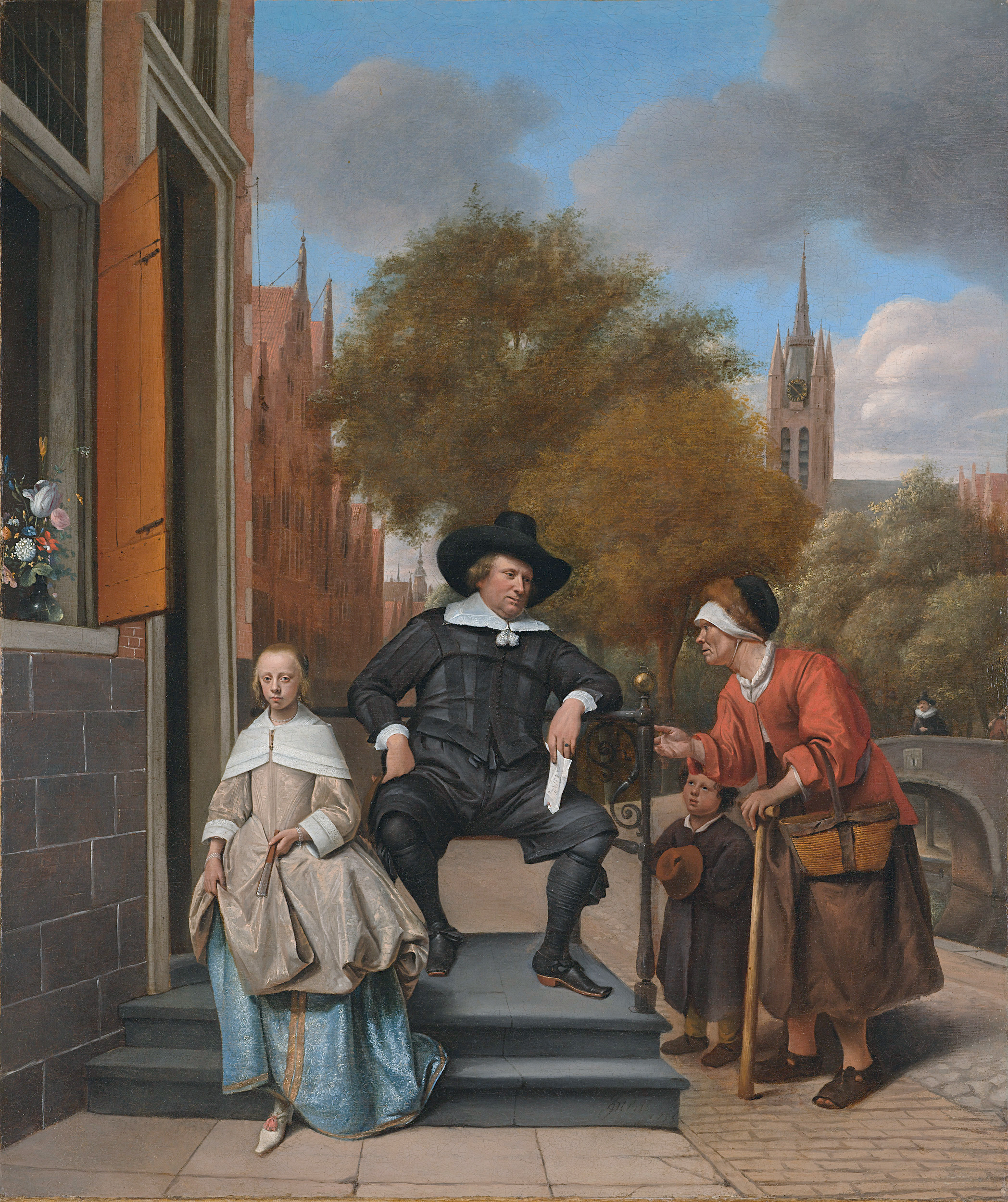
Portrait d'Adolf et Catharina Croeser.
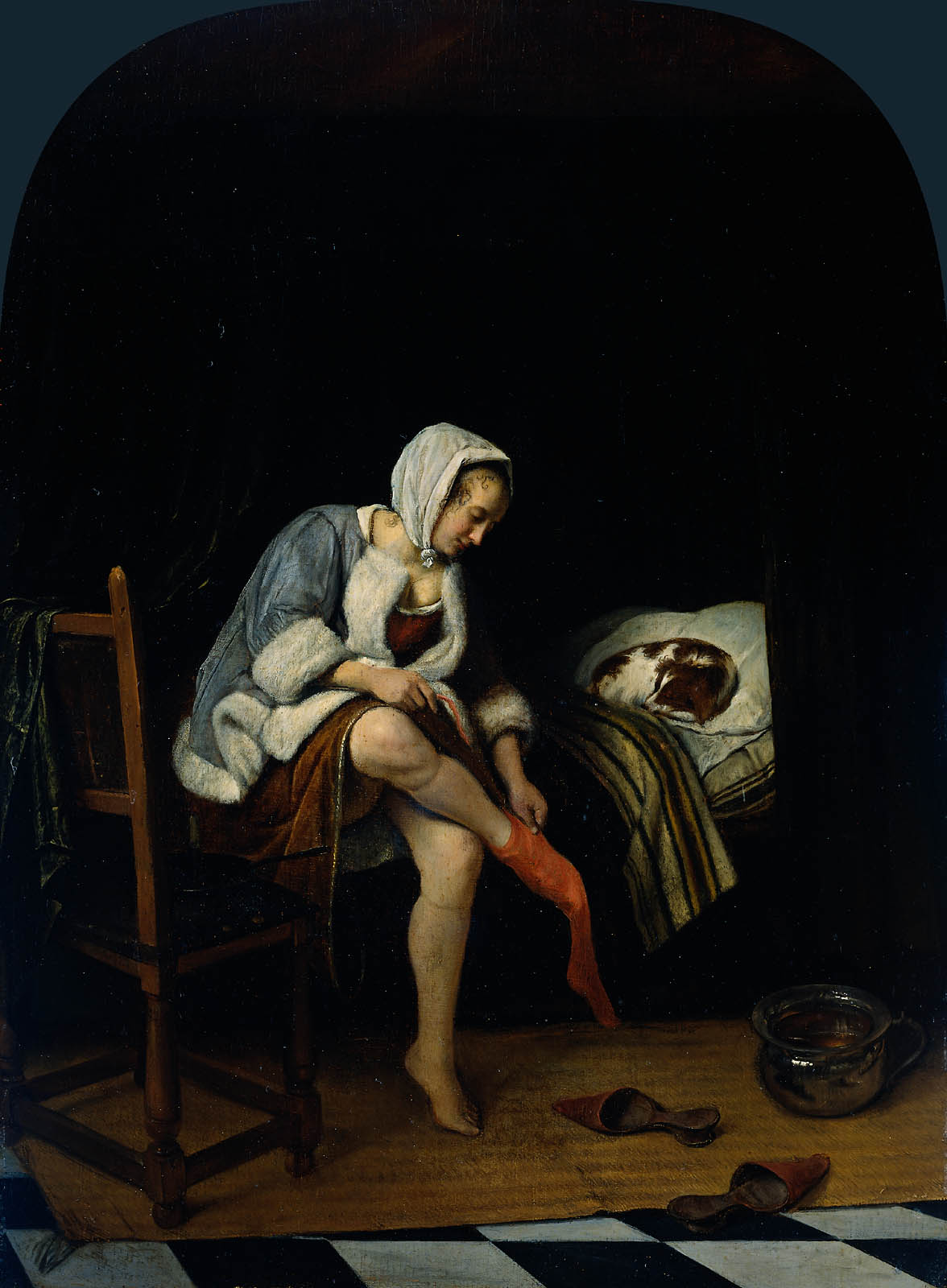
La Toilette.
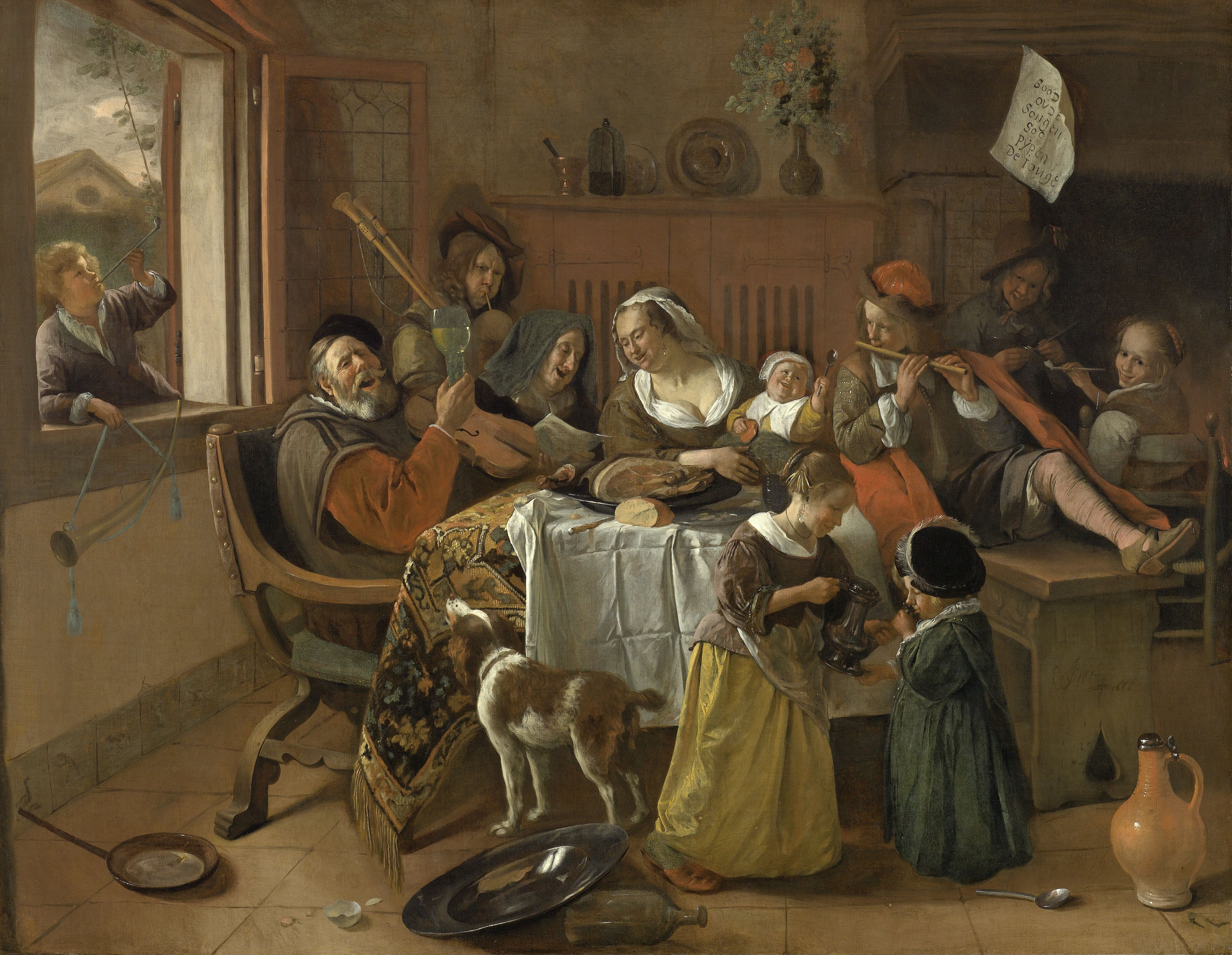
La Joyeuse famille.
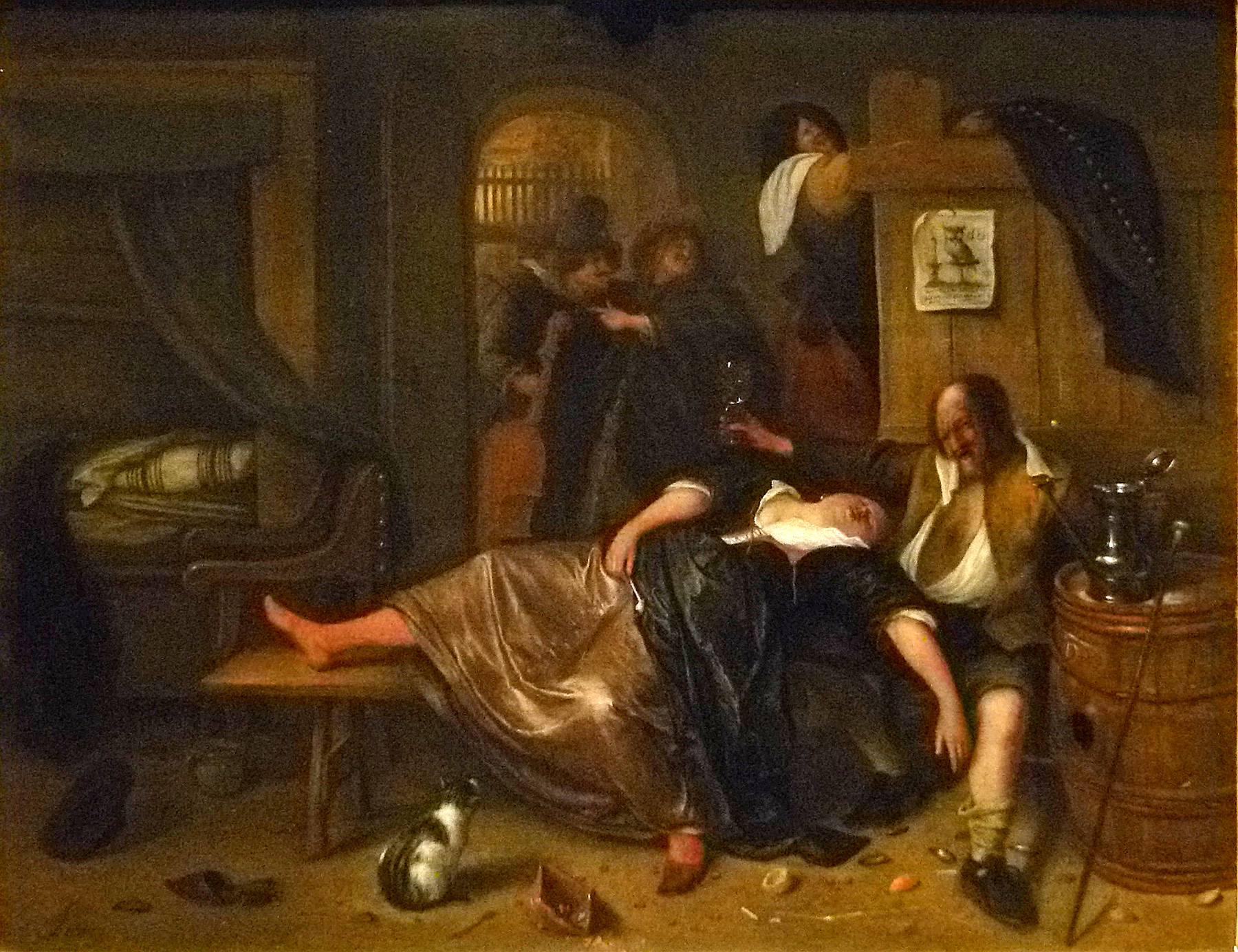
Les Deux Ivrognes.
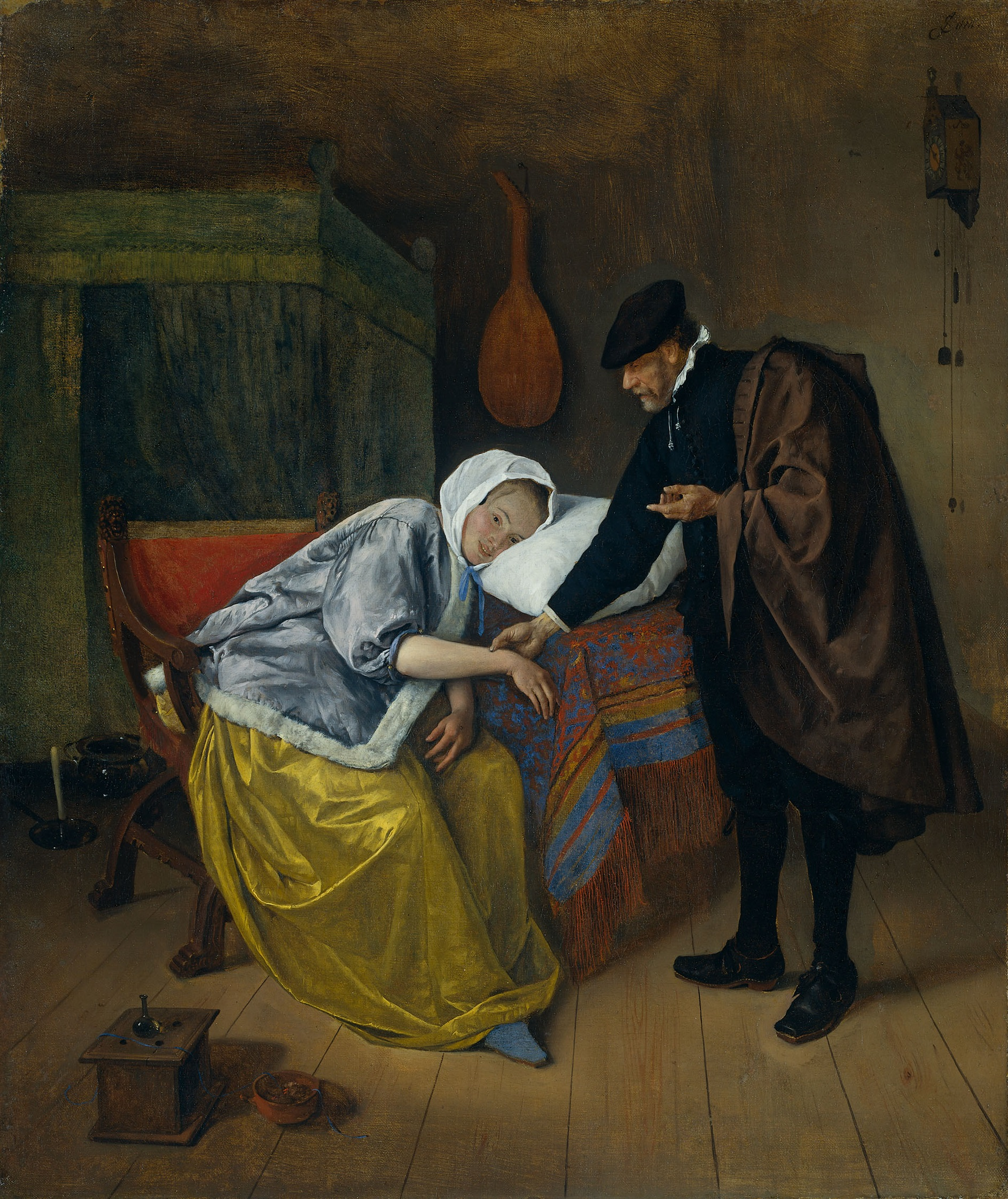
La femme malade.
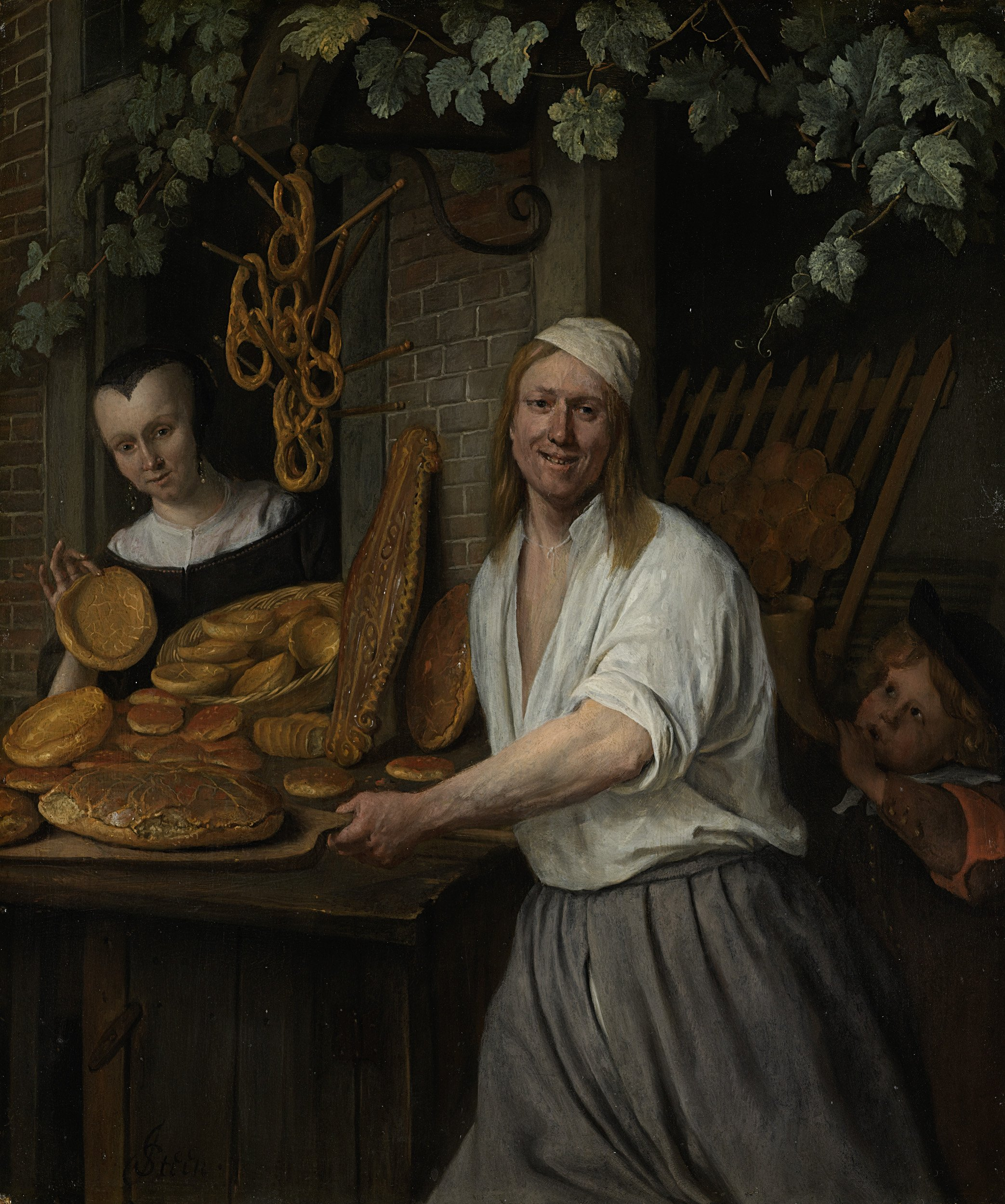
Arent Oostwaard et sa femme.
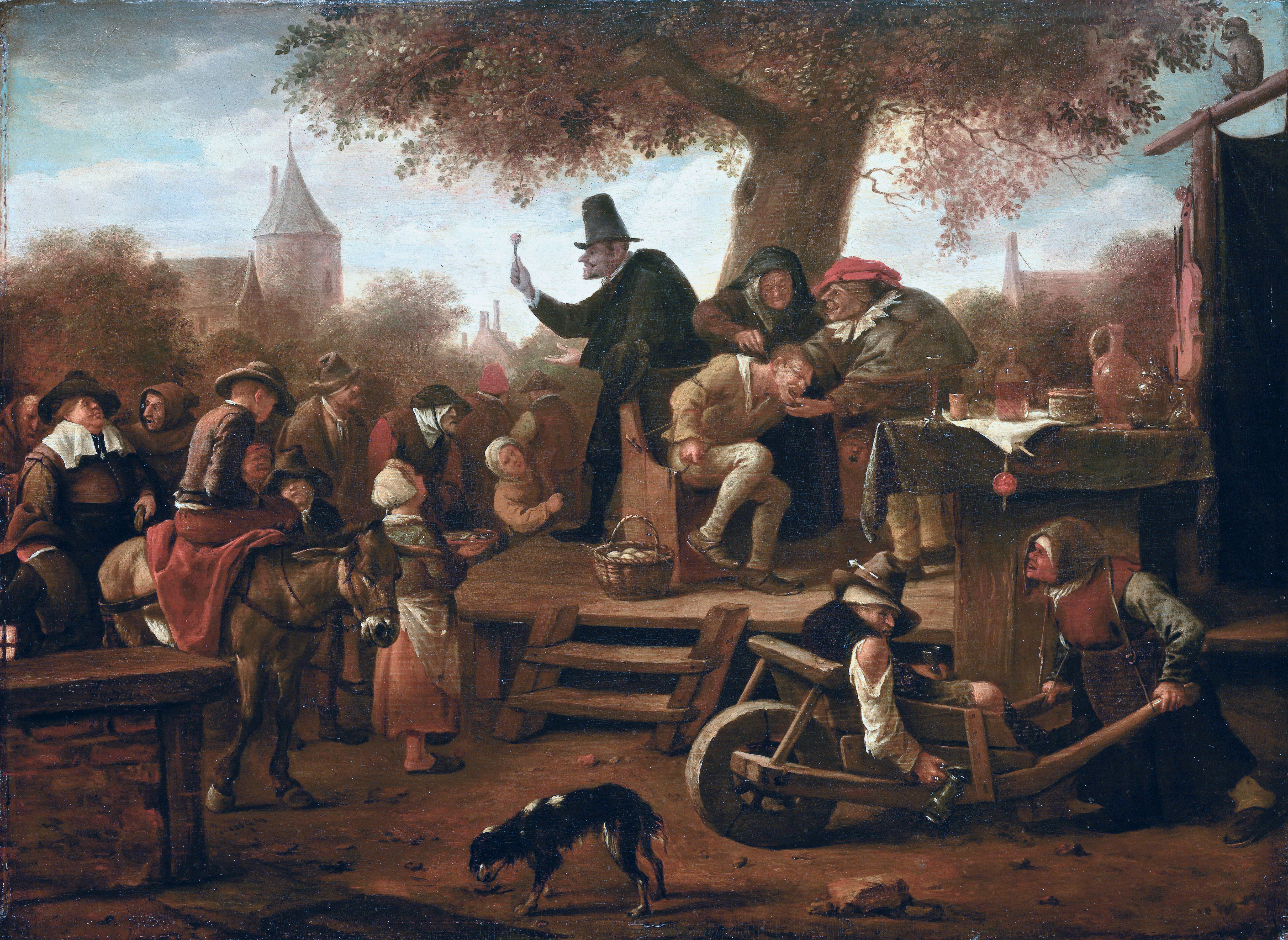
Le Charlatan.
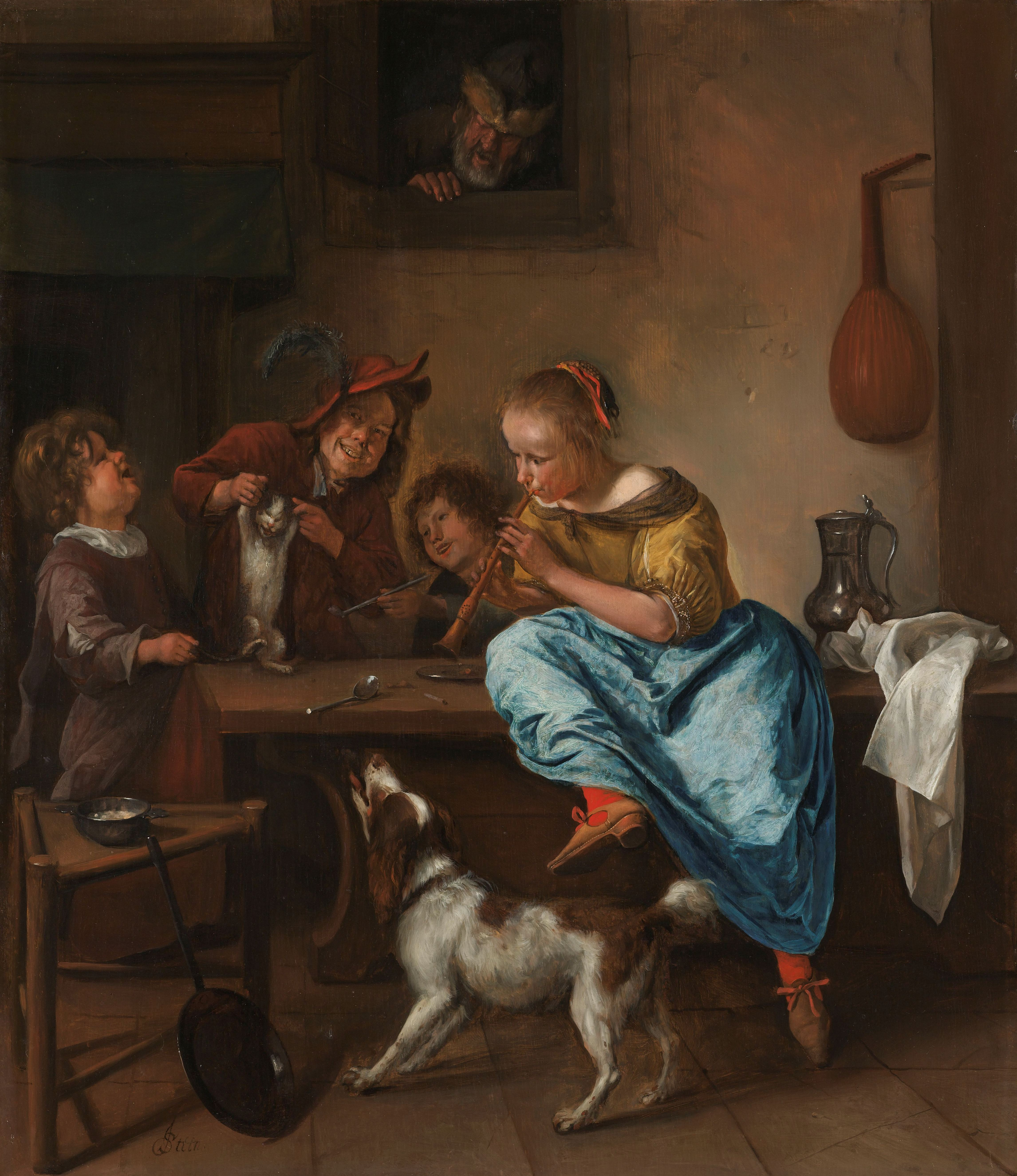
Enfants apprenant à un chat à danser.

##### Autres peintres
Parmi les autres peintres représentés figurent Hendrick Avercamp, Willem Pietersz. Buytewech, Carel Fabritius, Gabriel Metsu, Gerard ter Borch, Hendrick ter Brugghen, Bartholomeus van der Helst, Gerard van Honthorst, Jacob van Ruisdael, Jan van Scorel, George Hendrik Breitner, Jan Veth, Willem Ormea ou encore les Flamands Jacob Jordaens, Antoine van Dyck et Pierre-Paul Rubens. De Judith Leyster, le musée conserve La Sérénade.

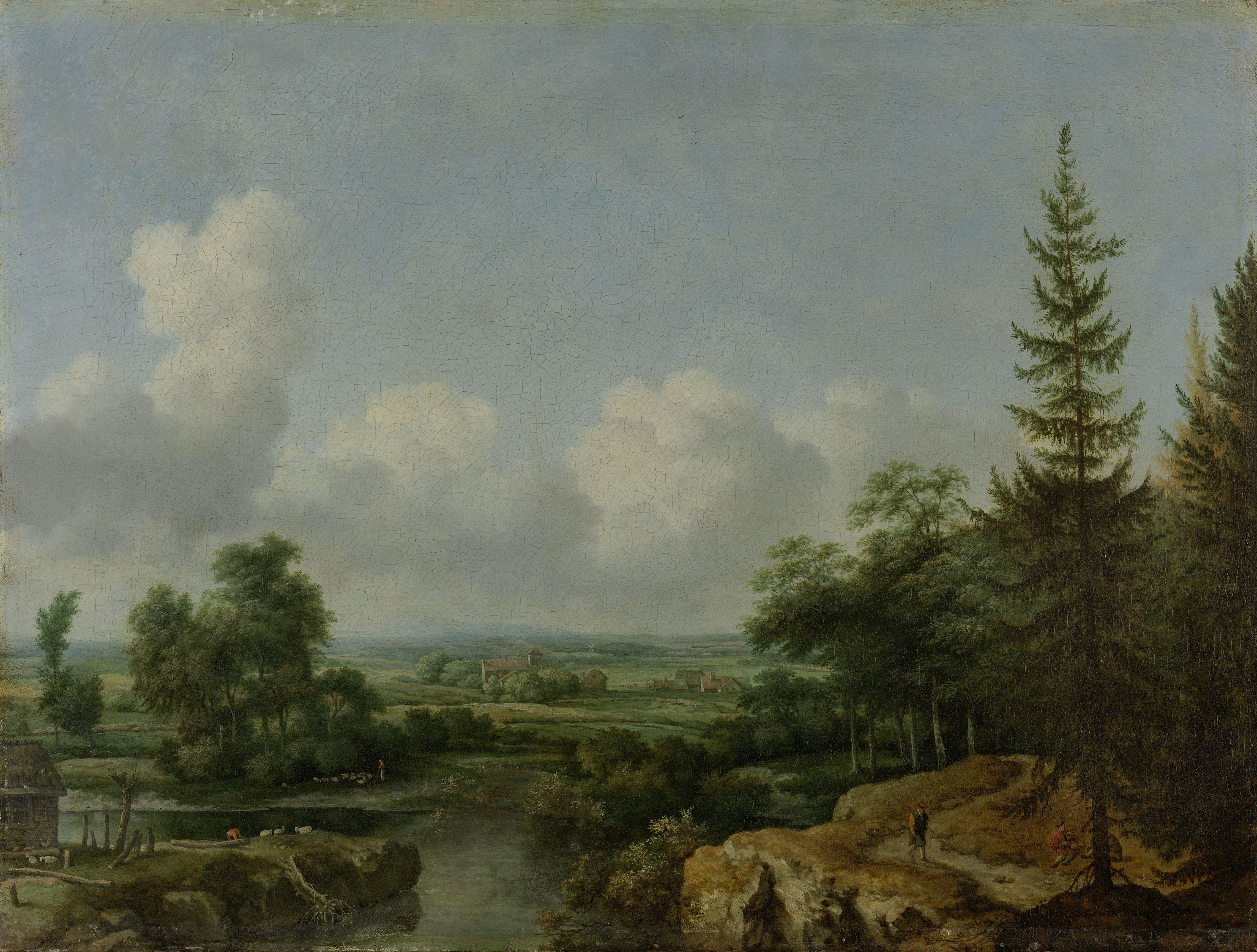
Allaert van Everdingen, Paysage suédois.
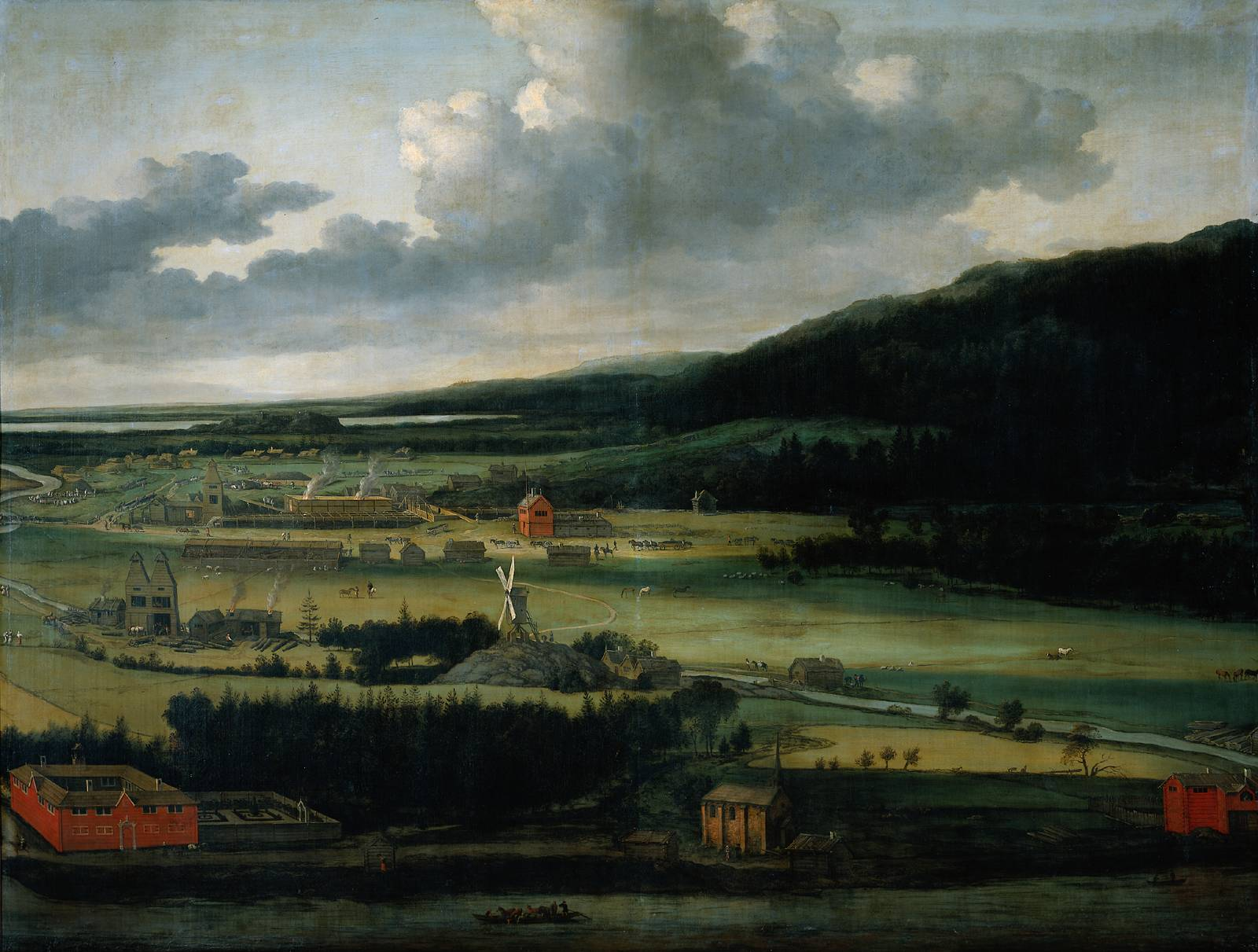
Allaert van Everdingen, La fonderie à canon de Hendrick Trip à Julitabroeck.
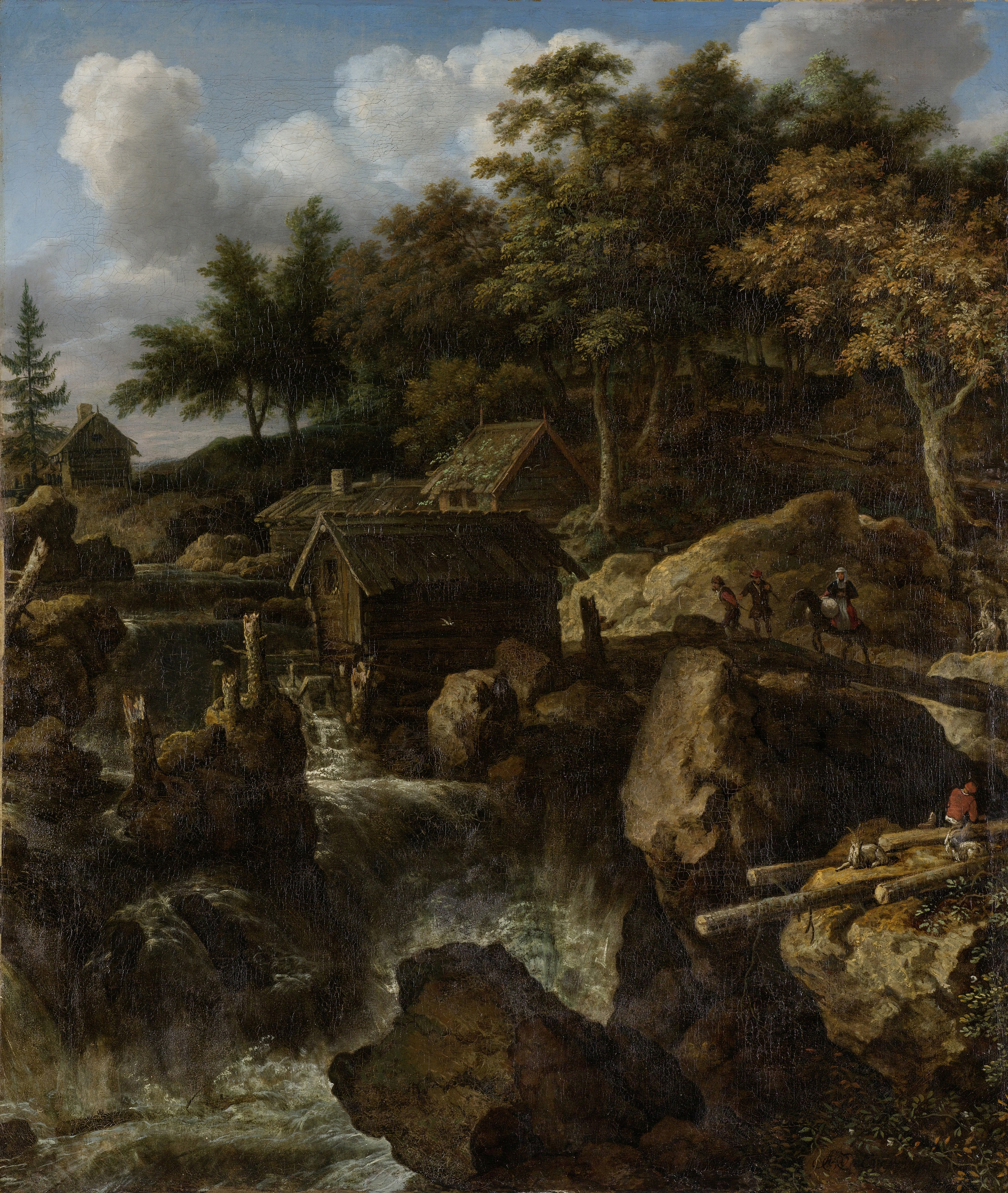
Allaert van Everdingen, Paysage suédois avec cascade.
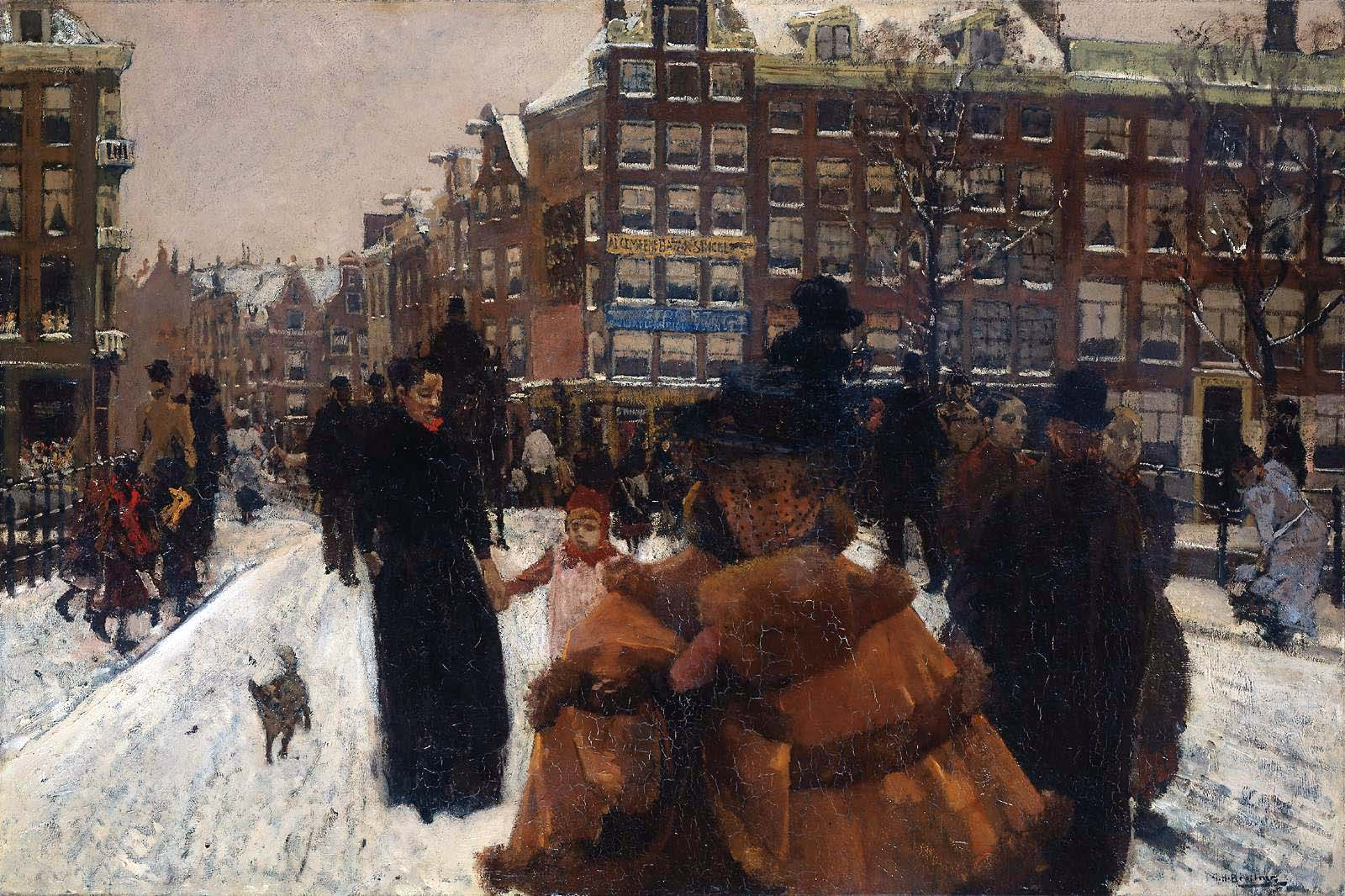
George Hendrik Breitner, Le Pont Sigel près de la Paleisstraat à Amsterdam.
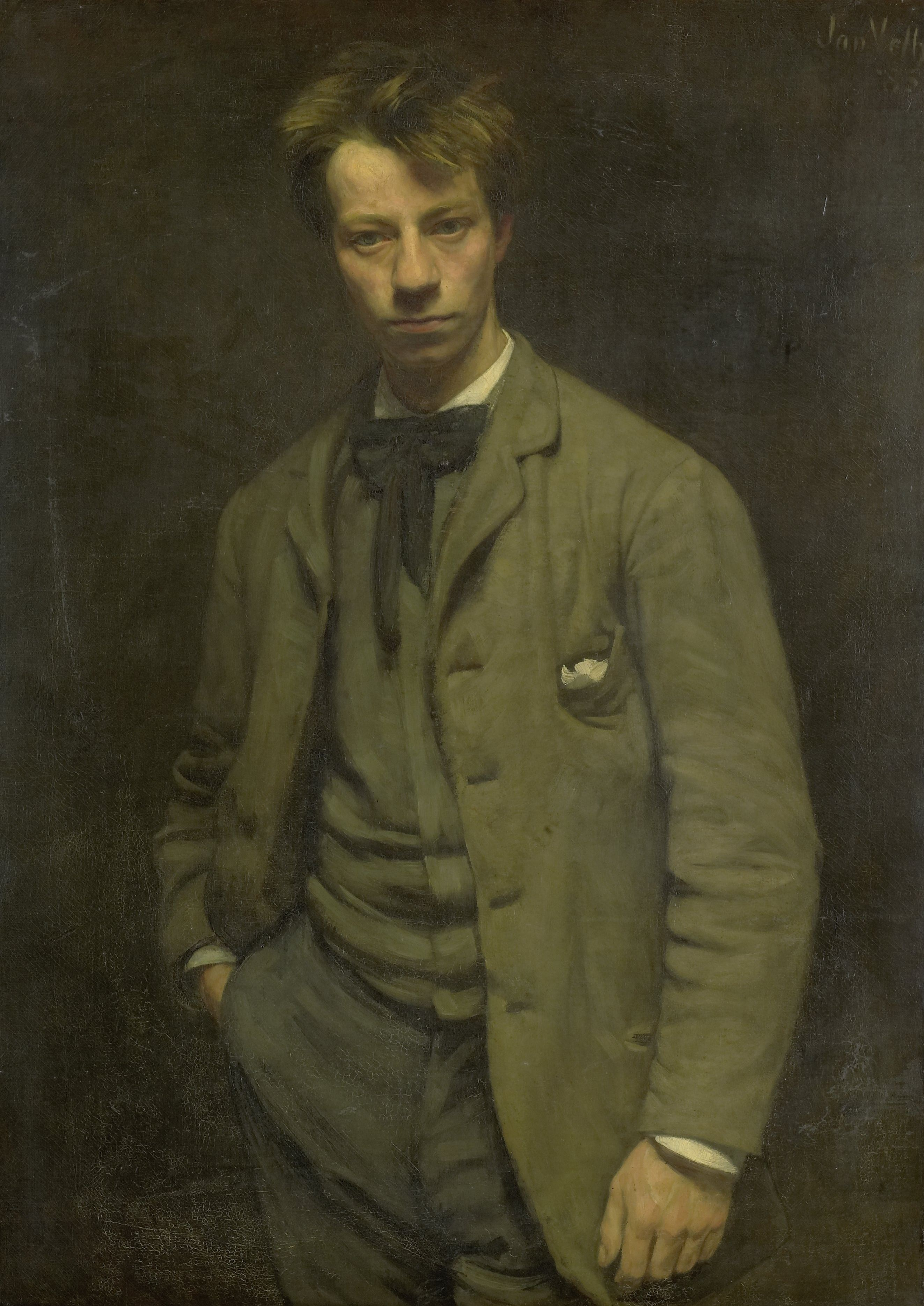
Jan Veth, Portrait d'Albert Verwey.
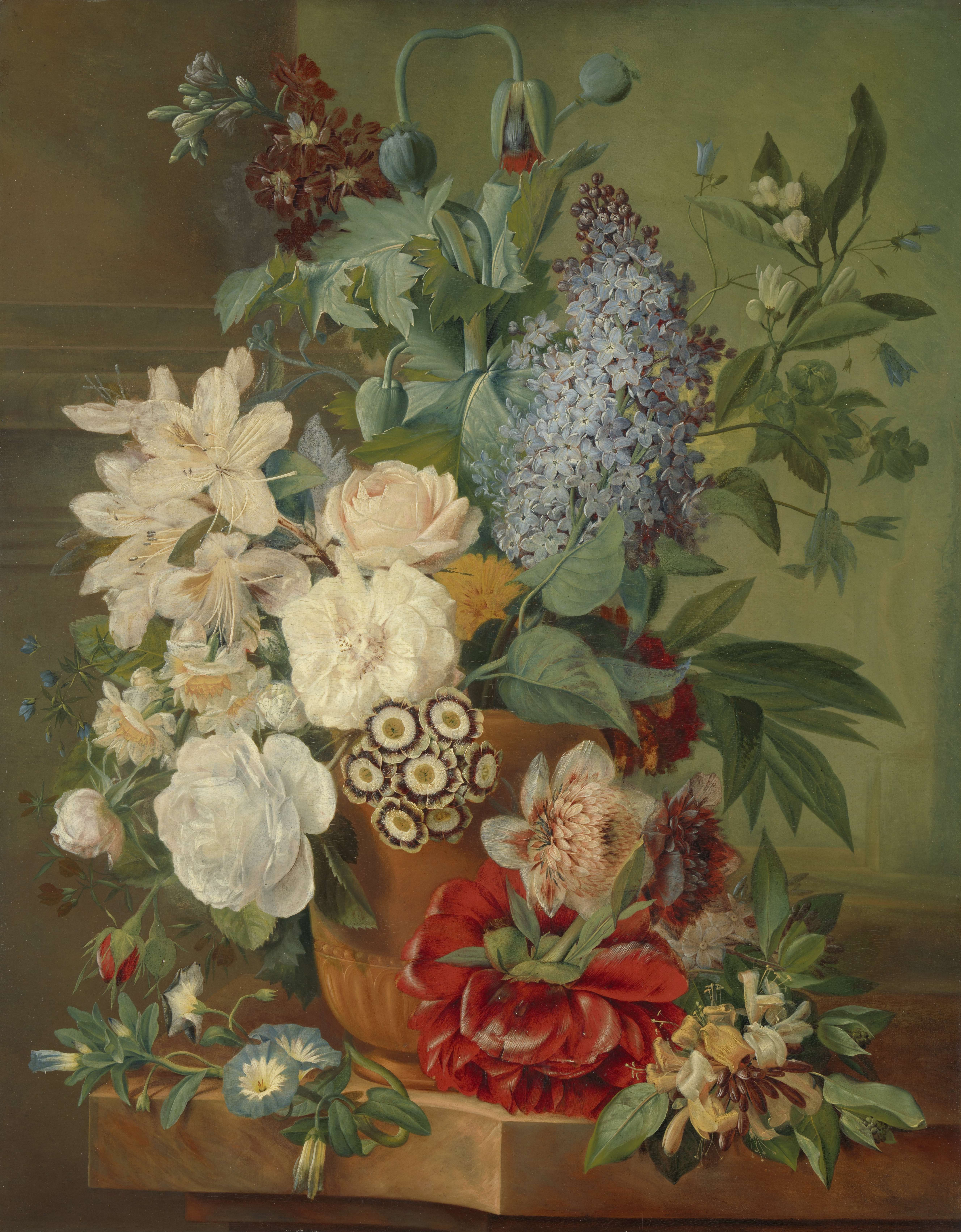
Albertus Jonas Brandt et Eelke Jelles Eelkema, Fleurs dans un vase de Terracotta. Entre 1810 et 1822.

##### Points d’orgue
Le musée abrite différents chefs-d’œuvre. Parmi ceux-ci, les plus importants et les plus monumentaux sont présentés dans la galerie d’honneur, une grande salle dans l’axe longitudinal du musée. C’est au bout de cette salle que se trouve l’œuvre sans doute la plus connue du musée, La Ronde de nuit de Rembrandt.

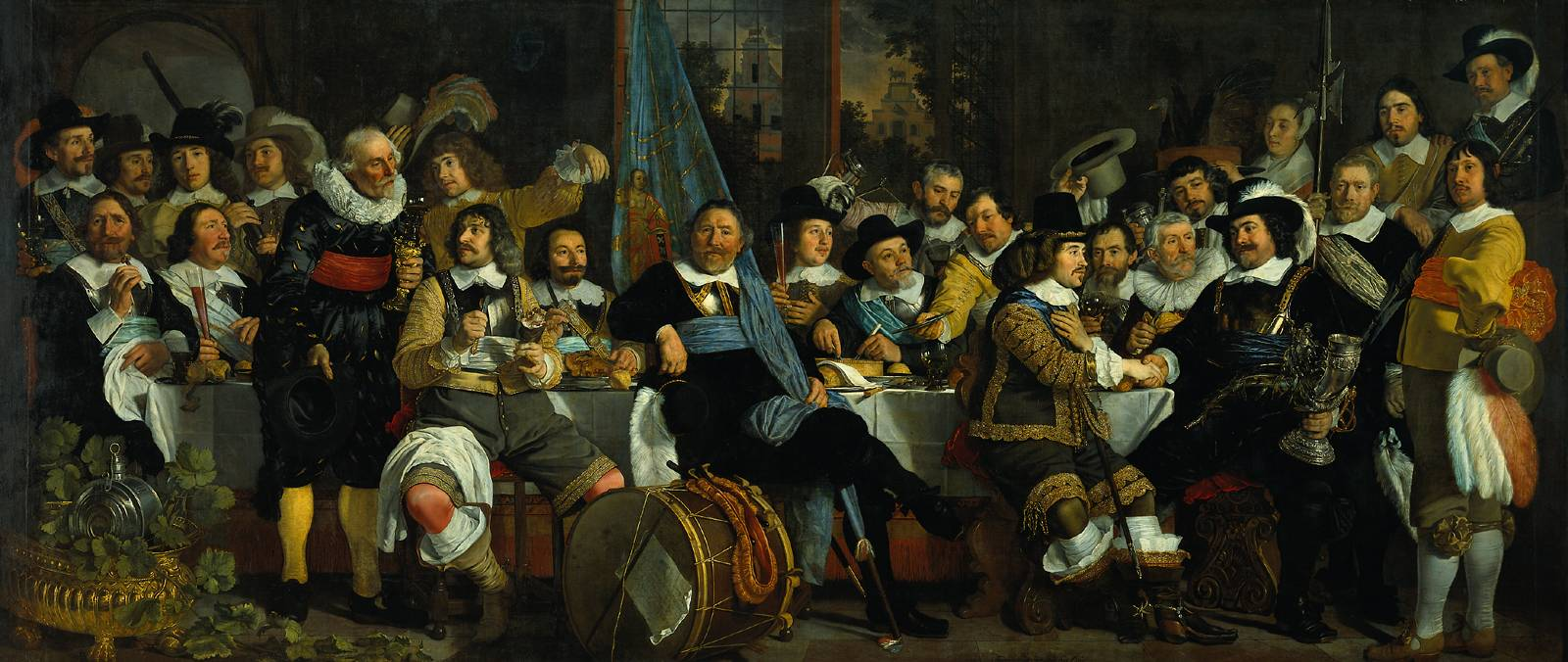
Bartholomeus van der Helst, Banquet de la garde civile d'Amsterdam.
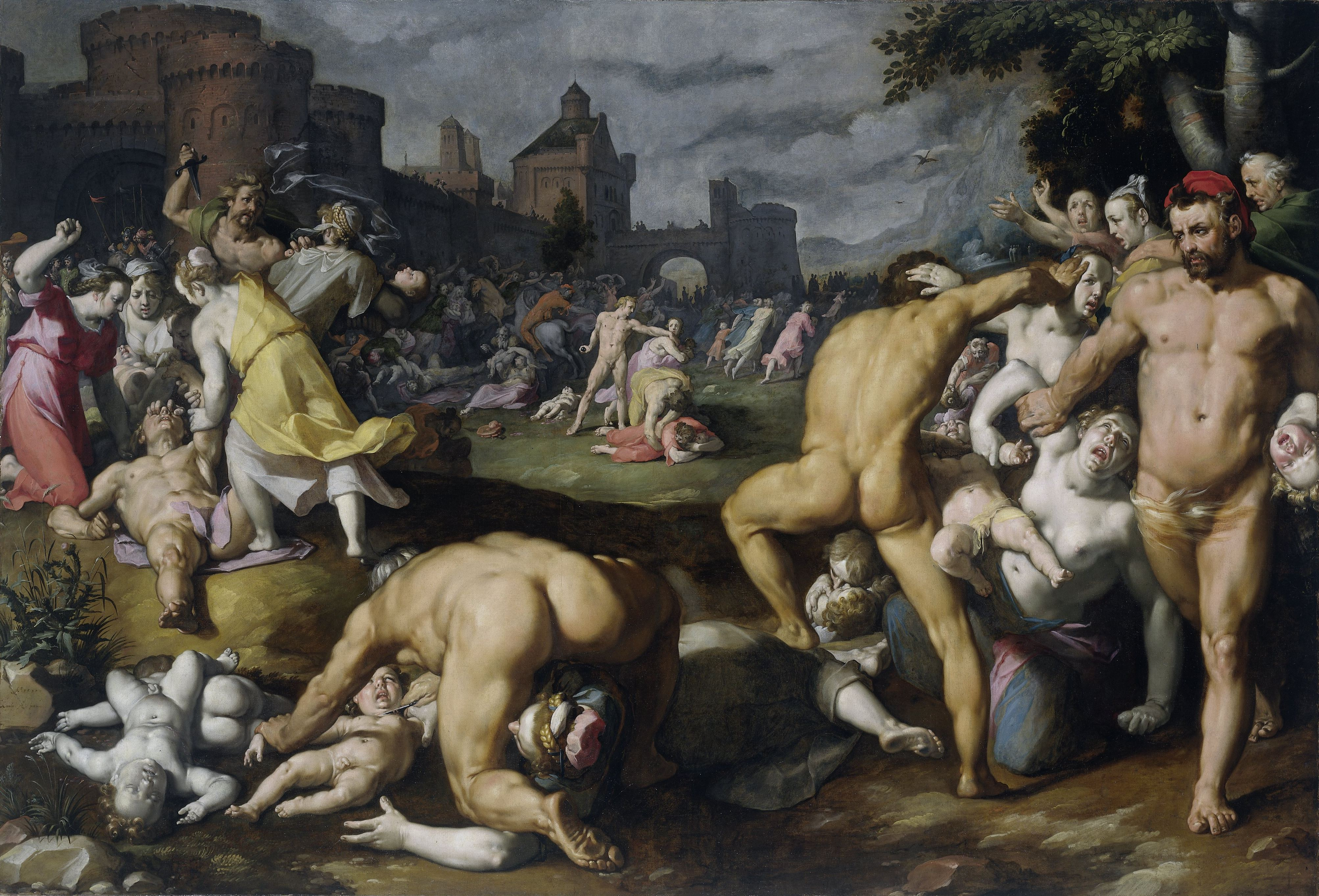
Cornelis van Haarlem, Le Massacre des Innocents.
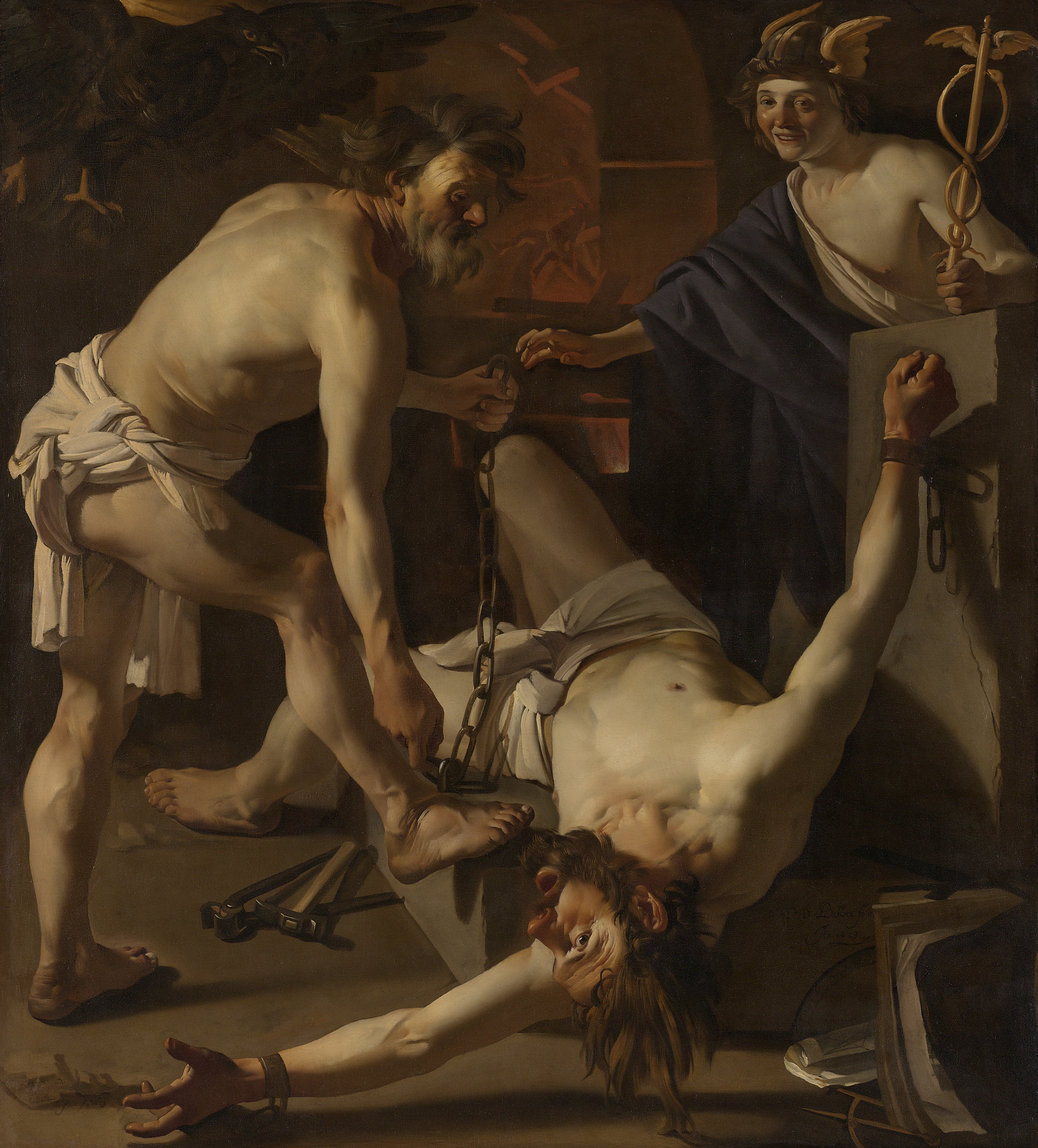
Dirck van Baburen, Prométhée enchaîné par Vulcain.
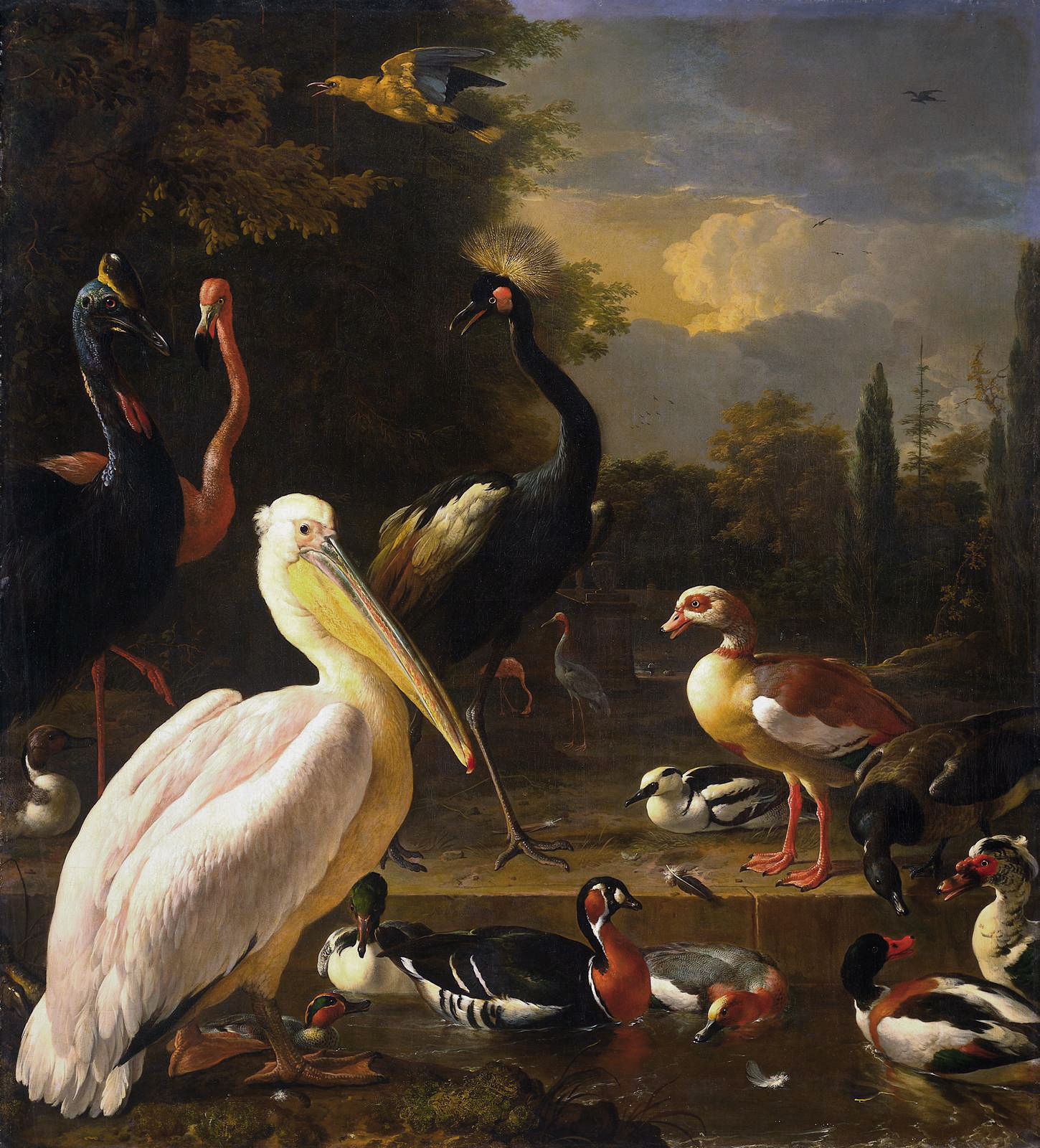
Melchior d'Hondecoeter, La Plume flottante.
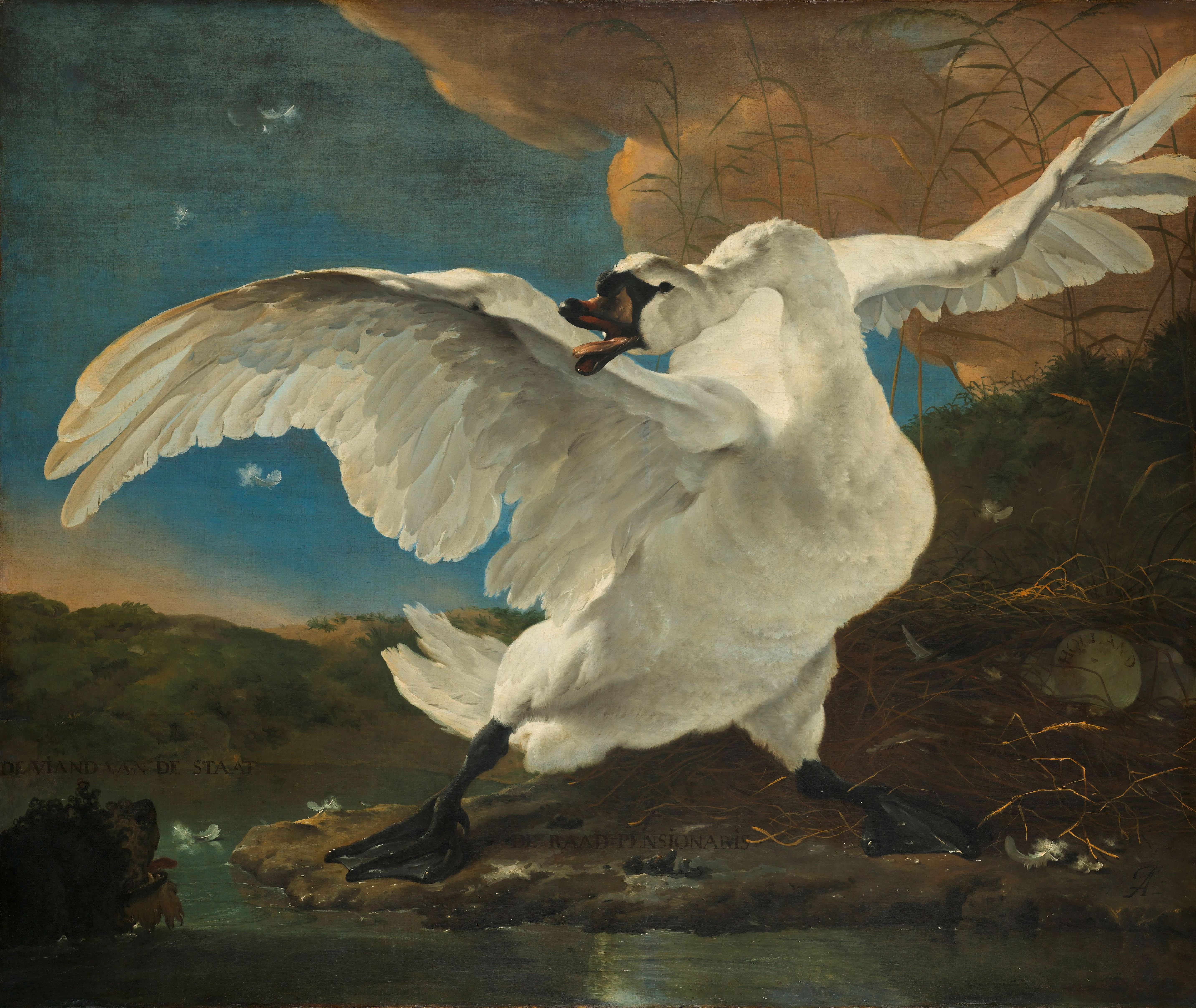
Jan Asselijn, Le Cygne menacé.
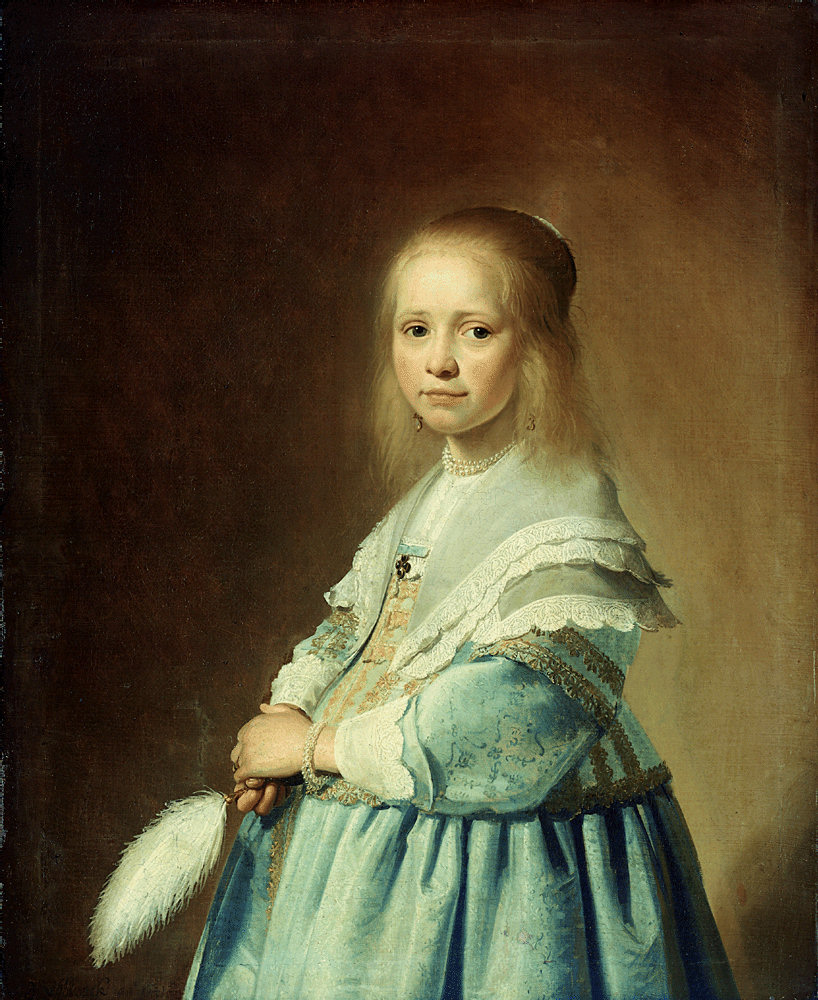
Jan Cornelisz. Verspronck, Portrait d’une petite fille en bleu.
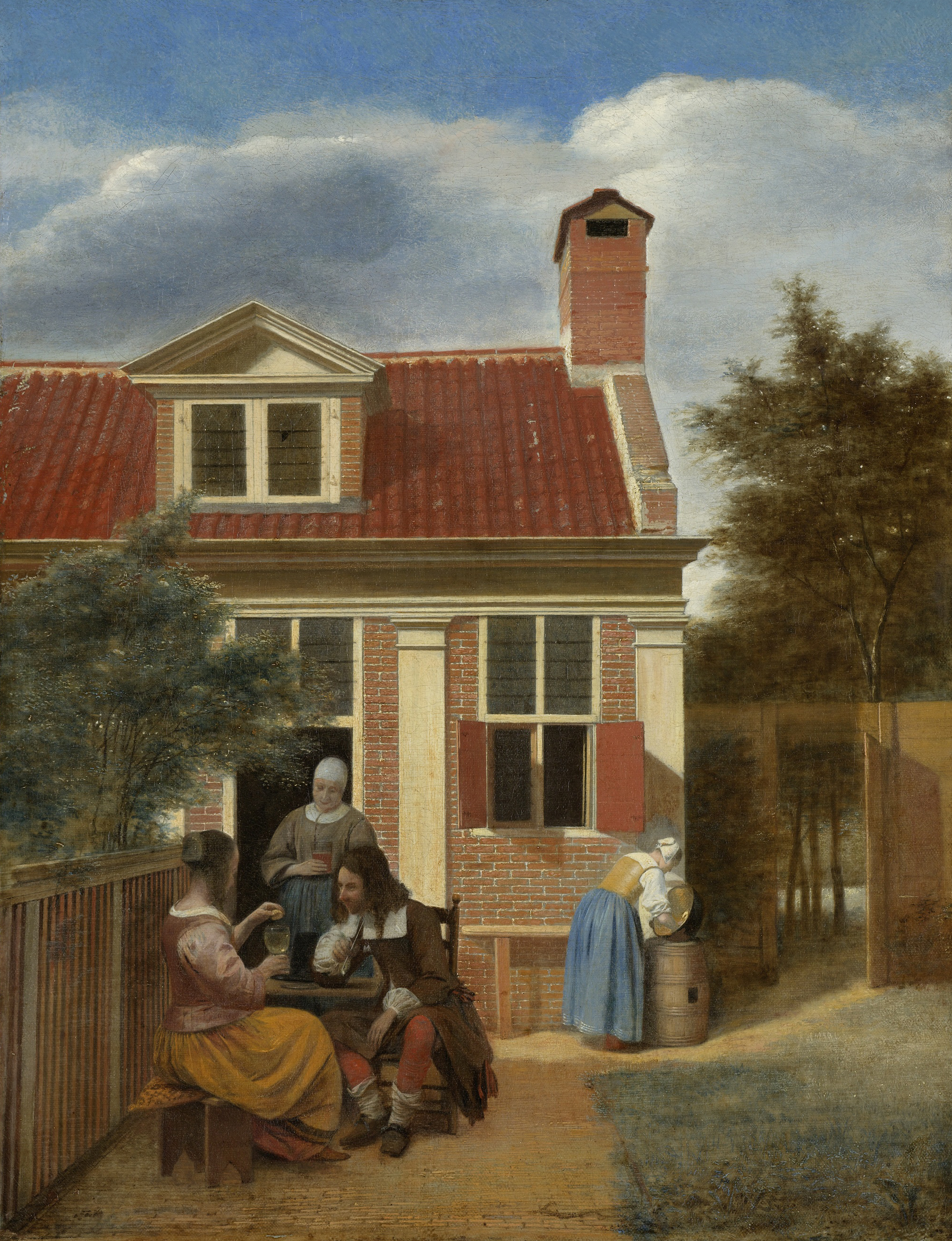
Pieter de Hooch, Quelques personnes dans une arrière-cour.
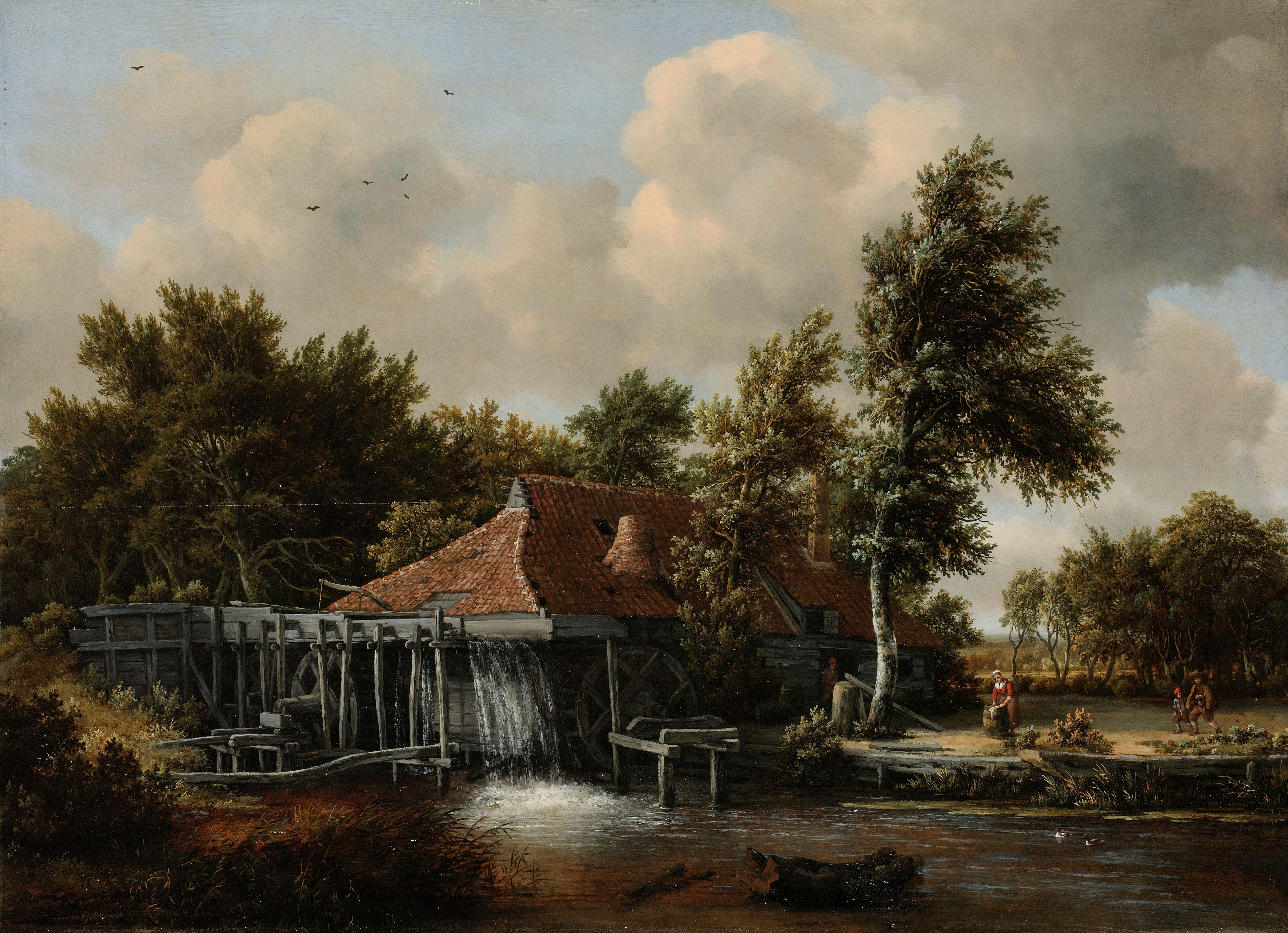
Meindert Hobbema, Le Moulin à eau.
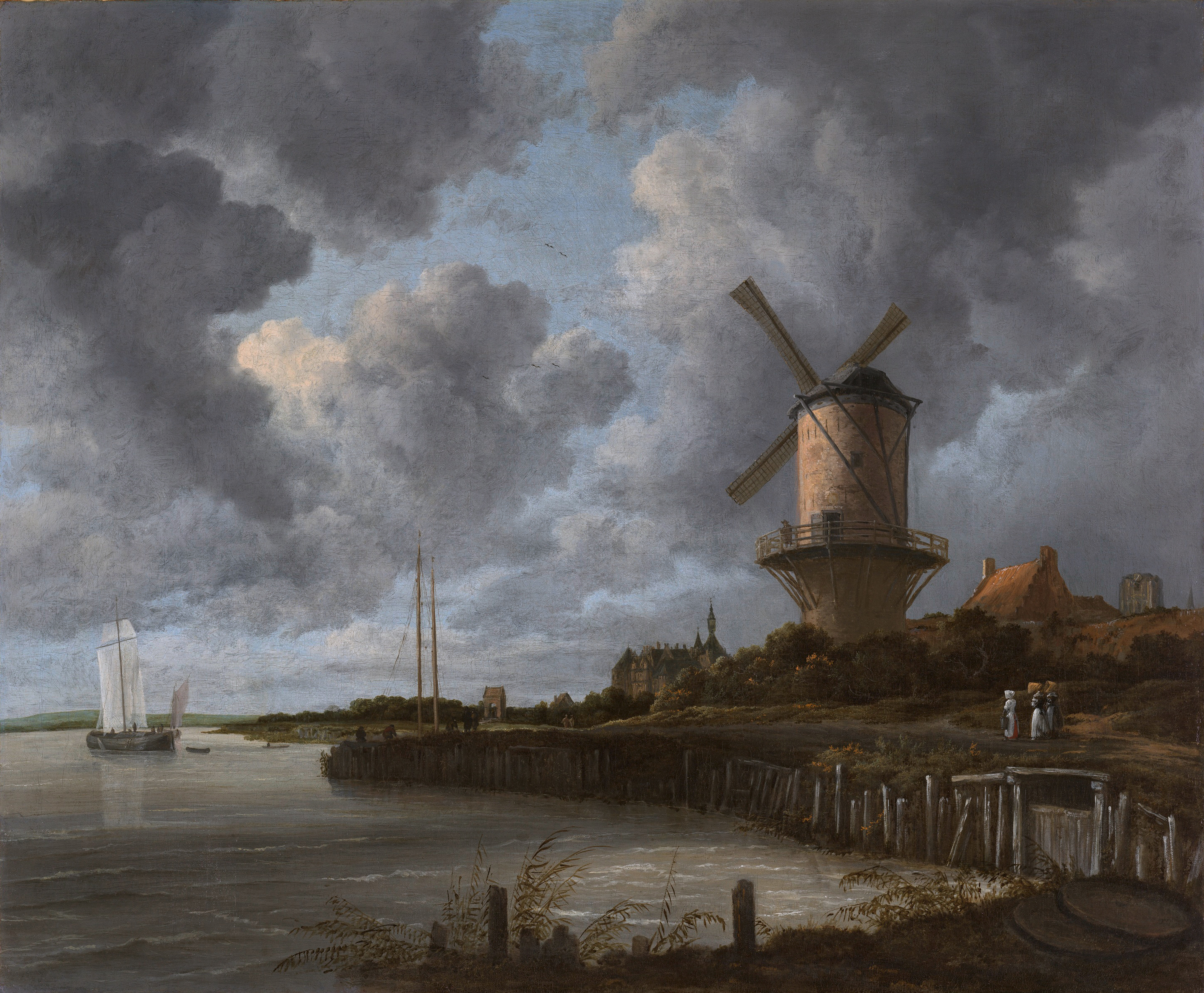
Jacob van Ruisdael, Moulin près de Wijk bij Duurstede.
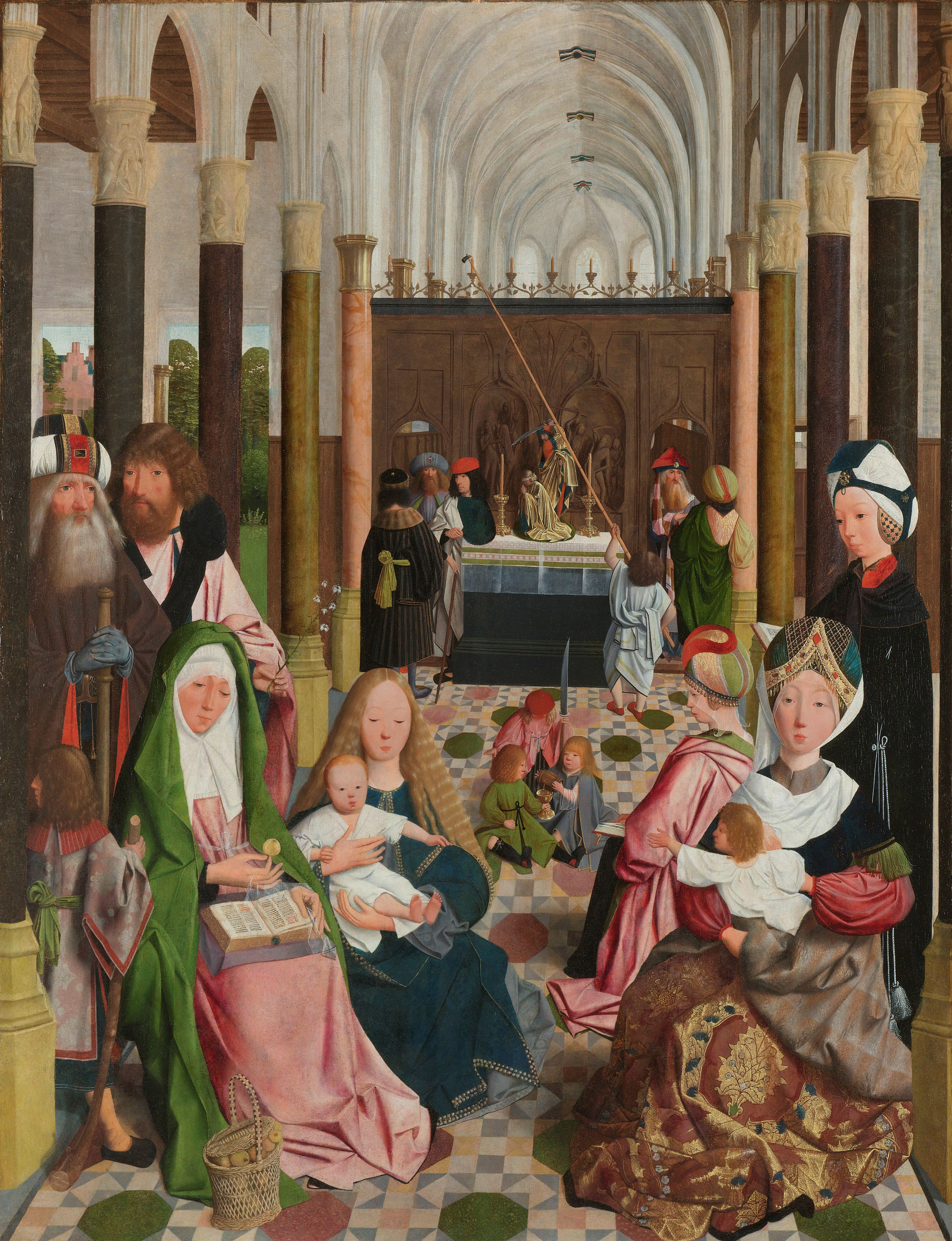
Geertgen tot Sint Jans, La Parenté de sainte Anne.
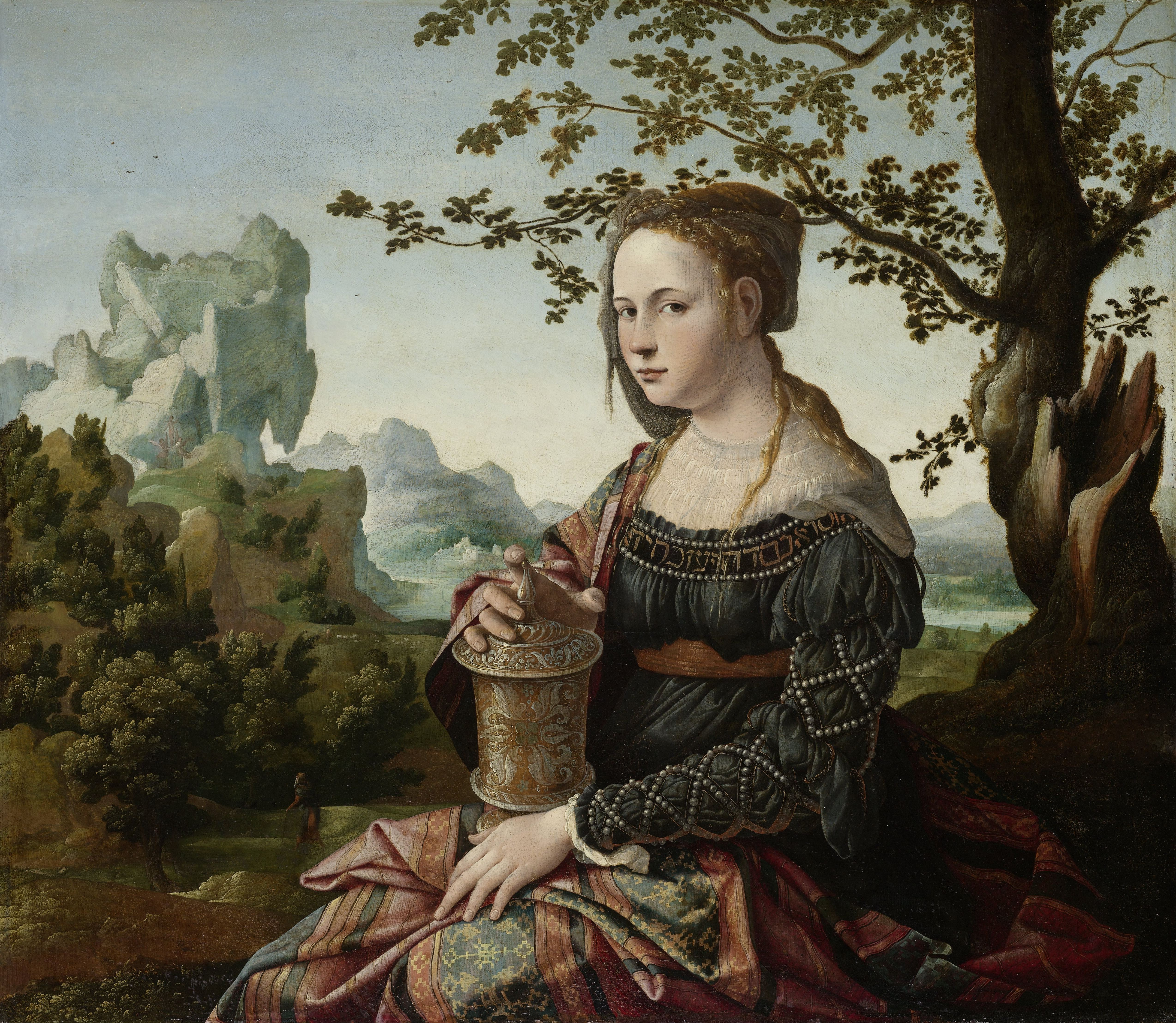
Jan van Scorel, Marie Madeleine.

#### Sculpture et Arts décoratifs
La collection Sculpture et Arts décoratifs comprend des sculptures, du mobilier et des lambris, des pièces d’orfèvrerie, de la céramique, des objets d’art en verre, en matière textile, ou en métal, et de nombreux autres types d’objets. Cette collection, bien qu’y soit laissée une place plus large à l’art néerlandais, possède elle aussi un caractère international.

Sculpture
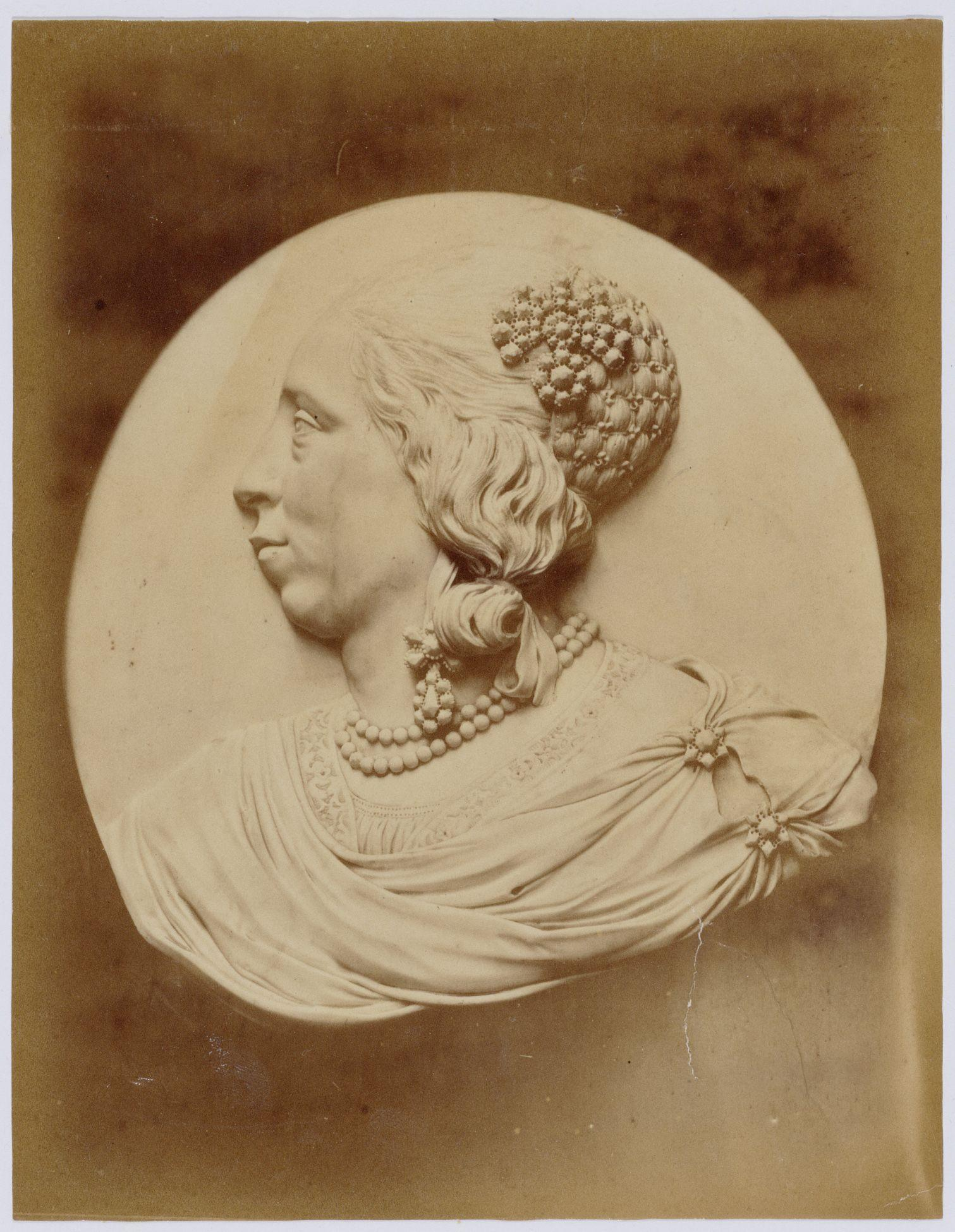
Portrait de la Catharina Hooft, Artus Quellinus
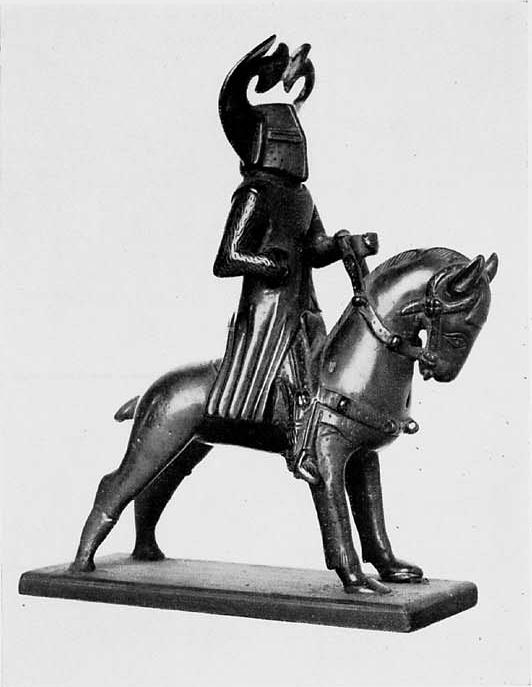
Knight on horseback. XIIIe siècle. Bronze
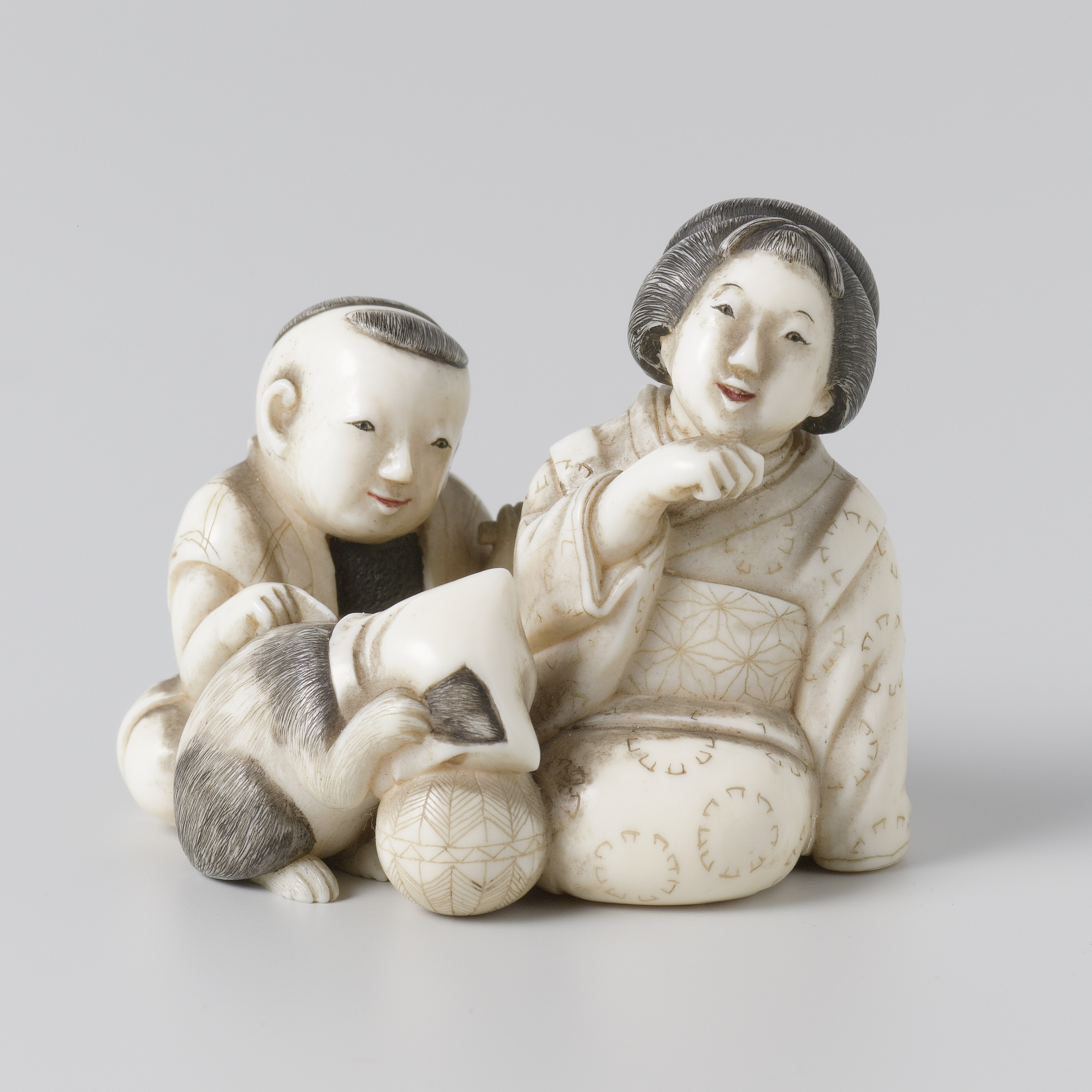
Netsuke, Japon, entre 1775 et 1825.
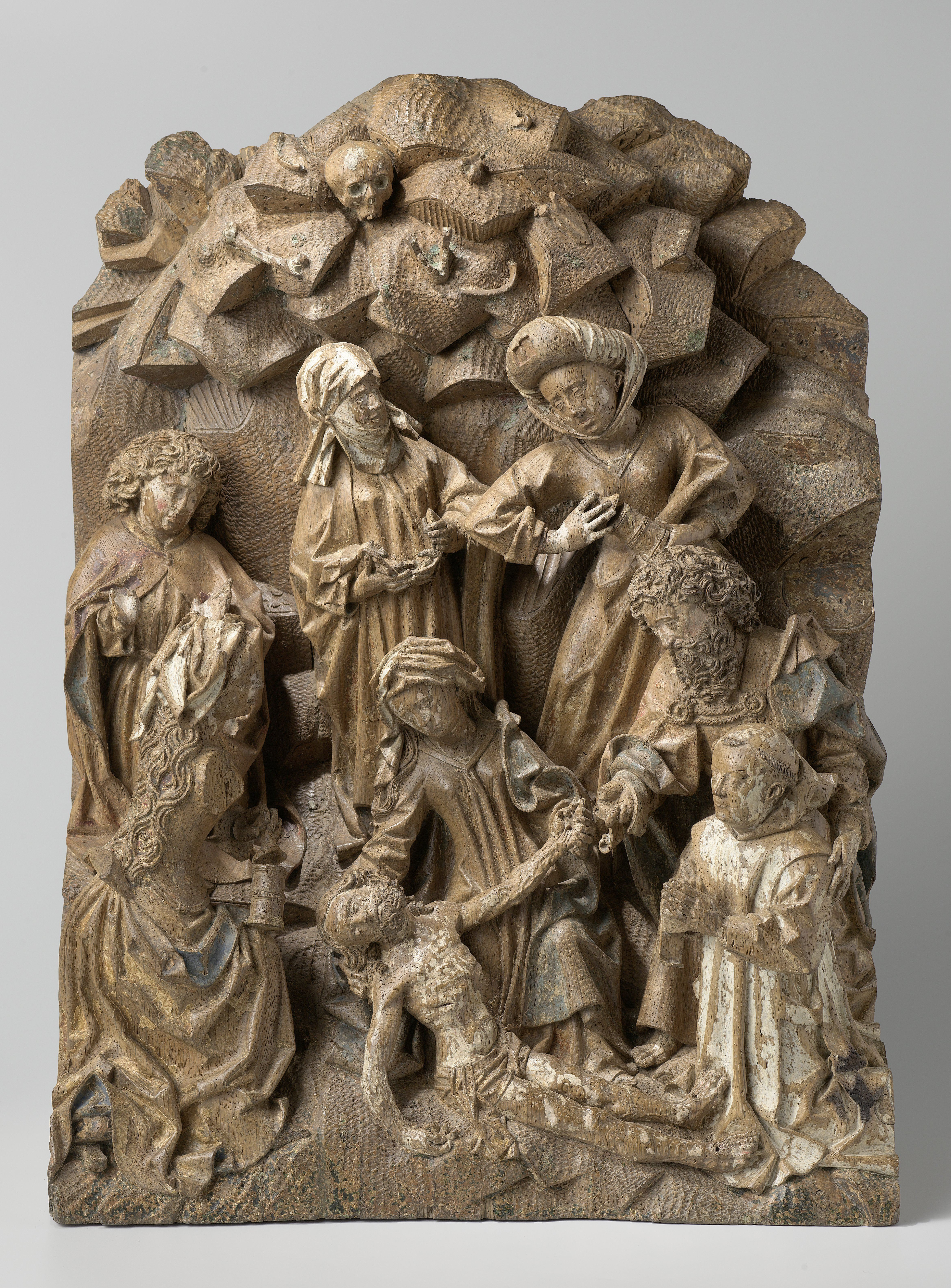
Lamentation, Arnt van Zwolle, c. 1480

Mobilier
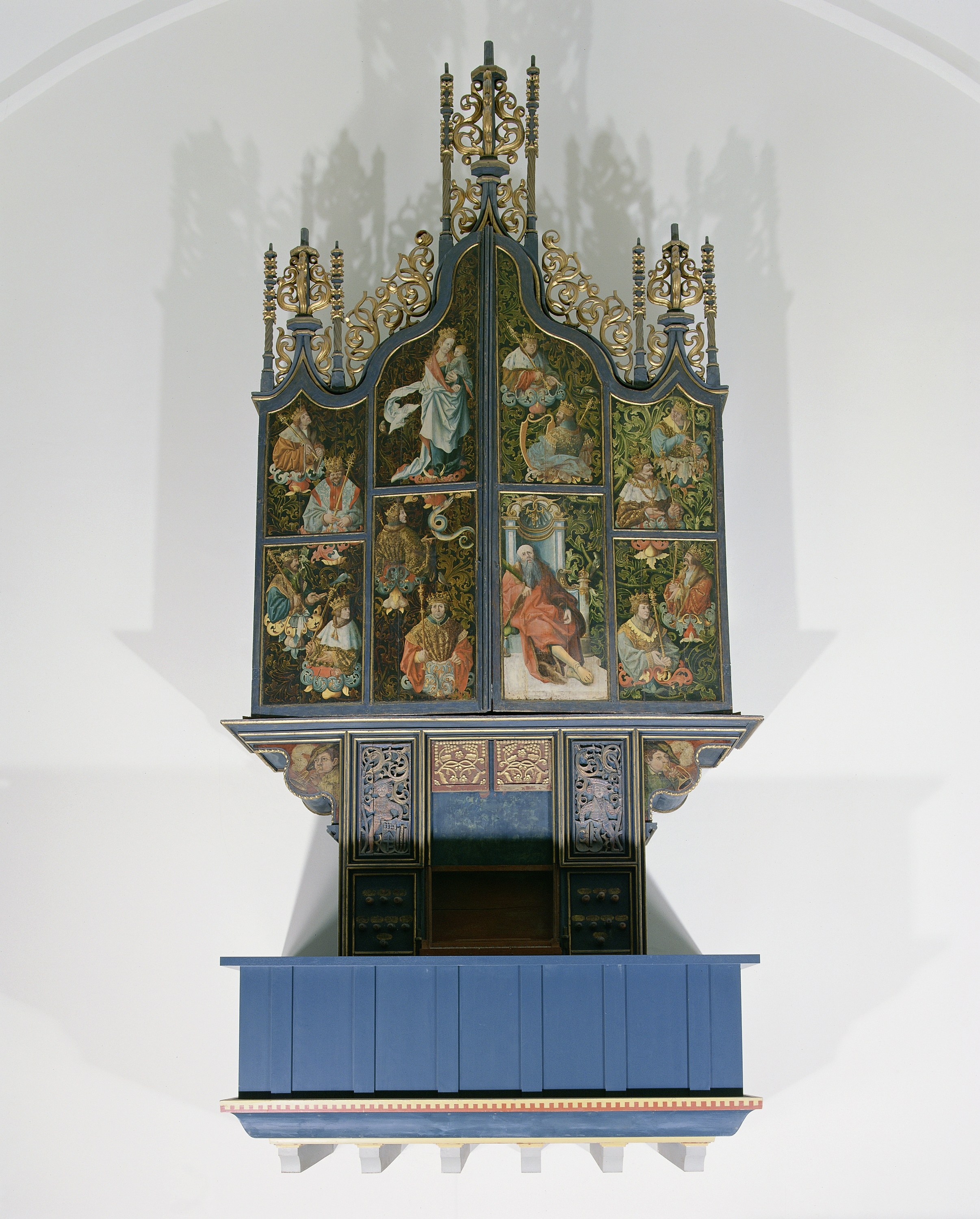
Orgue de l'église protestante de Scheemda.
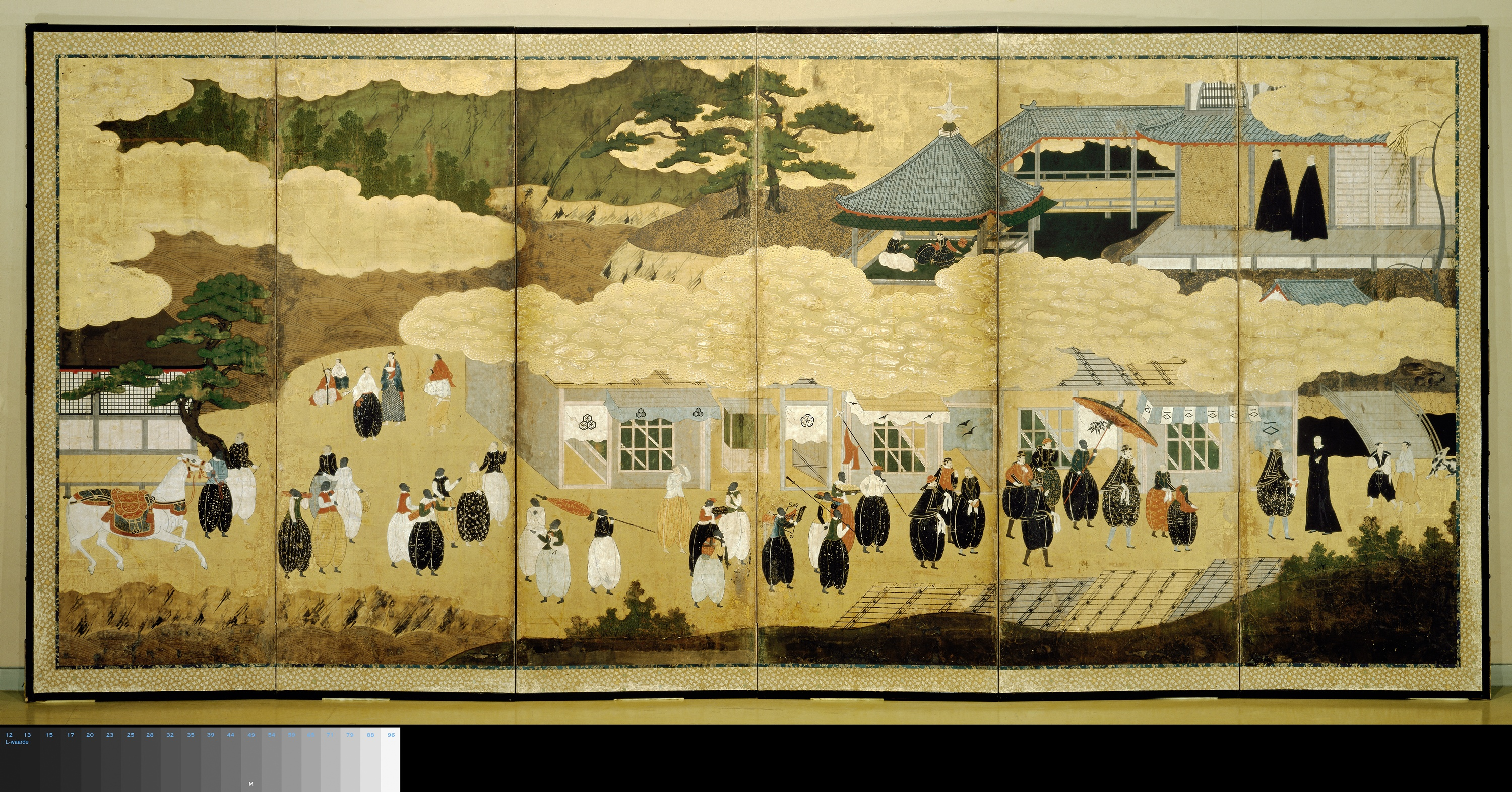
Panneau japonais représentant l'arrivée des Portugais. Début du XVIIe siècle.
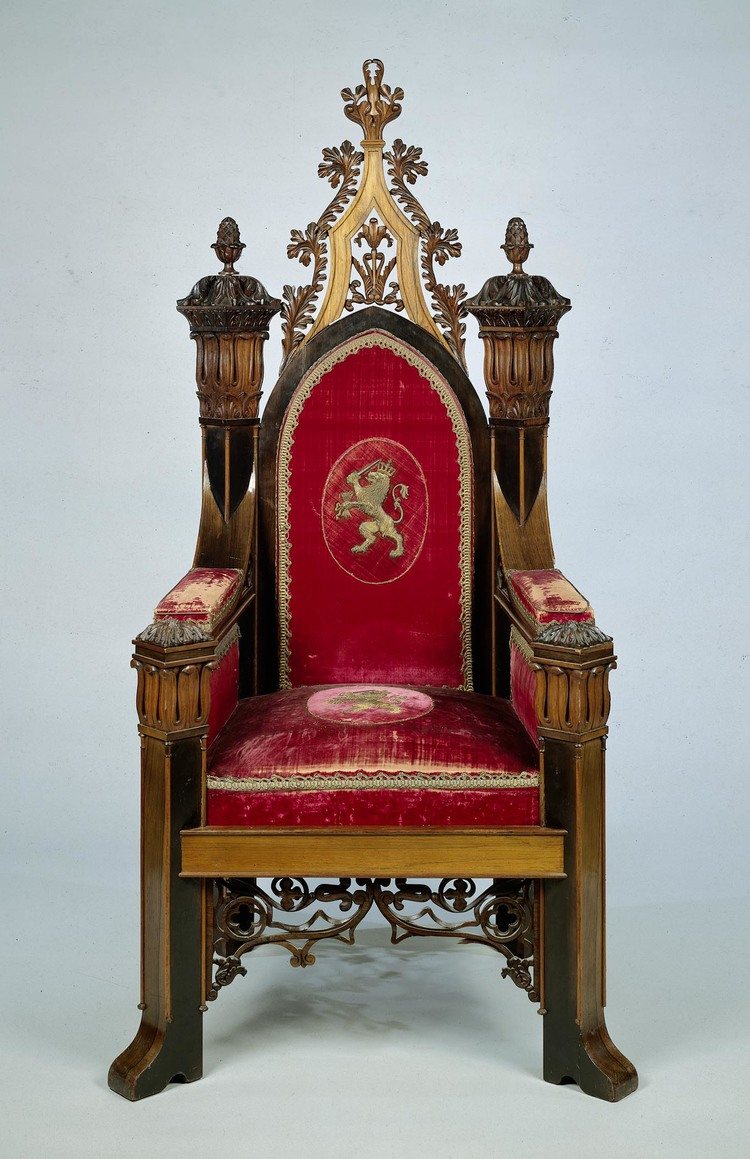
Trône de Guillaume II des Pays-Bas, 1838.
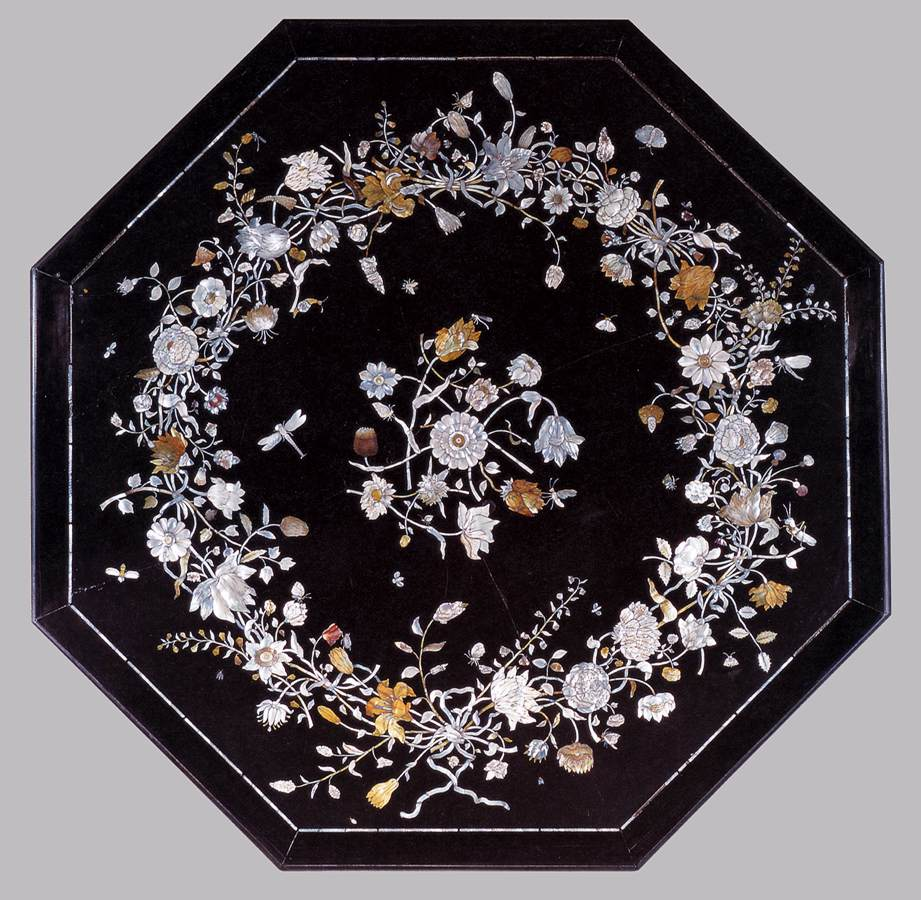
Table, XVIIe siècle.

Céramique
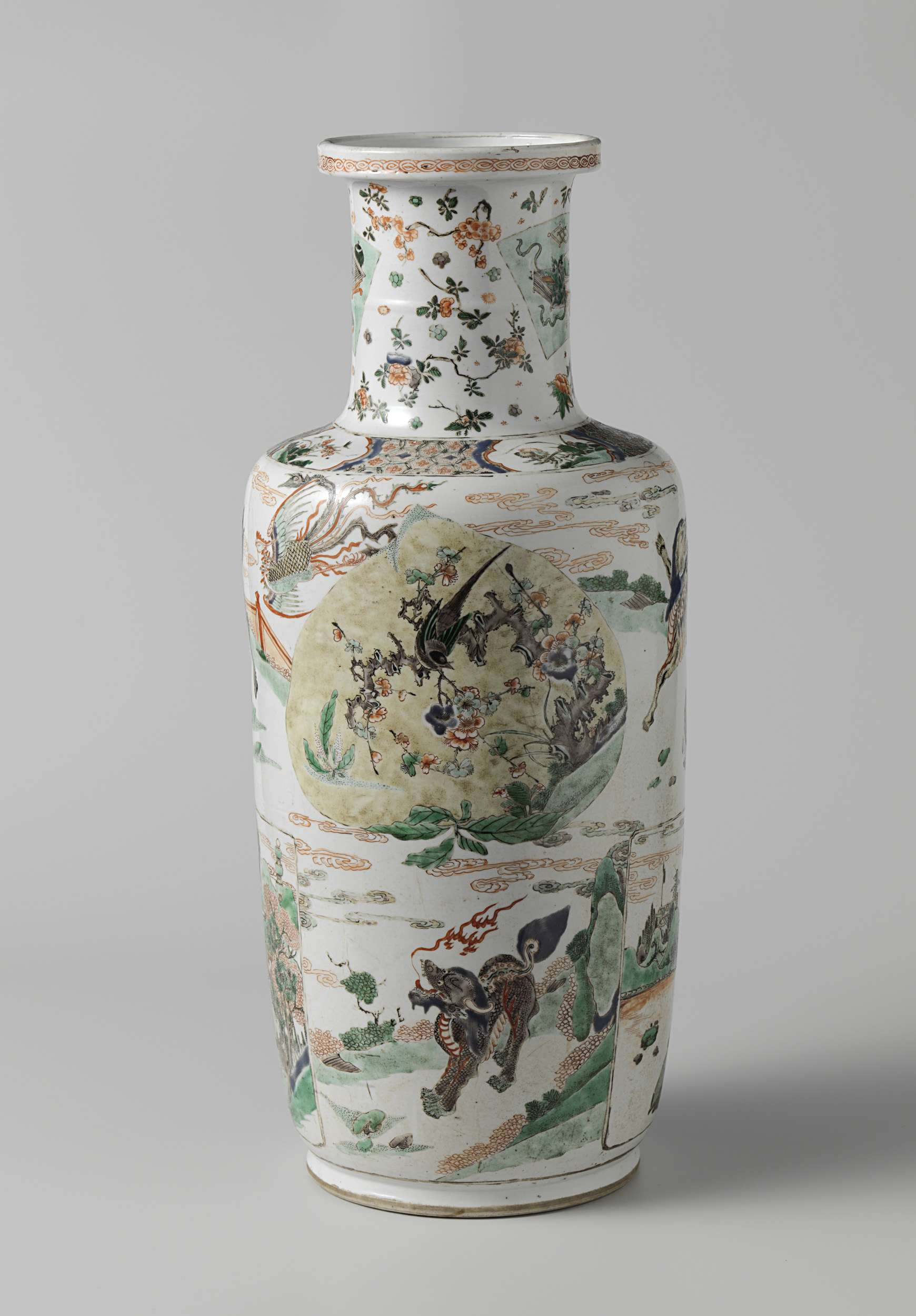
Céramique chinoise
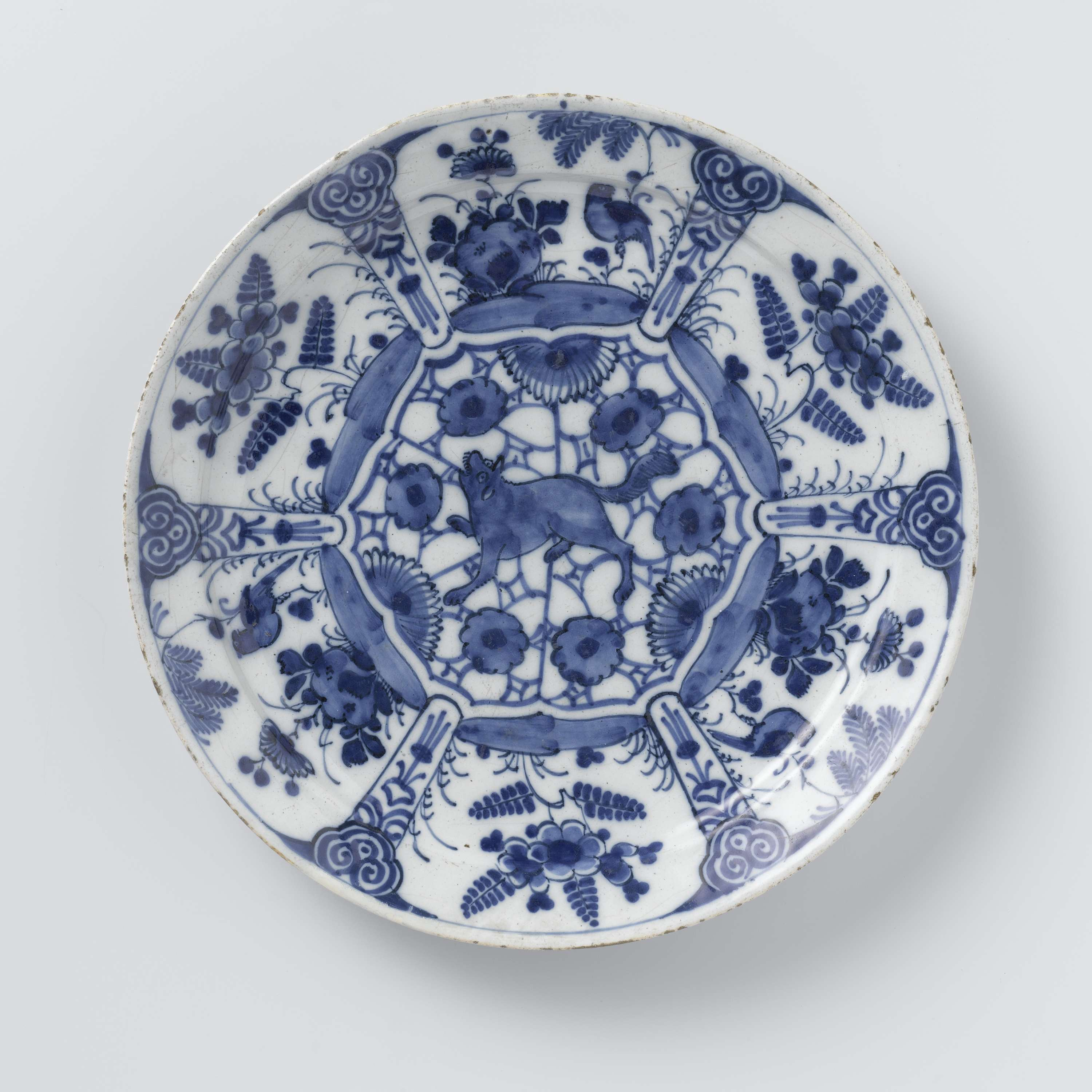
Faïence de Delft
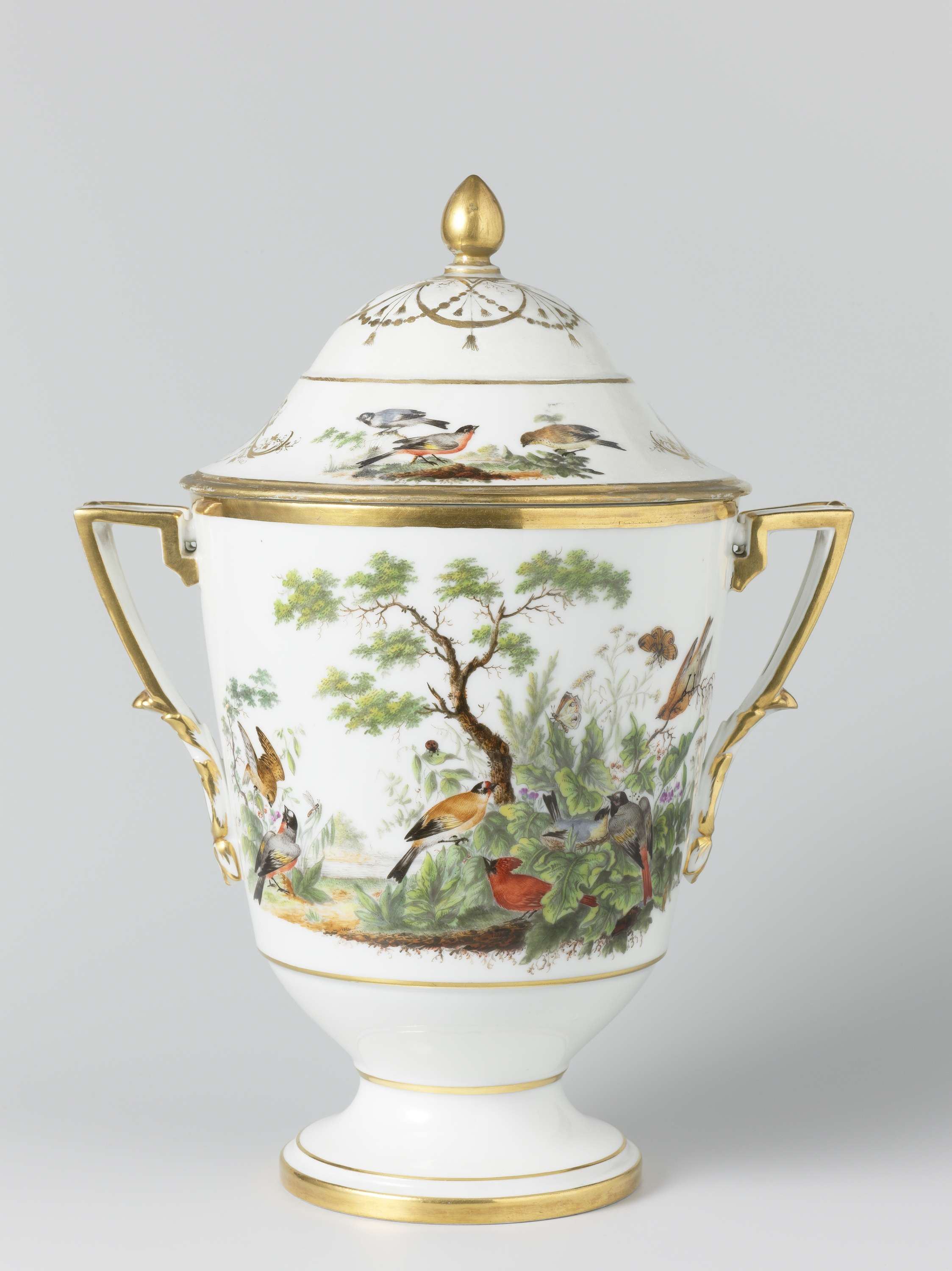
Céramique française
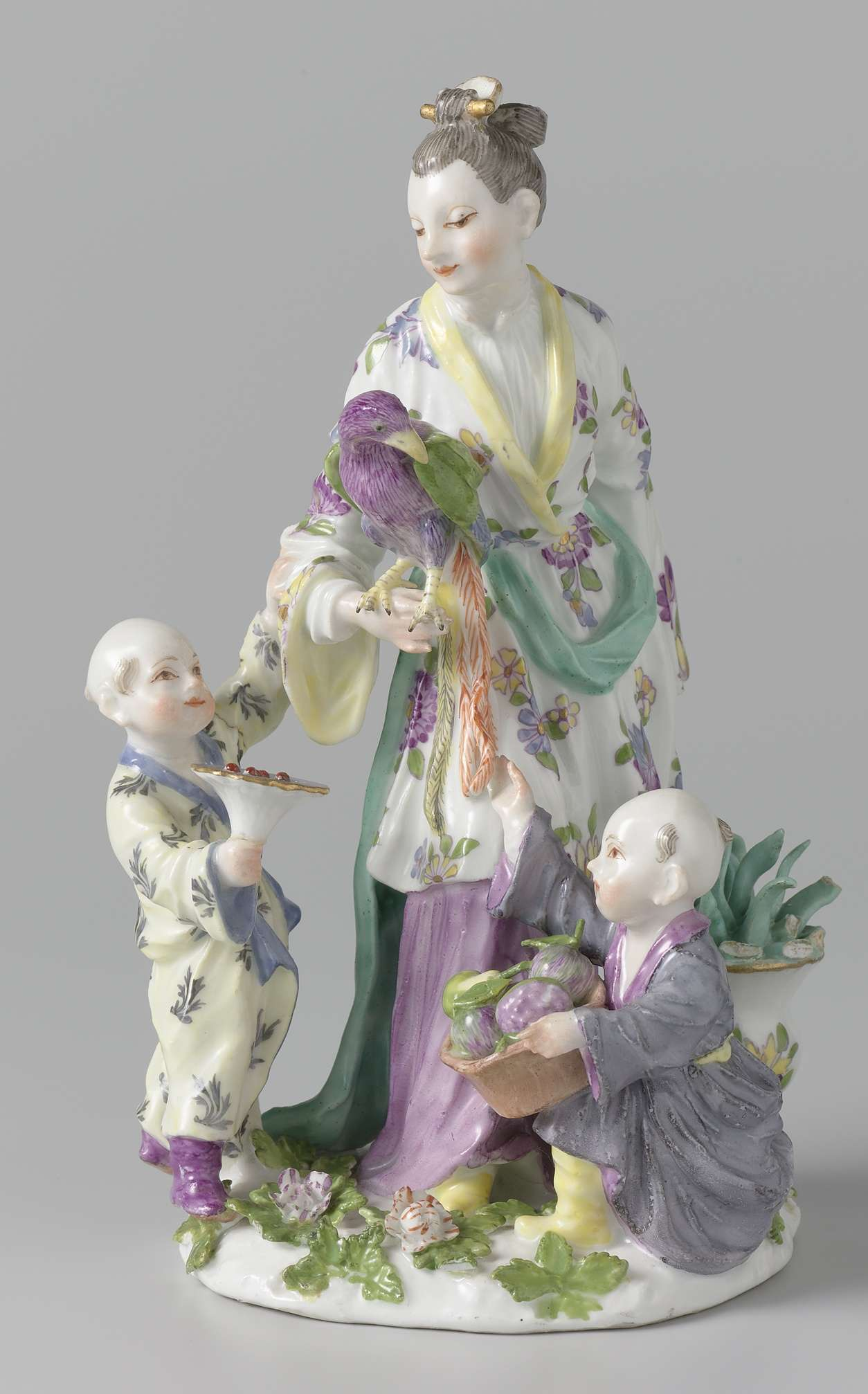
Céramique allemande
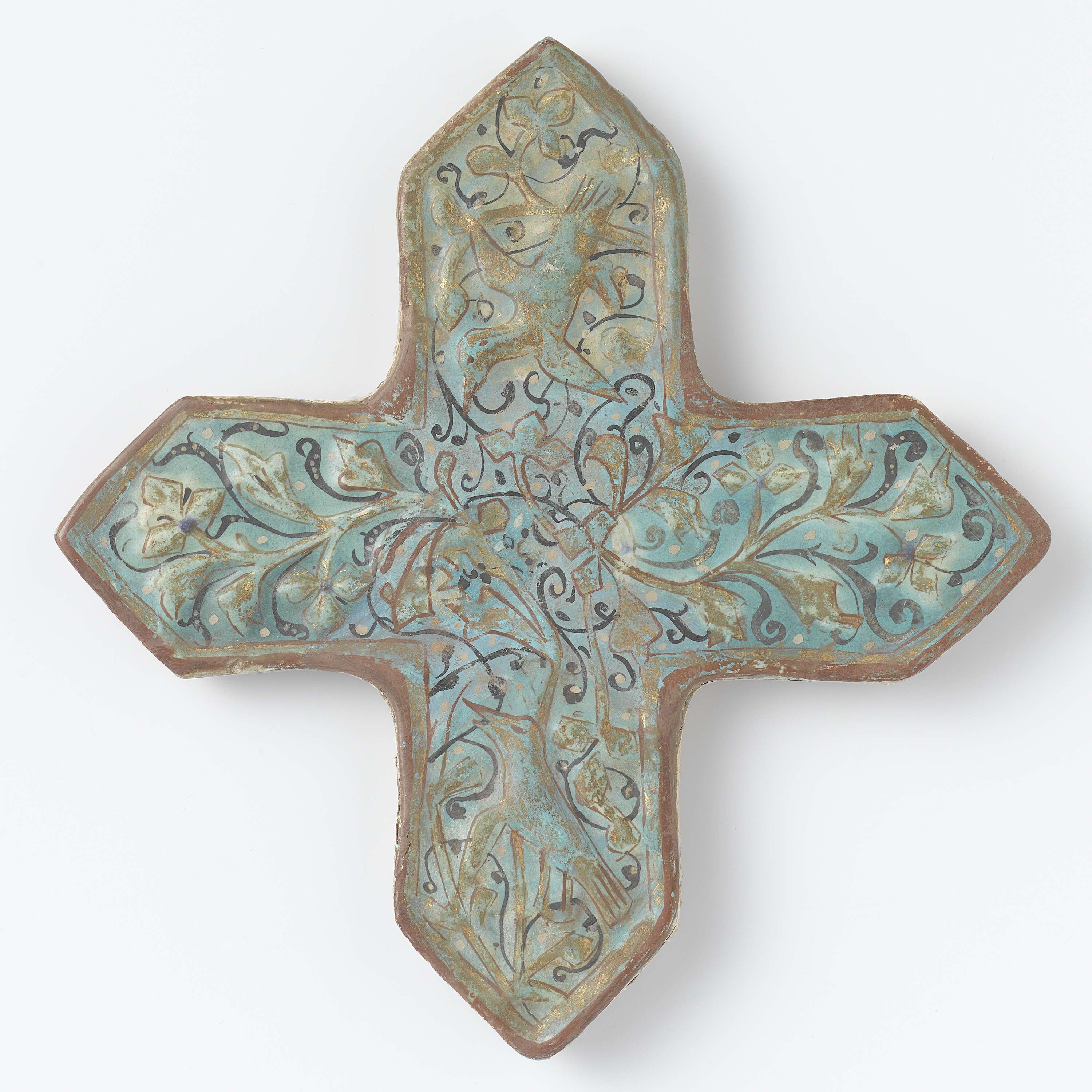
Céramique iranienne
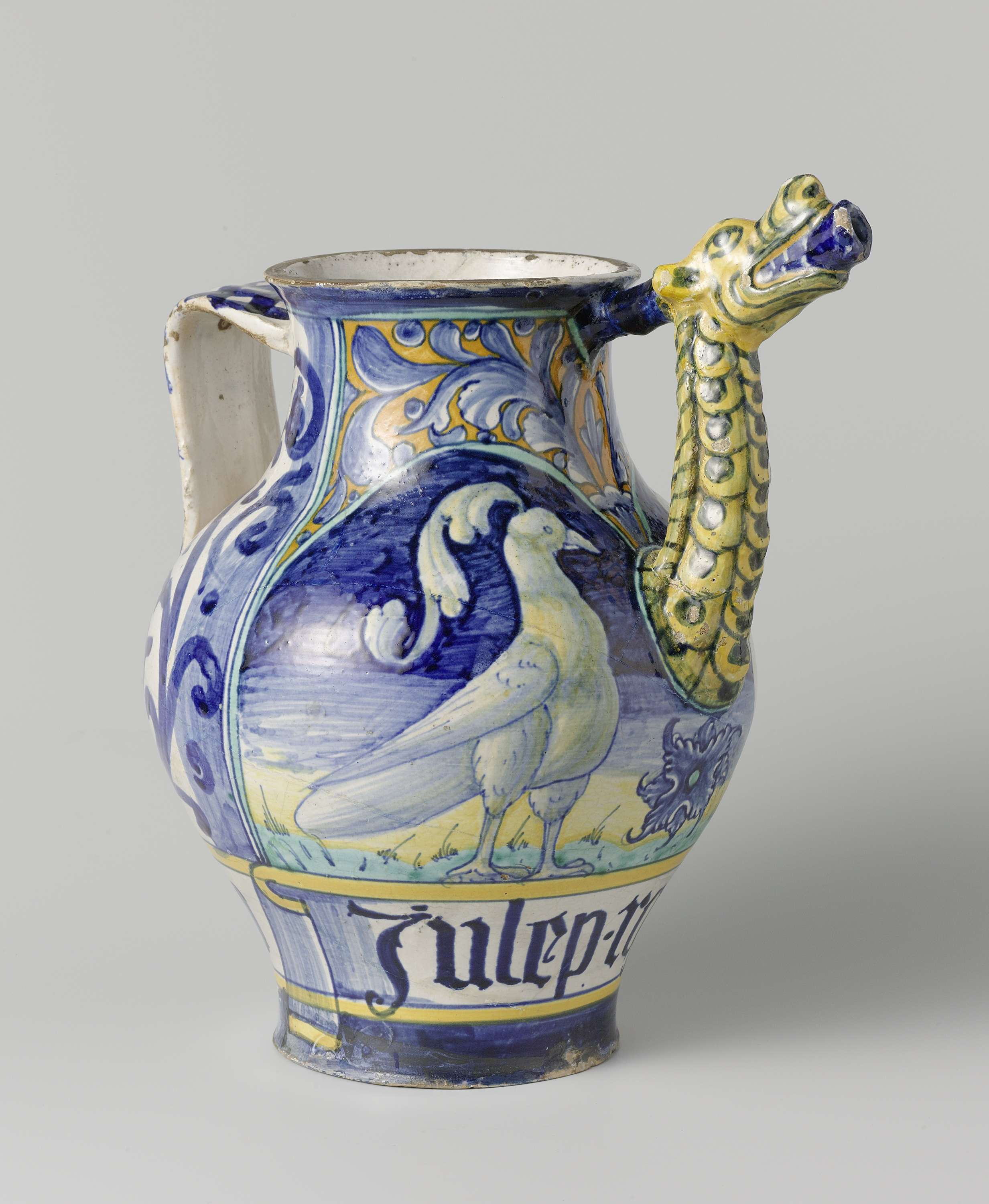
Céramique italienne
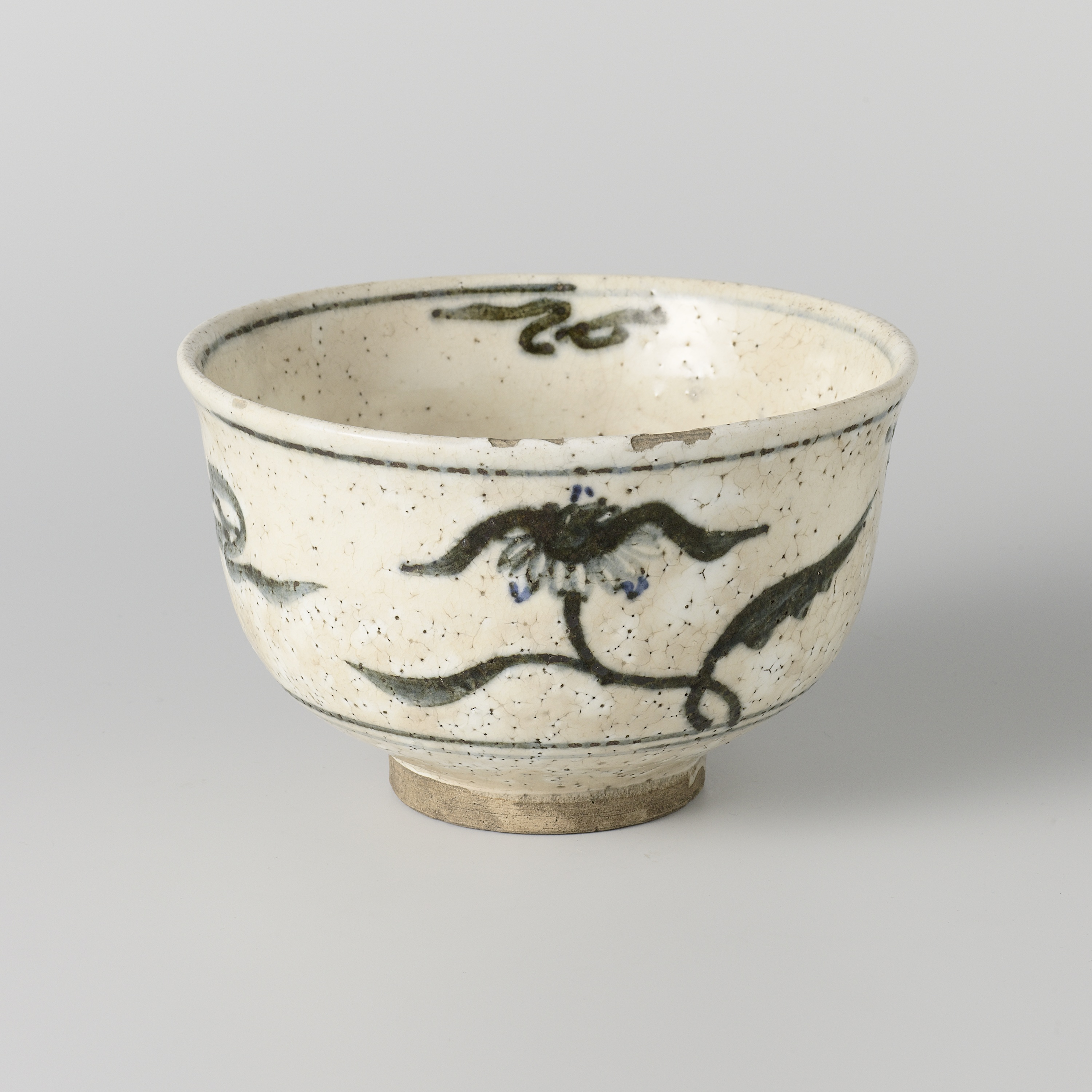
Céramique japonaise
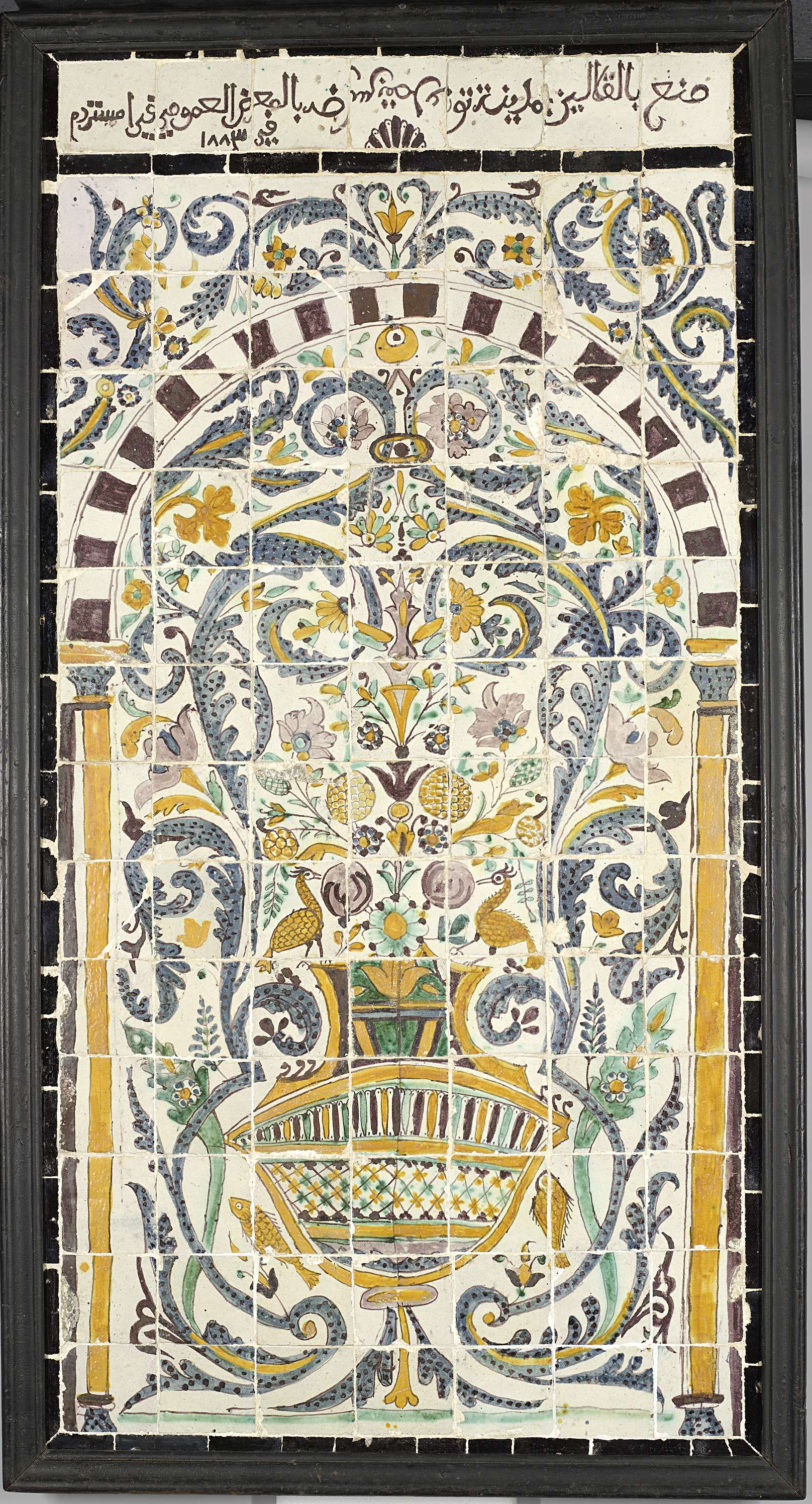
Céramique tunisienne

#### Art asiatique
La collection d’art asiatique provient en majeure partie de la Vereniging van Vrienden der Aziatische Kunst (l’« Union des Amis de l’art asiatique ») et donne un aperçu du développement, entre autres de l’art chinois, japonais et indien, d’un point de vue asiatique. Des porcelaines d’exportation chinoises et japonaises, ainsi que des meubles coloniaux font cependant également partie de cette collection.

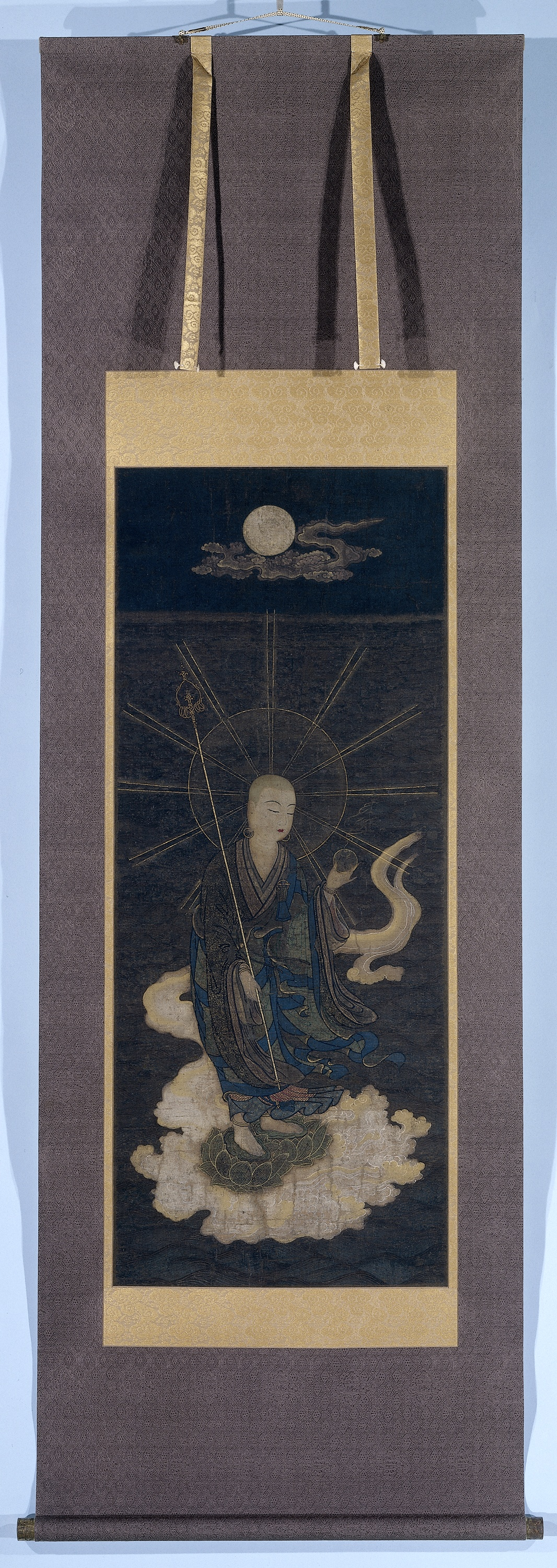
Bodhisattva Jizo
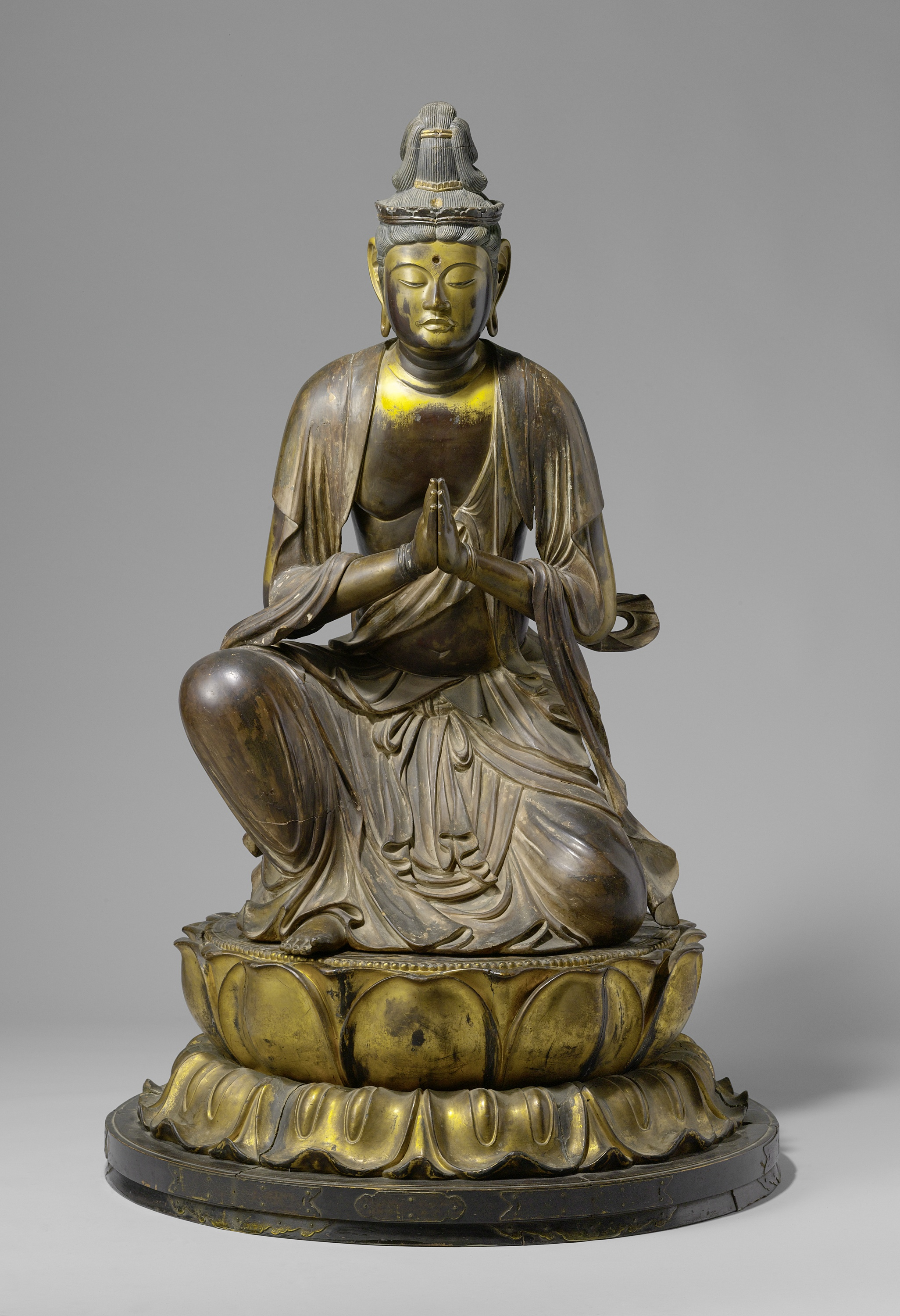
Bodhisattva Seishi
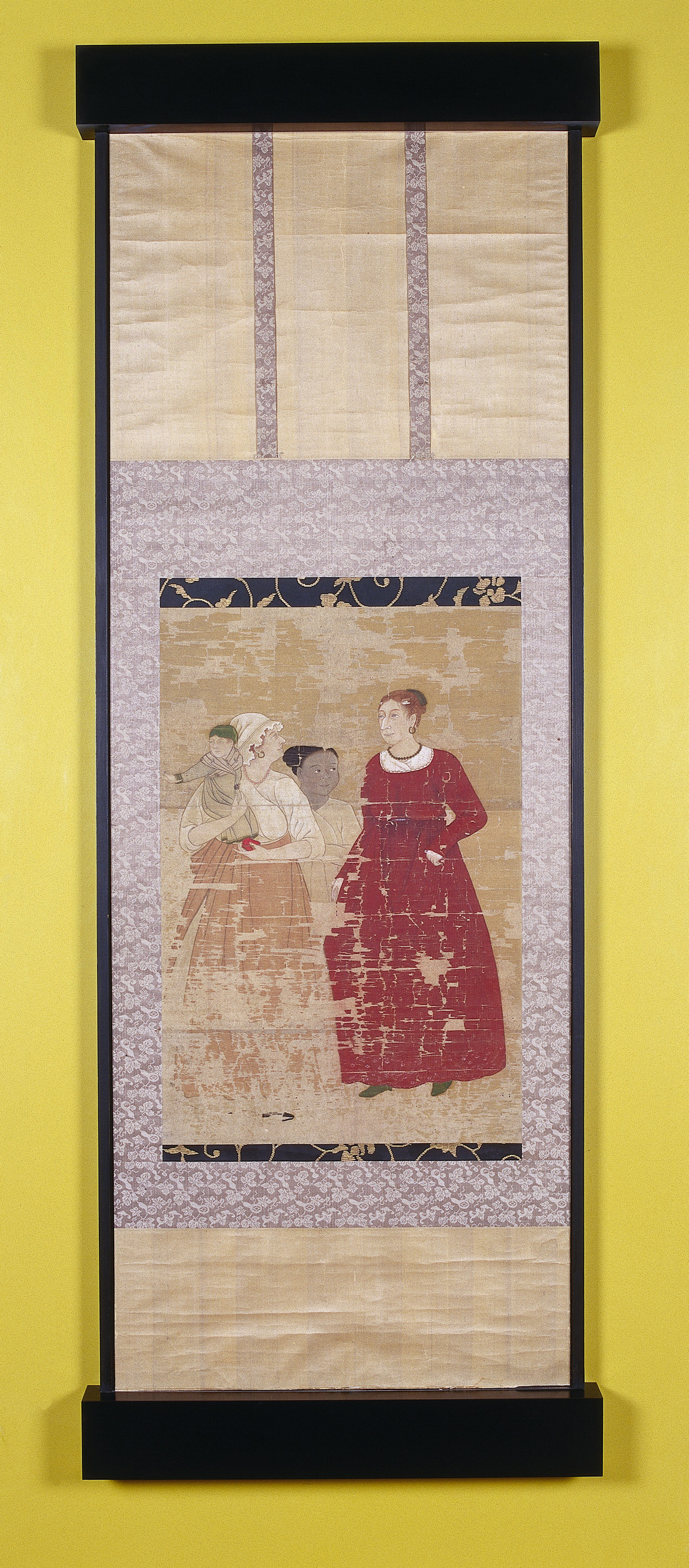
Kakemono
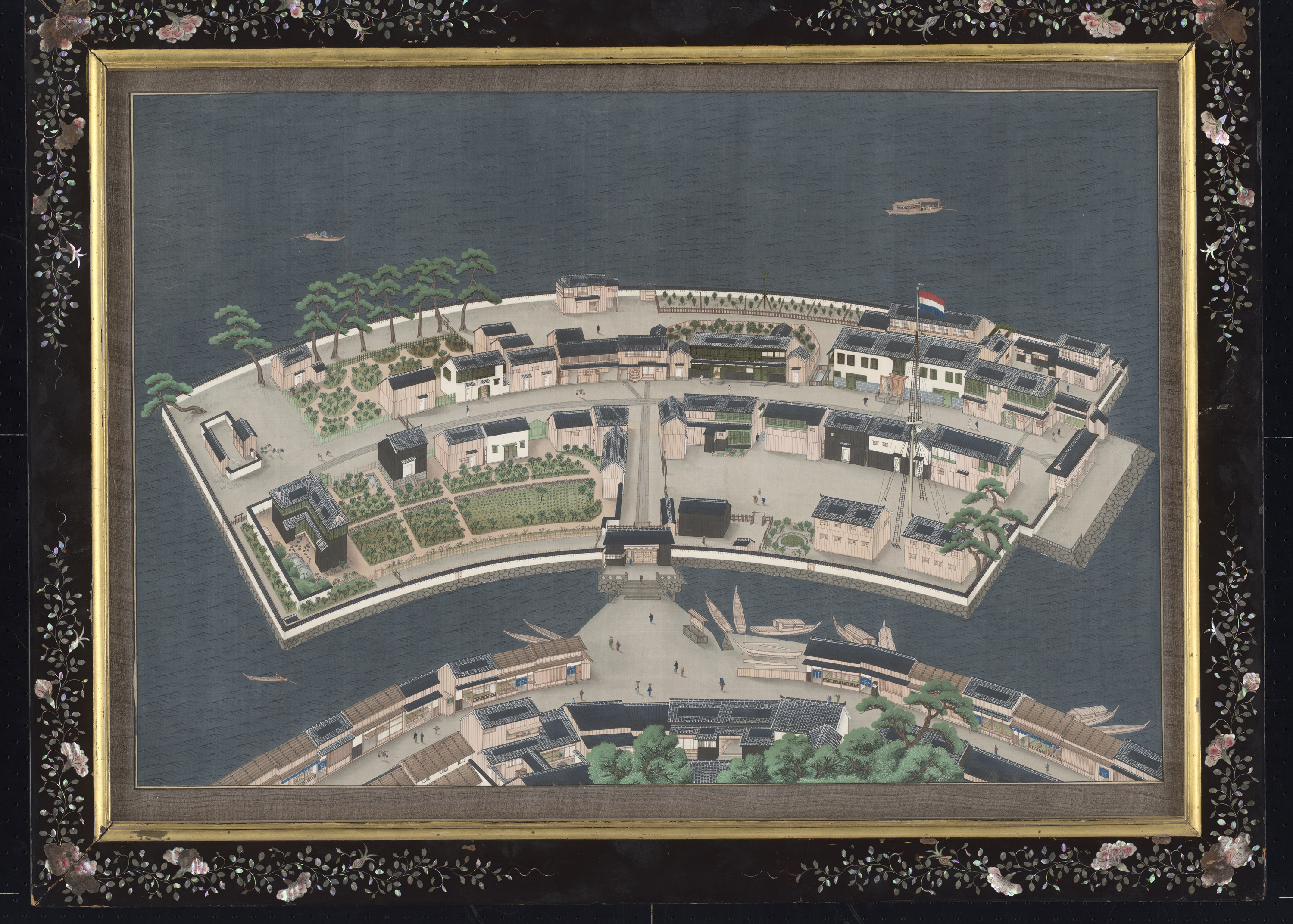
L'île de Deshima
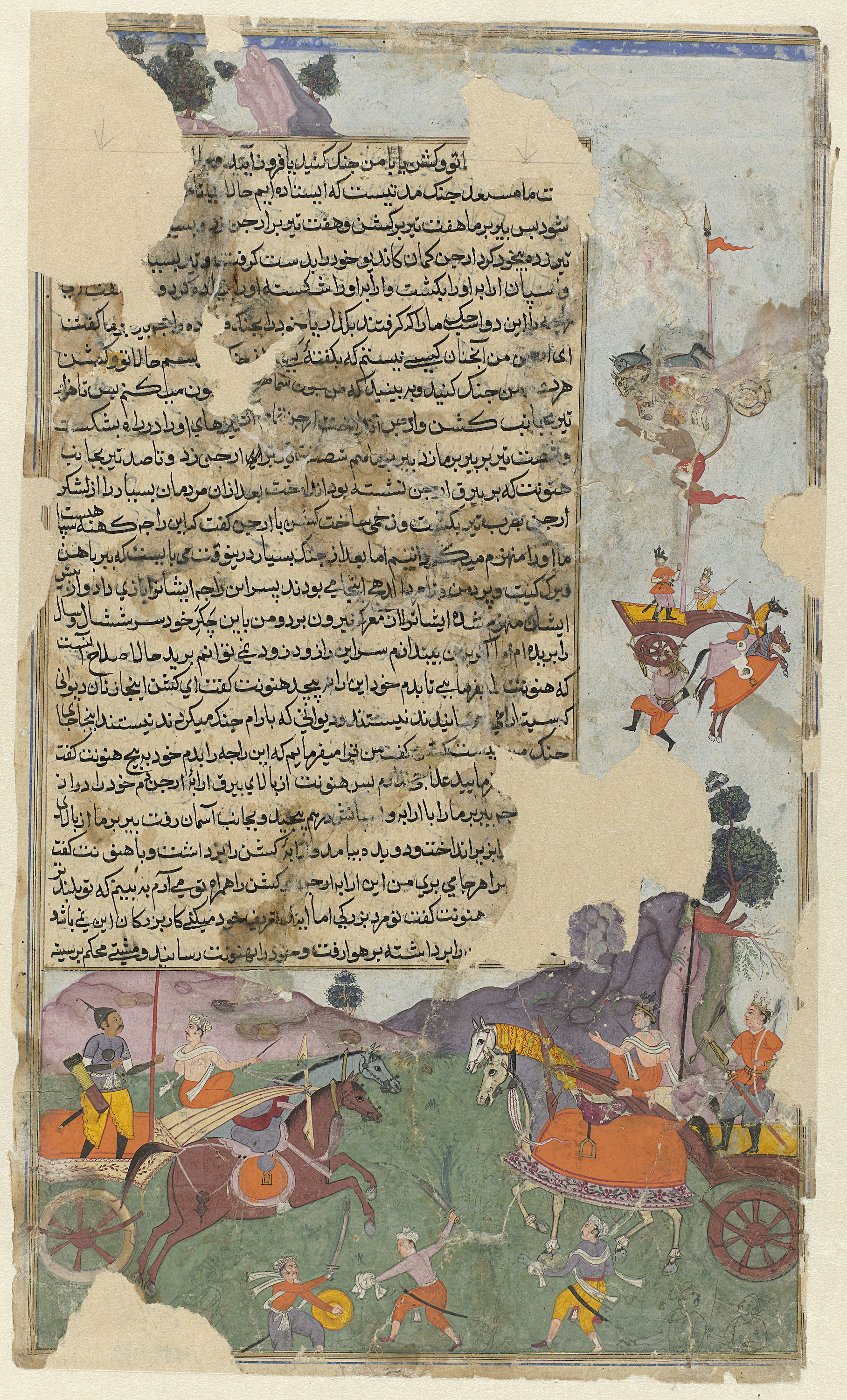
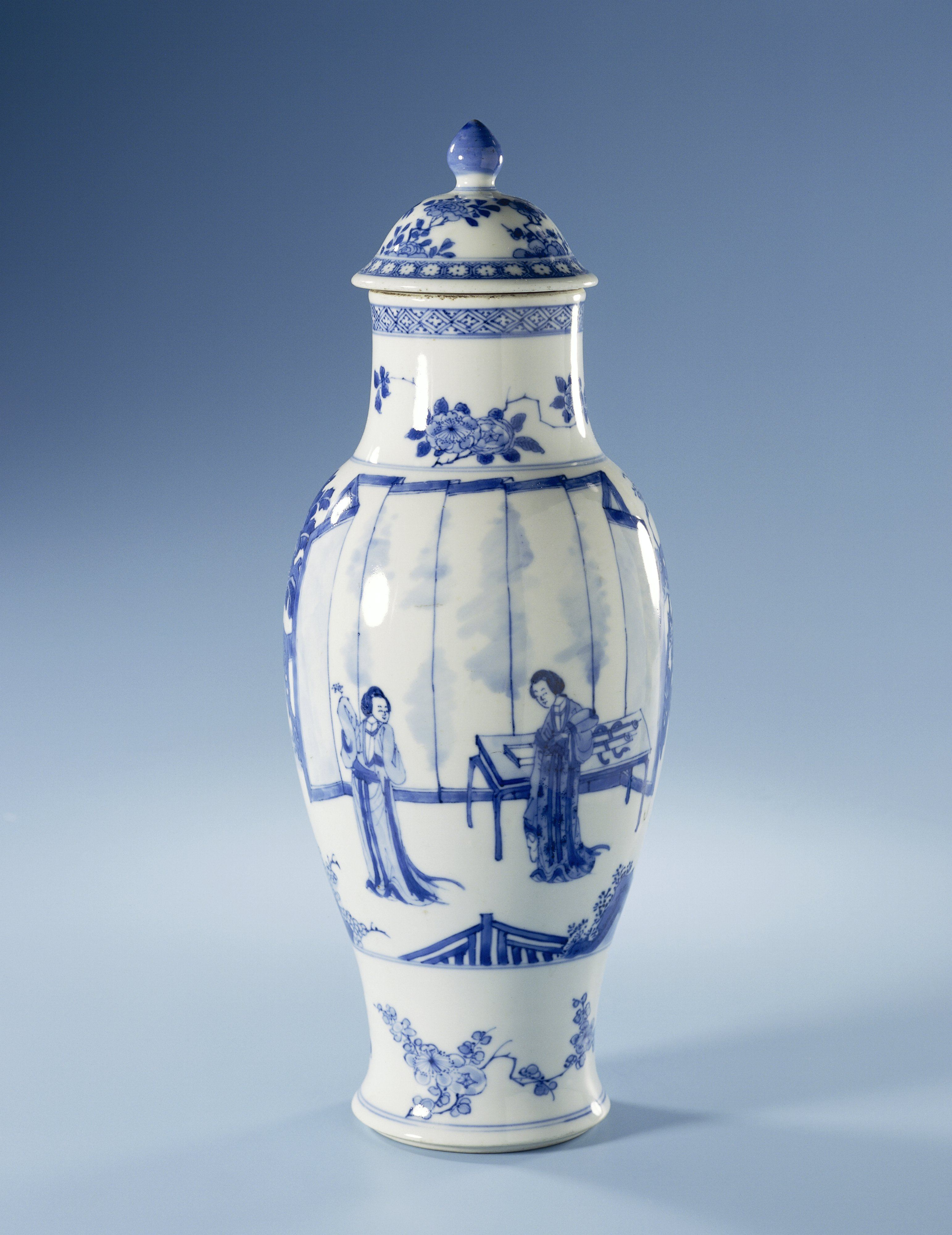
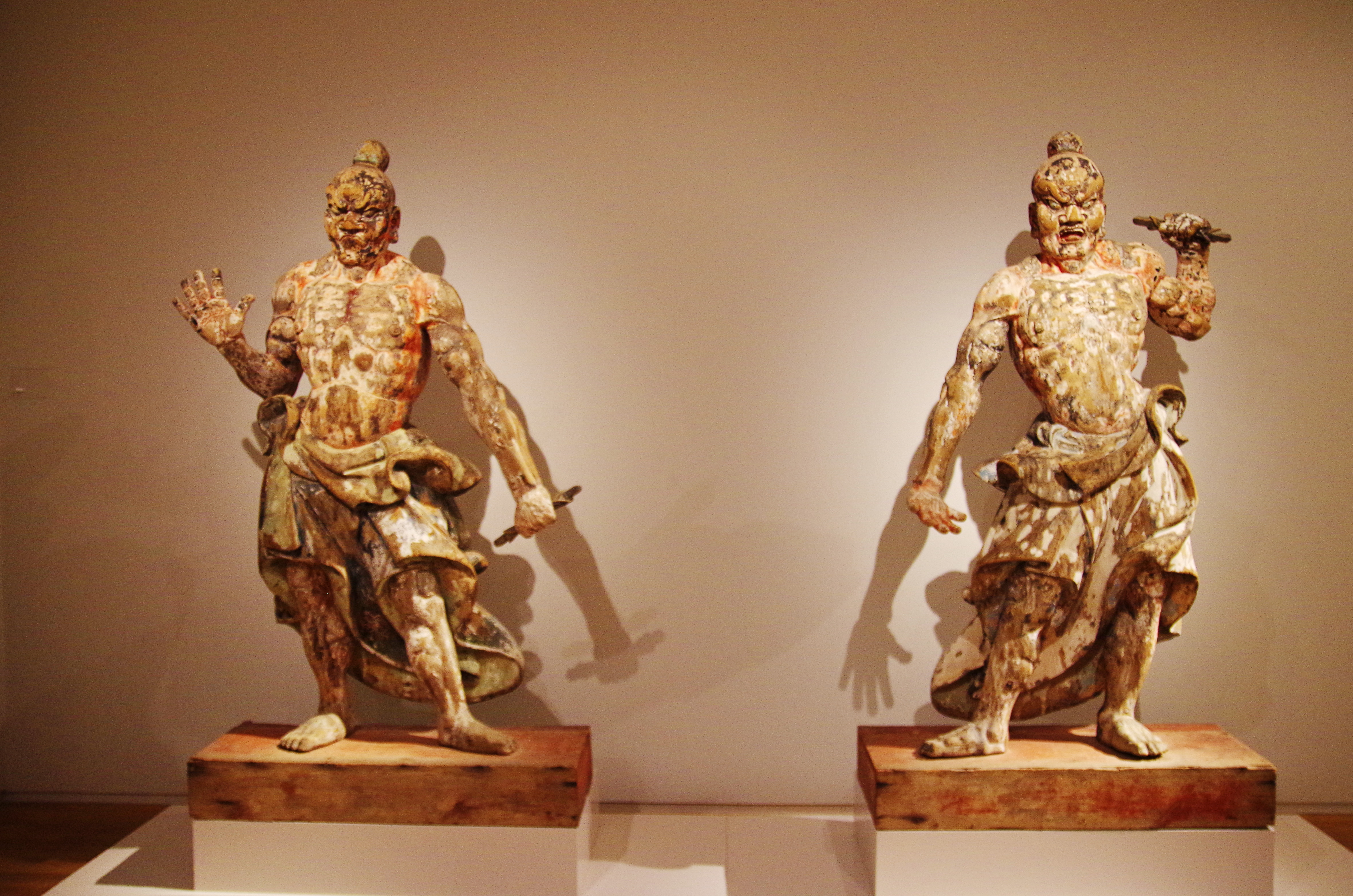
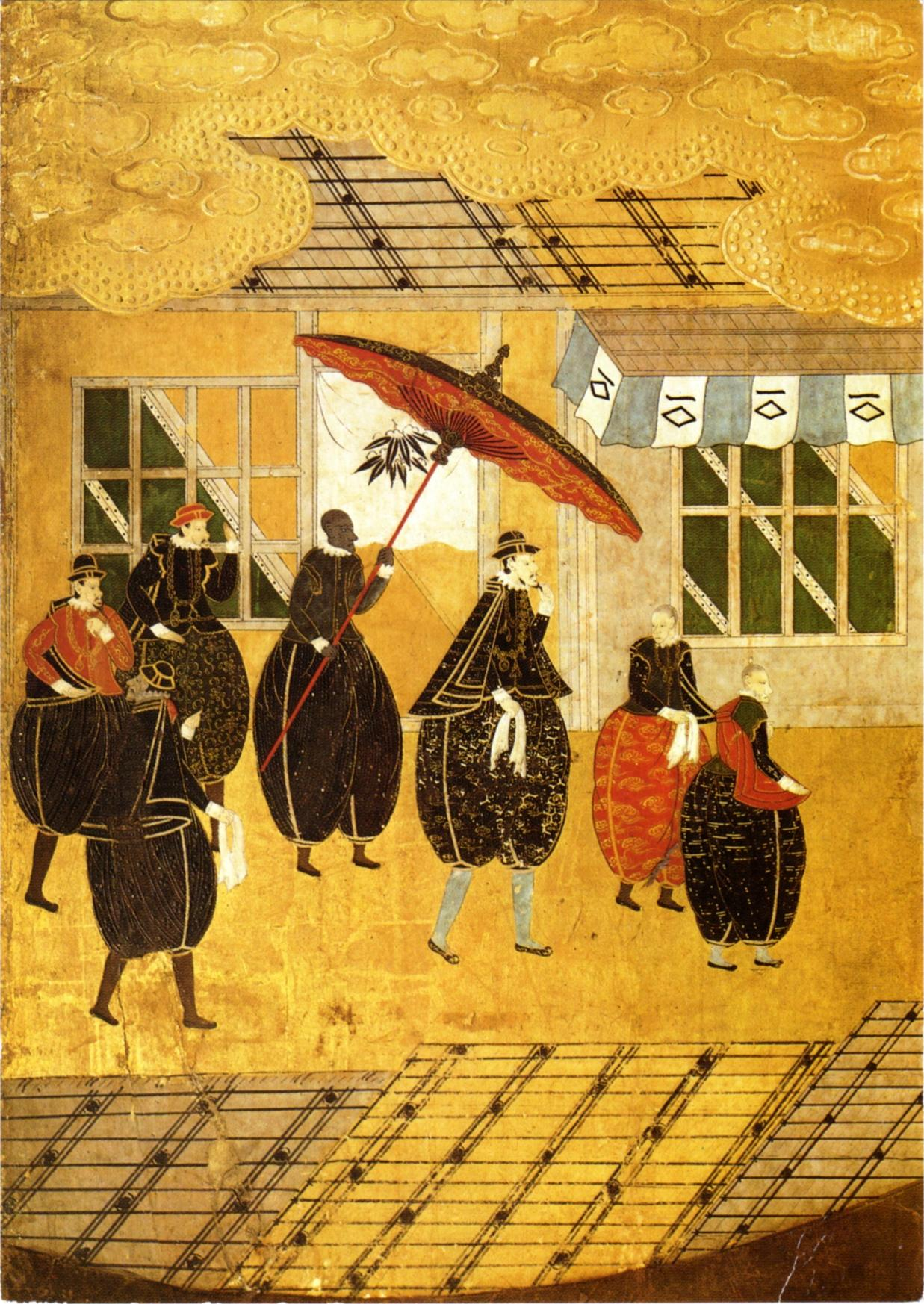
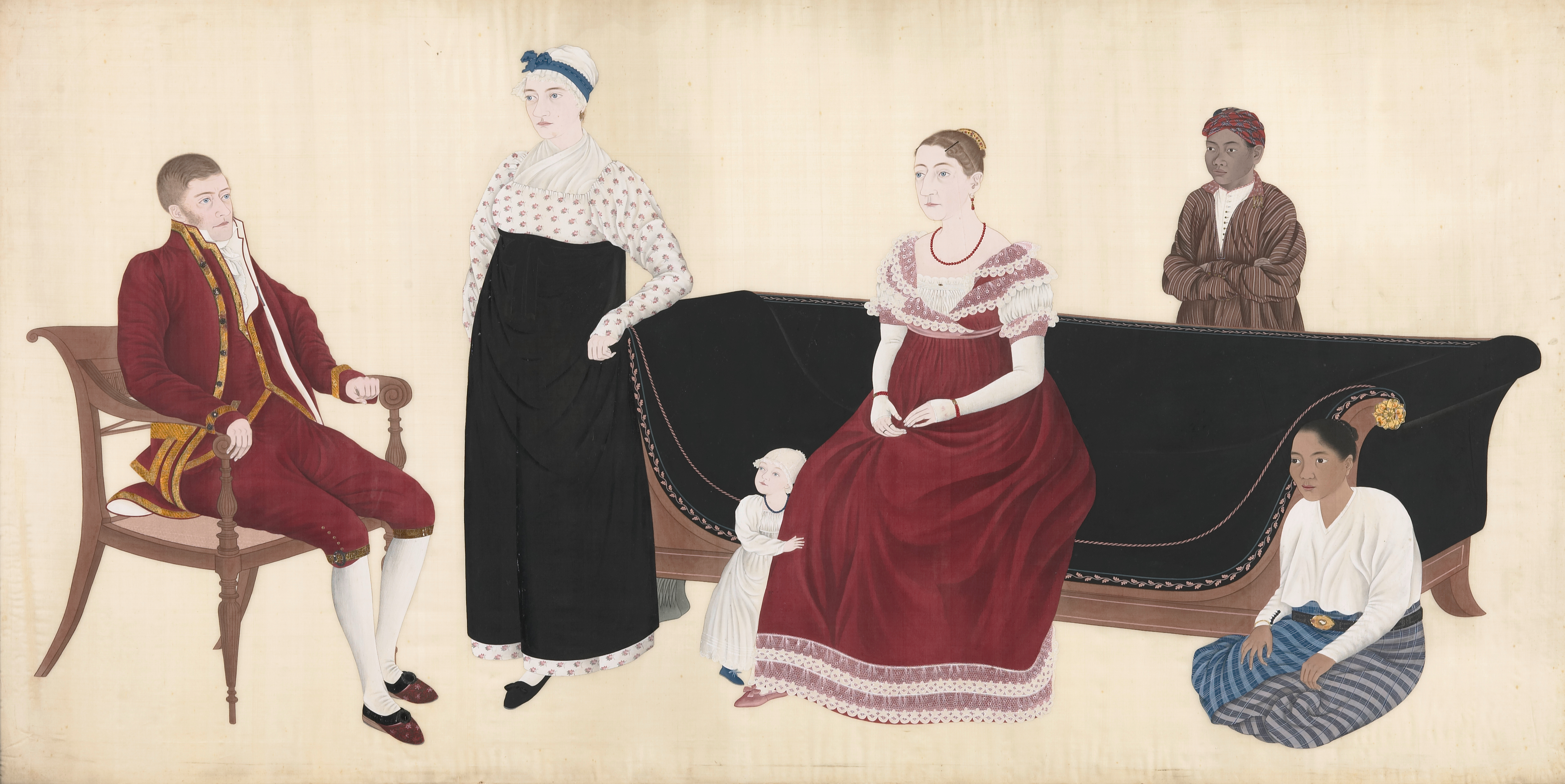
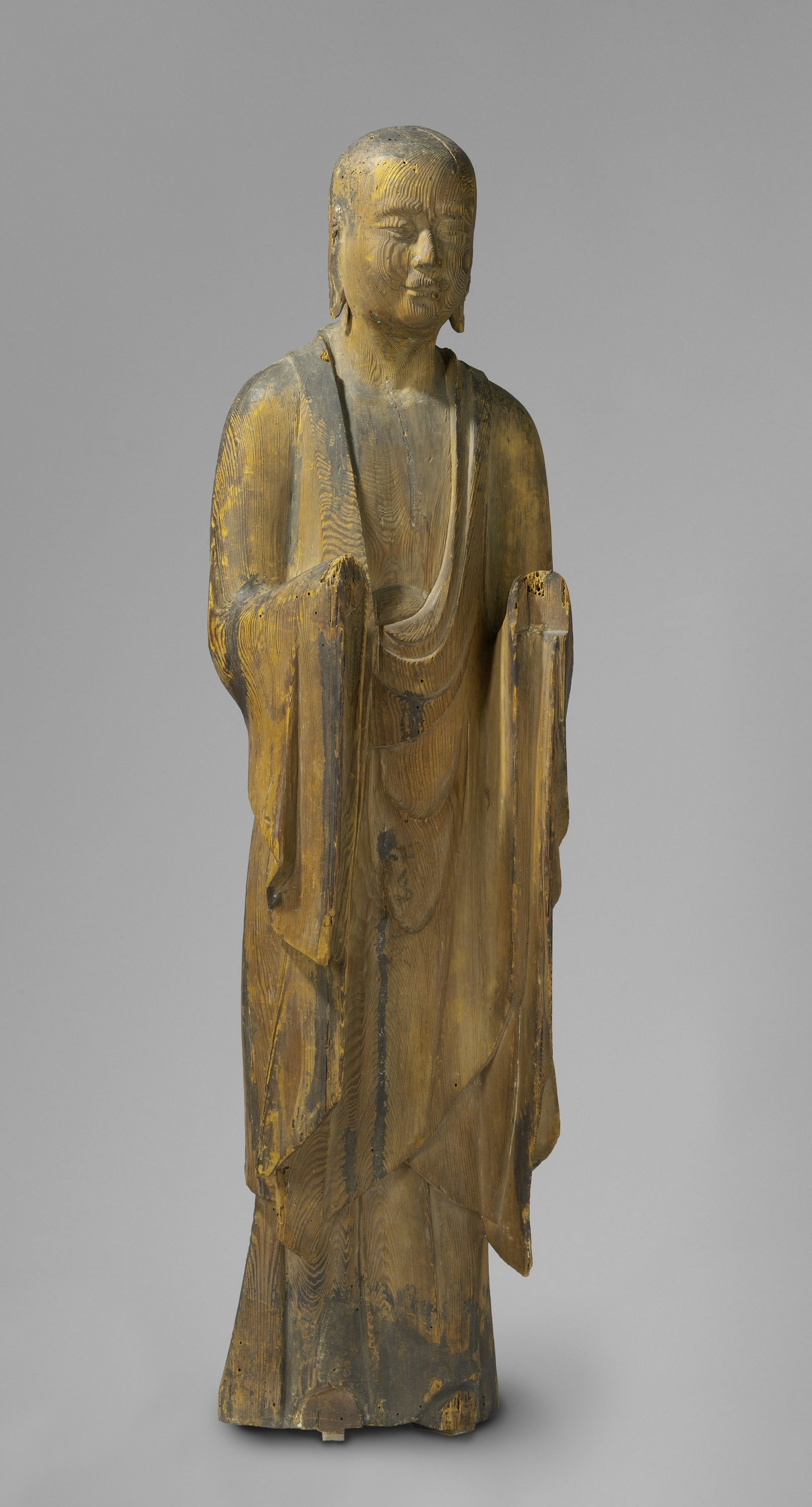
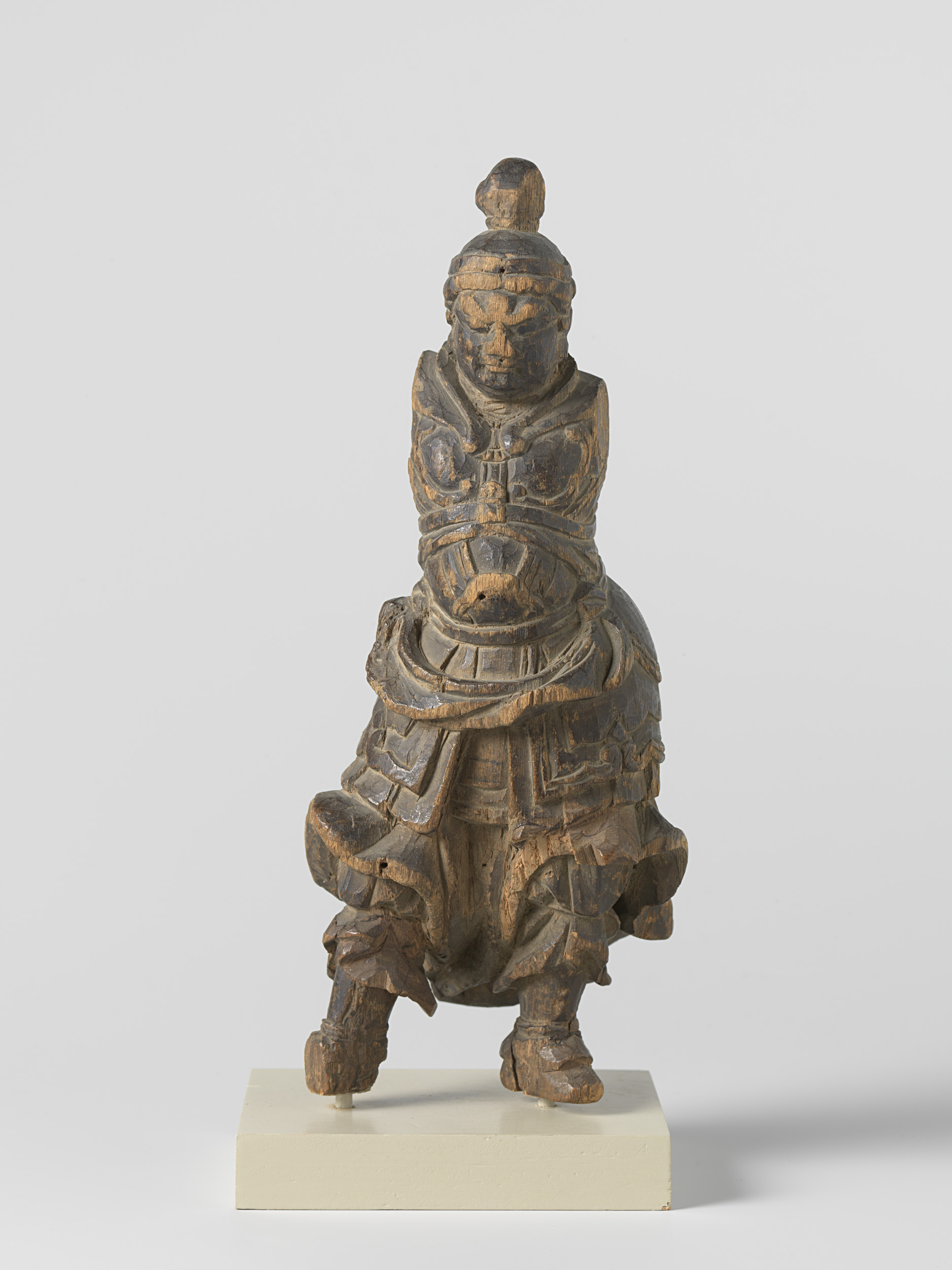
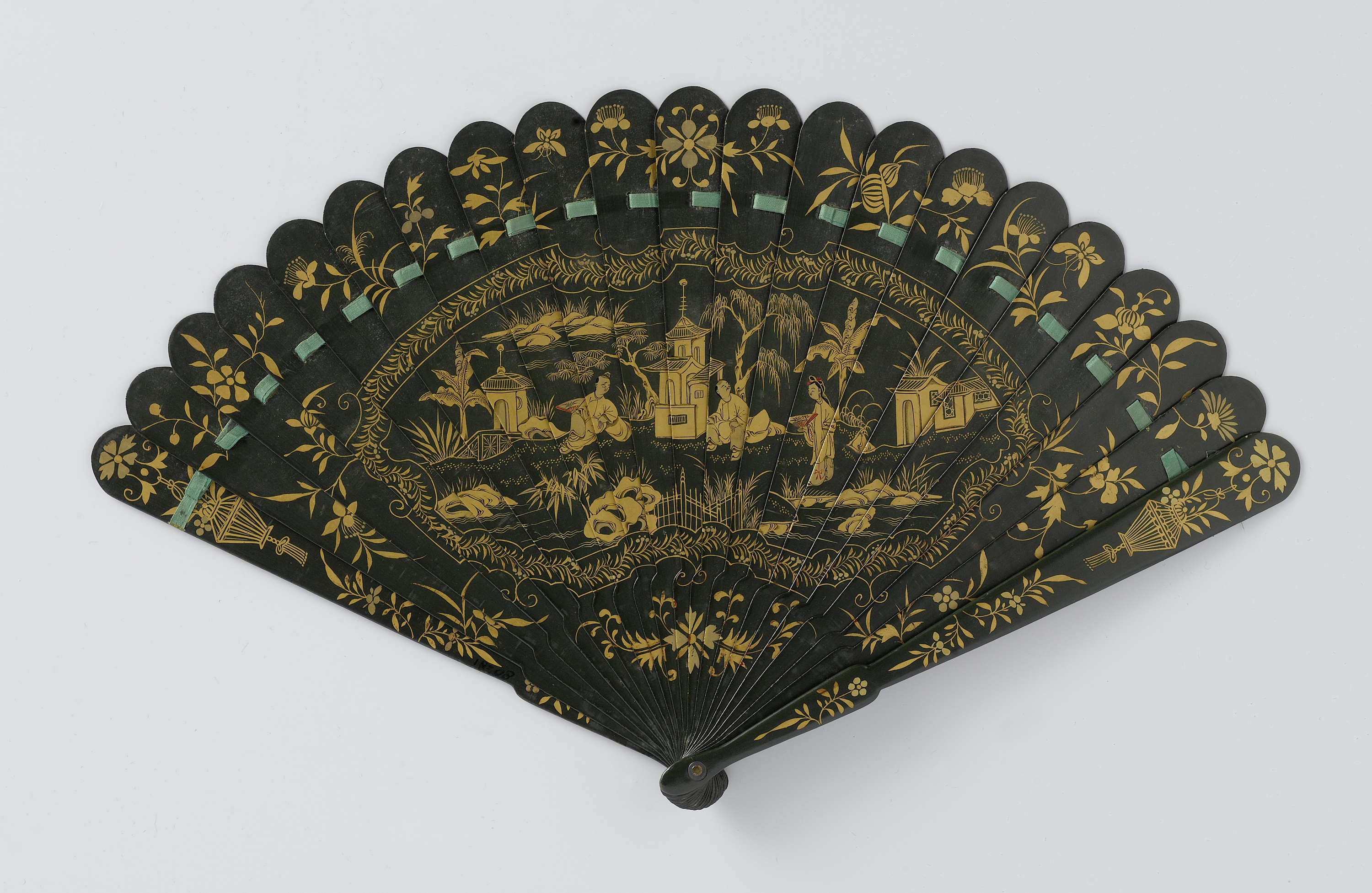
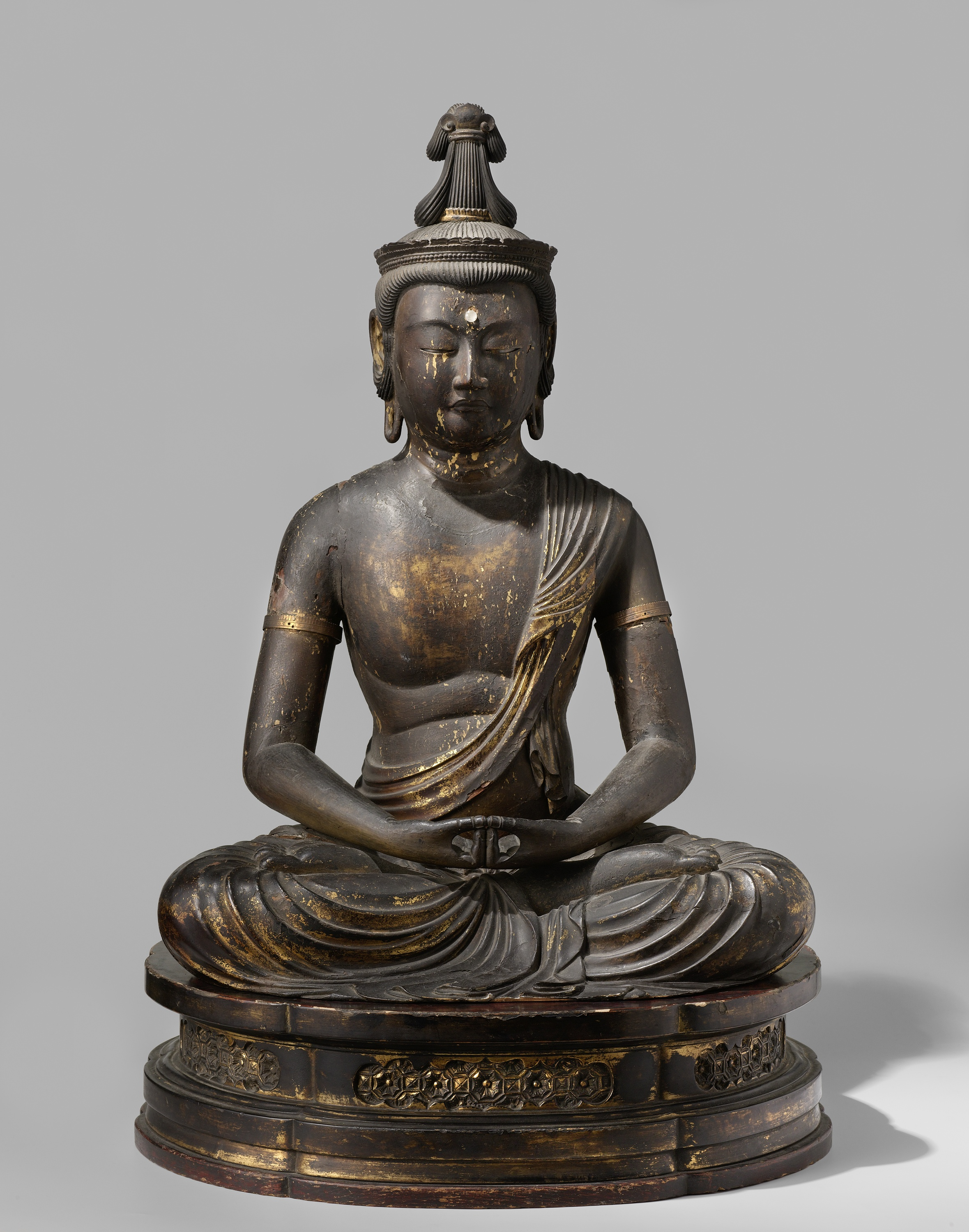
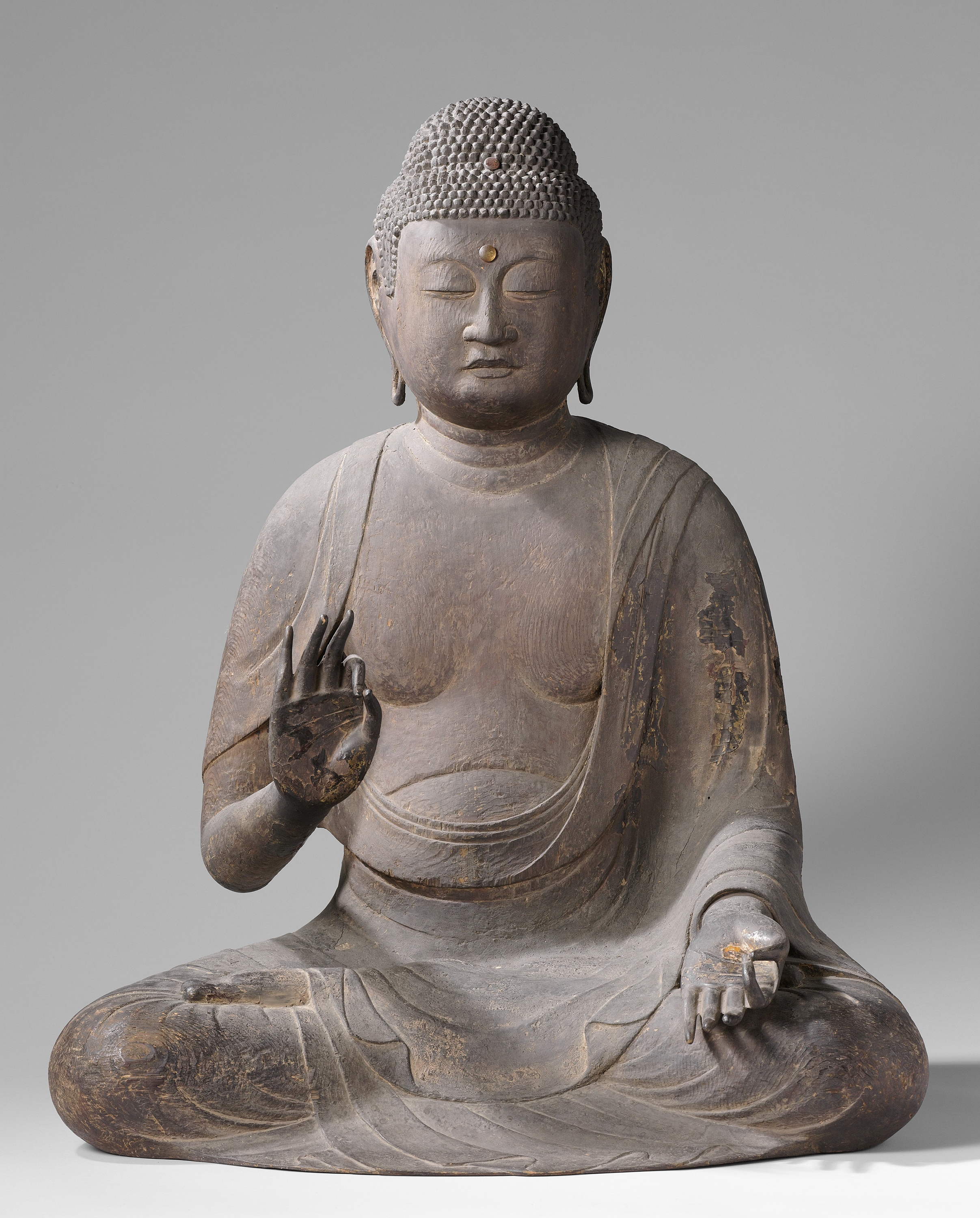
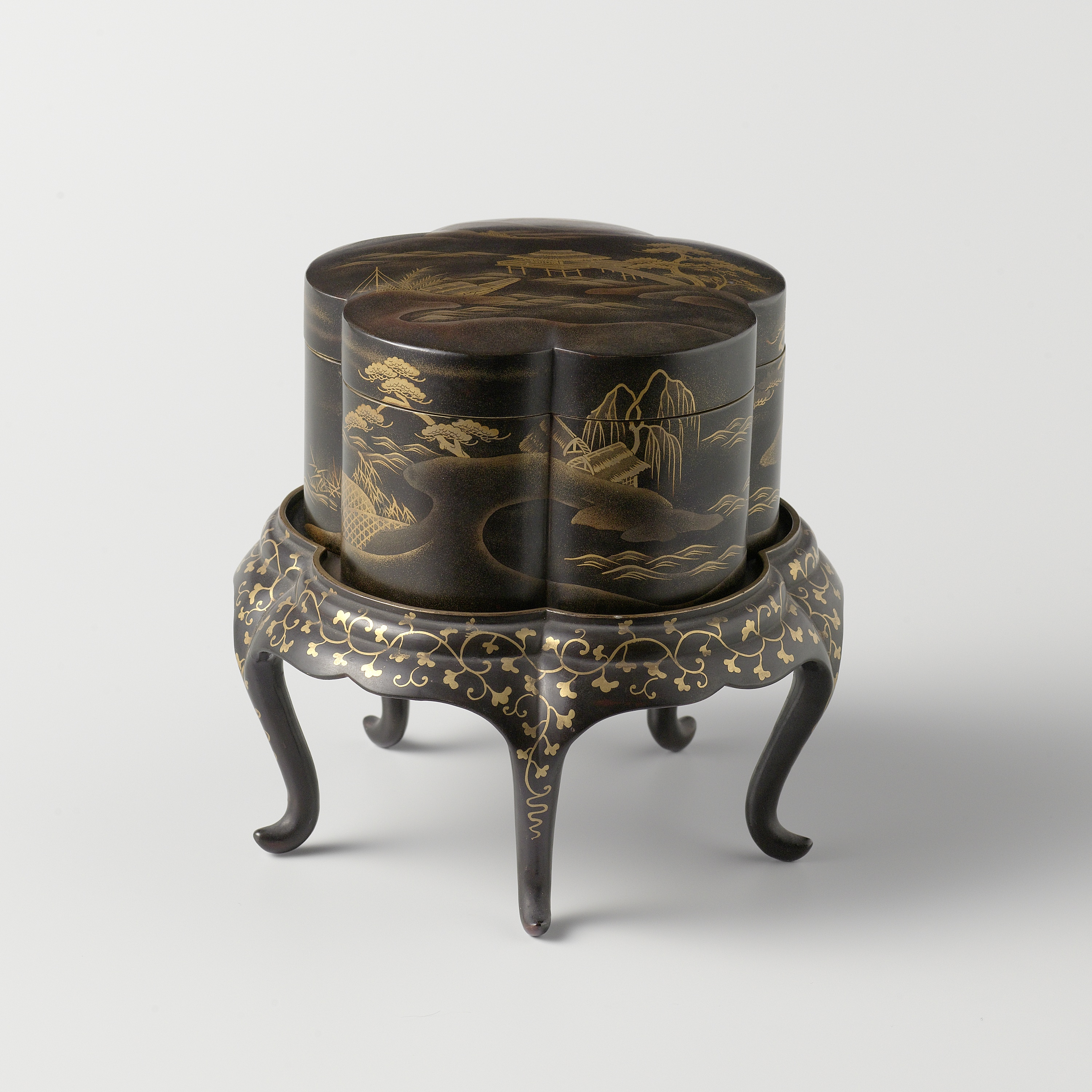
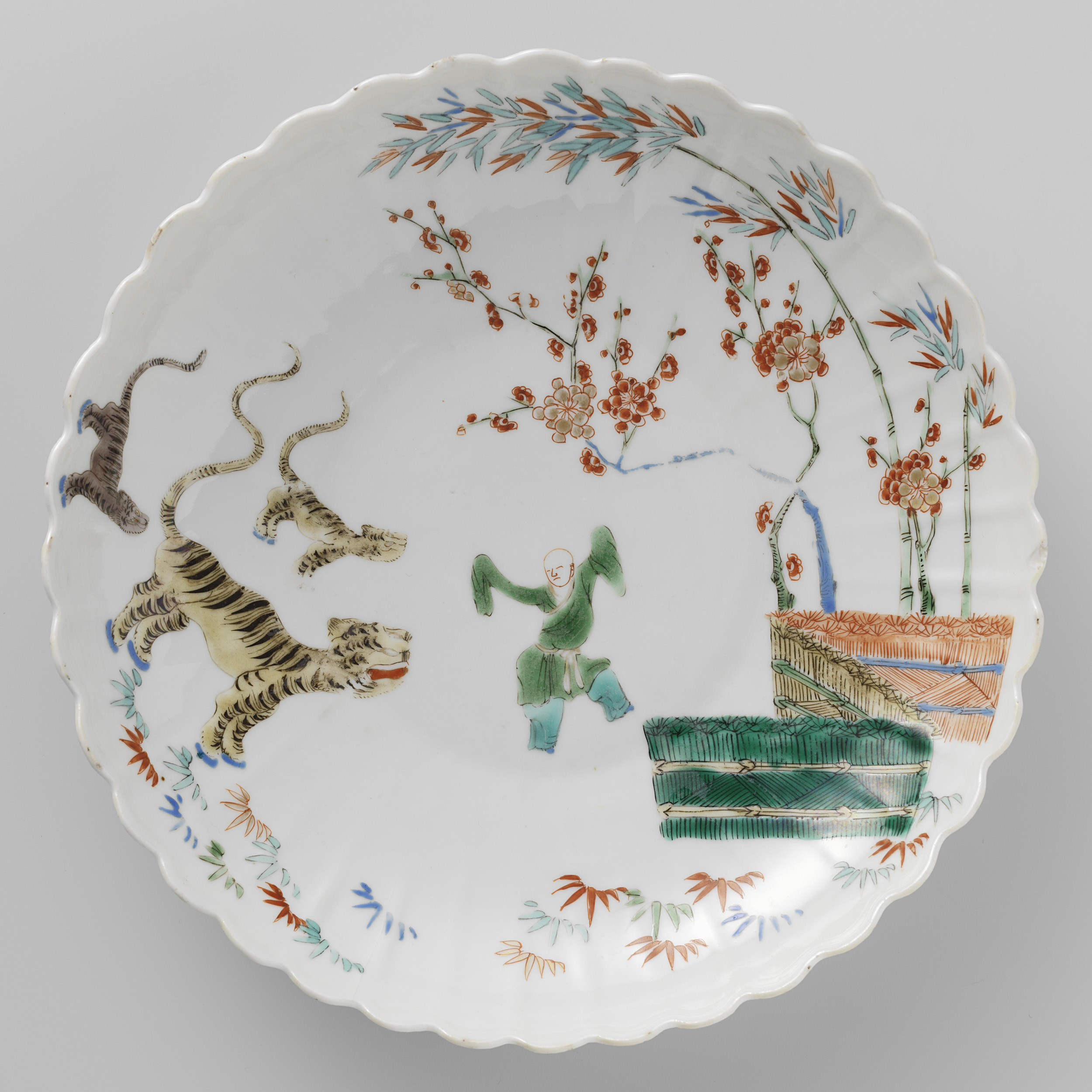

## Bibliothèque

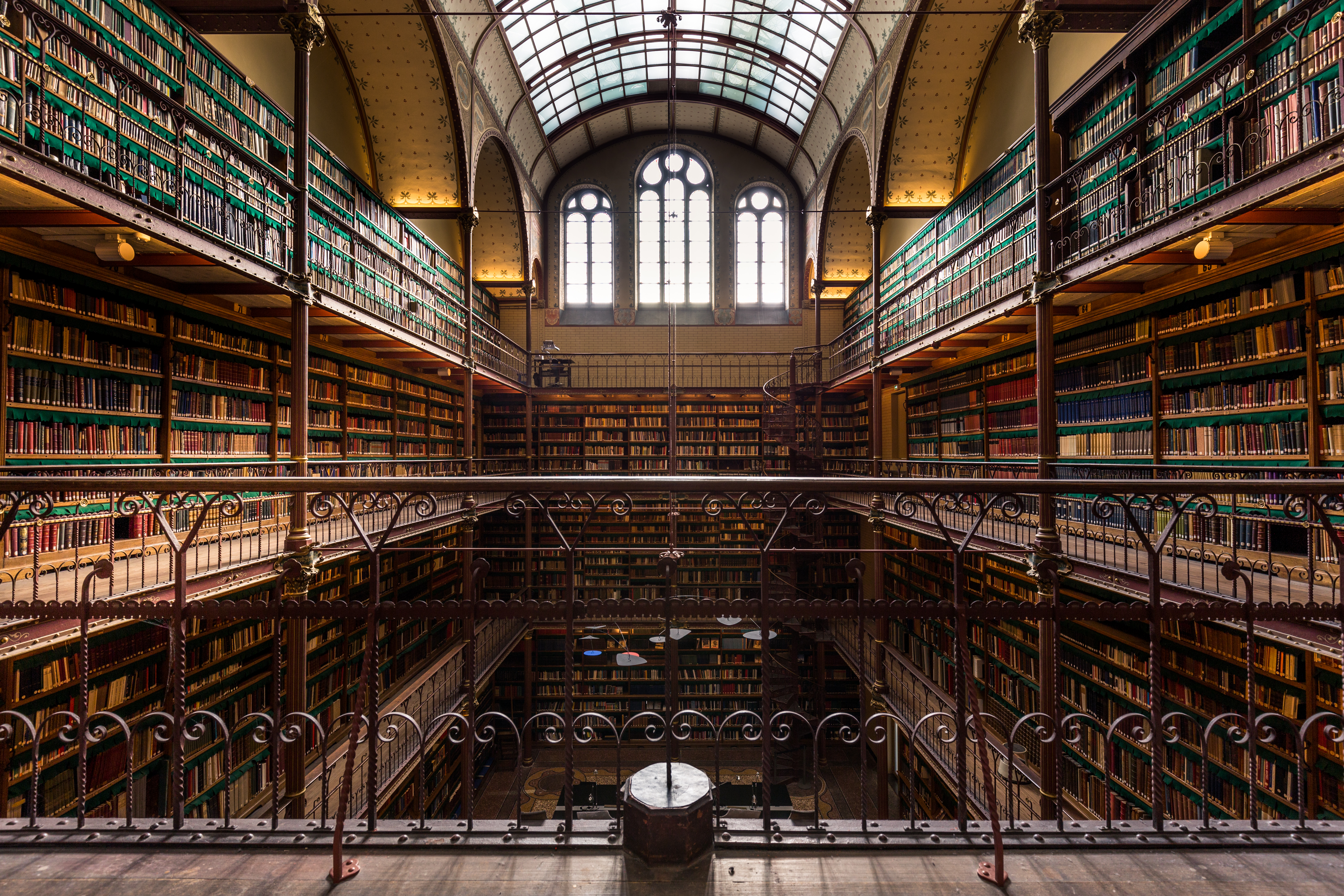
Vue de la bibliothèque.

La Rijksmuseum Research Library fait partie du Rijksmuseum et constitue le plus vaste centre de documentation public aux Pays-Bas spécialisé dans l'histoire de l'art. L'inventaire en ligne contient quelque 300 000 monographies, 3 400 magazines et 90 000 catalogues de vente aux enchères. Les quelque 50 000 catalogues d'avant 1989 ne sont pas encore inclus dans le catalogue en ligne.

## Atelier de restauration
Le Rijksmuseum dispose également d'un atelier de restauration pour la conservation et les travaux de restauration d’œuvres d'art.

### Sources
- (nl) Cet article est partiellement ou en totalité issu de l’article de Wikipédia en néerlandais intitulé « Rijksmuseum » (voir la liste des auteurs).

- (en) Cet article est partiellement ou en totalité issu de l’article de Wikipédia en anglais intitulé « Rijksmuseum » (voir la liste des auteurs).